# 零 (ゲーム)
零（ゼロ）は、テクモから発売された日本のホラーゲーム『零 zero』を第1作目とするシリーズの通称・総称・略称である。最新作は『零 月蝕の仮面 リマスター』。
本項目では、それらを原作とするアトラクション、小説、映画、漫画などの#メディアミックスについても記述する。
総じて「project zero」がブランド名・プロジェクト名などになっている（#開発を参照）。

## 概要
| 2001 | 零 zero                                         |
| 2002 | 零〜zero〜サウンドホラー                        |
| 2003 | FATAL FRAME 零 SPECIAL EDITION                  |
| 2003 | 零 紅い蝶                                       |
| 2004 | 4D零                                            |
| 2004 | REAL零 Another Edition                          |
| 2004 | FATAL FRAME II CRIMSON BUTTERFLY DIRECTOR'S CUT |
| 2005 | 零 －刺青ノ聲－                                 |
| 2006 |                                                 |
| 2007 |                                                 |
| 2008 | 零 月蝕の仮面                                   |
| 2009 |                                                 |
| 2010 |                                                 |
| 2011 |                                                 |
| 2012 | 心霊カメラ 〜憑いてる手帳〜                     |
| 2012 | 零 眞紅の蝶                                     |
| 2013 |                                                 |
| 2014 | 零 影巫女                                       |
| 2014 | 零 〜ゼロ〜 女の子だけがかかる呪い              |
| 2014 | 劇場版 零 ゼロ                                  |
| 2014 | 零 濡鴉ノ巫女                                   |
| 2015 |                                                 |
| 2016 |                                                 |
| 2017 |                                                 |
| 2018 |                                                 |
| 2019 |                                                 |
| 2020 |                                                 |
| 2021 | 零 濡鴉ノ巫女 リマスター                        |
| 2021 | デリバリーお化け屋敷 絶叫救急車 Ver.零          |
| 2022 |                                                 |
| 2023 | 零 月蝕の仮面 リマスター                        |

カプコンの『バイオハザード』のヒットで始まったサバイバルホラーゲームブームの時流にあった2001年12月にPlayStation 2で第1作目『零 zero』を発売し、日本国外版、リメイク、外伝なども含めてシリーズ化され現在に至っている。ラインアップは表の通り。
最大の特徴は、カメラを攻略アイテムや武器にしたこと、それまでのホラーゲームが西洋の文化を題材にしていたものが多かった中で日本の文化＝和風および和洋折衷の世界観にしたこと、幽霊の存在や心霊現象の数々によって恐怖を演出していることなどであり、1998年の邦画『リング』が火付け役となったジャパニーズホラーブームの時流に重なってもいた。
日本国外版はFATAL FRAME（フェイタル フレーム）、PROJECT ZEROなどのタイトルで移植（輸出）されており、その大半は発売元を全く別の他社に委託している。『零 月蝕の仮面』から『零 濡鴉ノ巫女』のWii U版までは提携した任天堂から発売された。主なゲームシリーズの累計発売本数は2014年時点で130万本。
メディアミックスとしては、2004年7月に第2作目『零 紅い蝶』を基にしたテーマパーク向けホラーアトラクション『4D零』、2014年以降からは原作大塚英志による小説『零 〜ゼロ〜 女の子だけがかかる呪い』、それを基にした監督安里麻里、主演中条あやみ・森川葵の邦画『劇場版 零 ゼロ』、原作天樹征丸、作画hakusによる漫画『零 影巫女』、2021年12月に第1作目『零 zero』を基にしたホラーアトラクション『デリバリーお化け屋敷 絶叫救急車 Ver.零』などが展開された。
以下、全作（プロジェクト全体）を指す総称の零シリーズとの混同を避けるため、各ナンバリング作品ごとに別の略記と総称で表記する。
- zeroシリーズ
  - 第1作目『zero』
    - そのリメイク作『零 SPECIAL』
      - その#メディアミックス系コンテンツ
- 紅い蝶シリーズ
  - 第2作目『紅い蝶』
    - そのリメイク作『II DIRECTOR'S CUT』
      - そのリメイク作『眞紅の蝶』
        - そのメディアミックス系コンテンツ
- 月蝕シリーズ
  - 第4作目『月蝕の仮面』
    - そのリメイク作『月蝕リマスター』
- 濡鴉シリーズ
  - 第5作目[4]『濡鴉ノ巫女』
    - そのリメイク作『濡鴉リマスター』

## ゲーム内容
全体的なゲームデザインは前述の『バイオハザード』に倣った3Dアクションアドベンチャーだが、最大の違いであると同時に特徴として挙げられるのが、射影機と呼ばれるシリーズ全作共通のメインアイテムになっているカメラの存在（システム）である。
射影機は幽霊などのありえないものを写し出せる特殊なカメラであり、「その姿を撮影する」という手段によって死者の想いに触れたり、声なき声を聞き取ることが出来るほか、「過去を写す」「呪縛を解く」といった機能もあるため、ストーリーの謎を解くのに必要不可欠な役目を担うものとなっている。
また、ゲーム内で敵となる怨霊に対抗しうる武器にもなるが、その得物にカメラを採用した点についてはほかにも狙いがある。それは、やみくもに撮影（攻撃）しても微々たる威力にしかならないが、対象が至近距離であるほどダメージ量が増すという仕様と共に様々な有利効果がボーナスで付く複数種のシャッターチャンスが怨霊ごとに設定してあるのが理由だが、それらの瞬間は「画面いっぱいに顔が迫ってくるまで引き付ける」のようなリスクを取らないと発生しないため、戦闘を早く終わらせるには「恐ろしくても怨霊を直視し続けなければならず、場合によっては自分から積極的に近付いていかなければならない」というジレンマを常に抱える事になるのである。
加えて、不意を突いて出没する浮遊霊を含めた100体を超える「ゴースト（霊）リスト」が存在するため、上手く撮影できれば射影機の強化に使えるポイントも増える一石二鳥な収集要素も手伝って、射影機をかまえること自体が常時プレイヤーを恐怖の出来事に注視させる事となる。
そんな射影機は唯一無二の物で上位機種（武器替え要素）が無い代わりに、強化レンズと特殊機能に大別されるパーツアイテムを入手することで、怨霊戦でのダメージを数倍に高めたり、撮影の難しい浮遊霊でも出現位置に自動で振り向いてくれるといった様々な効果を得られるようになる。さらに、作品毎に異なる二次的なアイテムか、霊に関するものを撮影していくとたまっていくポイントを任意で振り分けることで、目的別に設定されている基本能力値をいつでもレベルアップさせられるようにもなっているため、恐ろしいからと霊との対峙を避けるのではなく、むしろ向っていって撮影することで「ゲームを進める上でのメリット＝様々なレベルアップ、クリア特典解放のフラグ立て」と、「プレイヤーの立場からのデメリット＝怖い、可能ならスルーしたい」という相反する要素を上手く融合させているのもカメラシステムの特徴である。
これらの理由により、ゲーム内視点はアイソメトリックビュー（俯瞰視点）ないしフロントビュー（後方視点）方式を基本として進み、ストーリー攻略にかかわる要所や怨霊戦などはファーストパーソンビュー（主観視点）方式で進めていく。
一方、劇中にはサブキャラクターの日記やメモといった断片的なヒントや、旧字体や歴史的仮名遣で記されている古書がファイルアイテムなどで登場し、それらが儀式と災厄についての重要な情報であったり、わざと「間違っている解釈」で記されていたりもするため、プレイヤー自らが努力して現代表現に翻訳したり、正しい解釈を導き出して秘密を解いていくことも必要であり、そうして明かされていく過去の惨劇は人身御供を伴う何らかの犠牲者によって引き起こされているのが通例のため、悲劇的な内容が少なくないマルチエンディング（異なる結末）へとつながる布石にもなっている。
なお、零シリーズでは一部作品を除き一定時間（5分程度）コントローラを操作しないとゲーム側の機能によるスクリーンセーバーが自動的に起動するため、画面から目を離していたり席を離れていたりすると驚かされるホラー演出も用意されている。

## ストーリー
零 zero/FATAL FRAME 零 SPECIAL EDITION
1986年9月24日、雛咲真冬は、自身の恩人であり取材中に行方不明となった作家・高峰準星の行方を捜すため、彼が取材に訪れたという氷室邸へやってくるが、彼もまた消息を絶ってしまう。真冬の妹である深紅は、兄を捜して単身で氷室邸を訪れる。深紅は兄の手がかりを探して屋敷の中を進むが、やがて屋敷の中を徘徊する霊たちに囲まれてしまう。逃げ惑う深紅の前に突如白い着物の女が現れ、深紅の体にそっと触れた。女が触れた後には縄のような痣が残っていた。それは、かつて霧絵と呼ばれた「縄の巫女」が、屋敷を訪れる者にかける呪いだった。果たして深紅は死の呪いが成就する前に兄を探し出し、共に脱出することができるのだろうか。
零 紅い蝶/FATAL FRAME II CRIMSON BUTTERFLY DIRECTOR'S CUT/零 眞紅の蝶
双子の姉妹である天倉繭と天倉澪は、夏休みのある日の午後、昔住んでいた故郷に近い渓谷にやってきた。この辺りはもうすぐダムの底に沈んでしまうため、最後にもう一度見ておきたいと思ったからである。だが幼い頃よく遊んだこの地には、かつて姉の繭が山道から滑落し、右脚に障害を残す怪我をした苦い思い出もあった。妹の澪が回想しているとそばにいたはずの繭がいない。辺りを見回すと繭が何かに導かれるようにして林に分け入っていた。慌てて追いかけるといつの間にか日は暮れ夜になっており、林の奥からは人々の声と篝火、そして鳥居が見て取れた。繭に追いつくと、背後から蝶のようなものが一斉に舞い上がった。そして2人は地図から消えた村、皆神村に閉じ込められてしまうのだった。
零 －刺青ノ聲－
写真家を生業としている黒澤怜は、ある日幽霊屋敷と噂される日本家屋の取材を依頼される。そこで彼女はあるはずのない影を見る。現像した写真には、2か月も前に死んだはずの婚約者・麻生優雨の姿が写っていた。その日から怜は悪夢を見るようになる。増築を重ねた末にうち捨てられ廃墟と化した日本家屋、その屋敷の中を徘徊する霊。その悪夢の屋敷の中で全身に刺青が刻まれた女に追立てられ、捕えられたところで怜は夢から覚める。いつの間にか怜の体には、同じような刺青の痣が浮かび上がっていた。その痣は激しい痛みを伴い、彼女を苛む。その呪いは怜の助手の雛咲深紅や優雨の知人・天倉螢をも巻き込み、やがて現実の世界にも「眠りの家」の悪夢の現象が侵食し始める。
零 月蝕の仮面
誰も覚えてないことは、存在しないことになるのだろうか。本州の南に浮かぶ朧月島で10年に1度開かれる朧月神楽。その神楽の最中に、5人の少女が神隠しに遭った。少女たちは1人の刑事に助け出されたが、すべての記憶を失くしていた。神隠しに遭った少女の1人、水無月流歌にはかすかに憶えていることがあった。それは、1つの旋律。仮面をつけた人々に囲まれて楽器を鳴らす少女たち、そして月の光の中で憑かれたように踊る仮面の女。旋律は繰り返され、速まり、やがて記憶は途切れた。あの日、何があったのか。流歌はその想いを抱え、過ごしてきた。10年後、神隠しに遭った少女のうち、2人が相次いで死んだ。顔を覆い、泣き叫ぶような無残な姿で。流歌と共に残された少女、海咲と円香は友人の死の謎を解き明かすために朧月島に向かった。そして2人を追って流歌も島へ渡る。失った記憶の先にあるものを確かめるために。
零〜紫の日記〜
それはある日突然届けられた。いつの頃からか都市伝説で囁かれている「紫の日記」。不気味な古い写真や意味不明の文字が綴られたその日記で「あるはずのない」文字を見た者は、神隠しに遭い、やがて「顔の削がれた」遺体となって発見されるという。主人公は紫の日記に囚われた少女「眞夜」と共に日記の謎を解き明かそうとする。その先に待つ真実を確かめるために。
零 濡鴉ノ巫女
かつて霊場として崇められていた日上山。
その山には、「水」をご神体とした特殊な信仰や風習が伝えられ、また陰惨な事件や不可思議な現象が起きたという事例が多数報告されていた。
この物語は「死を迎えるものが訪れる」といわれる「日上山」を舞台に、不来方夕莉、放生蓮、雛咲深羽、の3人によって織り成される怪異幻想譚である。

### 異なる結末
零シリーズではマルチエンディングを採用しており、途中の章からのリタイア分岐・2周目以降・難易度変更・サブイベント完遂・選択肢の違いなどによって異なる結末を迎えることができる。各タイトル毎の詳細は以下の通り（外伝作『紫の日記』は除く）。
なお以下の「正史」と「異伝」という表記は区別しやすくするための便宜上のもので、開発者は「真のエンディング」「最高のバッドエンド」「最悪のハッピーエンド」などと述べている。
- zero、零 SPECIAL：2作を合わせて1+2種類がある。
  - 「エンディング1」：正史（雛咲深紅で詳述）[5]。難易度「NORMAL」でこの結末になる。
  - 「エンディング2」：異伝[5]。難易度「NIGHTMARE」でこの結末になる。「1」と異なり深紅と真冬が共に脱出し、最後の霊感を失った語りも「1」の「私（深紅）」から「私たち（深紅と真冬）」になっている。
  - 「エンディング3」：異伝[5]。『零 SPECIAL』の難易度「FATAL」でこの結末になる。ほぼ「2」と同じだが、地縛霊として氷室邸に囚われていた霧絵の思い人が解放され、霧絵との再会を果たす様子が静止画で追加されている。
- 紅い蝶、II DIRECTOR'S CUT、眞紅の蝶：3作を合わせて1+5種類がある。
  - 「紅い蝶」：正史（天倉澪で詳述）[5]。初プレイで選択可能な難易度「EASY/NORMAL」でこの結末になり、終ノ刻（9章目）の「縄の男（楔）」との対決までとなっている。

- 「マヨイガ」：異伝[5]。終ノ刻（9章目）で暮羽神社内の祭壇裏からリタイアするとこの結末になる。繭の救出を諦めて抜け道から1人で逃げ出そうとする澪。すると背後から声が聞こえてきた。樹月の忠告を思い出し振り切ろうとした澪だが、そこへ繭の声が聞こえてきた。思わず振り返った澪が見たのは、自分に歩み寄ってくる紗重の怨霊だった。気がつくと澪は最初に繭と一緒にいた林の入り口に座っていたがそこに彼女の姿はなかった。そして繭の名前をひたすら呼び続ける澪の耳元に「ずっと待ってる…」という声が響くのだった。
- 「虚」：異伝[5]。2周目以降から追加される難易度「HARD/NIGHTMARE」でこの結末になり、零ノ刻（10章目）に突入し繭の身体を依り代にした「血塗れの着物の女」との直接対決が起こる[注 4]。勝利後、紗重の霊と共に虚に落ちかけた繭の腕を掴み取るが、その際に澪は見てはいけない虚の深淵を直視してしまったことで視力を失くしてしまう。生還後、完成したダムに訪れた2人。これまでとは逆の立場で、目が不自由になった澪に寄り添って介助する繭。その口元は、微かにほころんでいるのだった。
- 「約束」：異伝[5]。『II DIRECTOR'S CUT』『眞紅の蝶』の難易度「FATAL」ではこの結末を迎える。虚に落ちようとしていた繭に駆け寄る澪。すると澪に憑依していた八重の残留思念が澪から離れ紗重と向き合う。長い時を経てようやく再会できた2人は、二度と離すまいとしっかり手を繋ぎ、虚の淵から身を投げた。澪は紗重に引きずられるように転落しかけた繭を慌てて抱き留める。手を繋いだまま、翅を広げた蝶のような姿で虚の底へ落ちていく八重と紗重の姿が消えた次の瞬間、虚の底から紅い蝶の群れが舞い上がる。ようやく村は瘴気から解放され、空へと昇っていく紅い蝶の群れを、立花家の3人を始めとする「大償」の犠牲者たちが穏やかな表情で眺めていた。紅い蝶に導かれ村の出口に辿り着く澪と繭。澪は「繭が足を怪我したあのとき、手を繋いでいればとずっと後悔していた」と打ち明け、繭は「あの時、澪と離れ離れになることが怖かった。でも、澪はあれからずっと一緒に居てくれた」と答える。繭の手を強く握りしめて澪は誓った。「私たちは一つになれないかもしれないけど、もうこの手は離さない」と。
- 「陰祭（かげまつり）」：異伝[5]。『眞紅の蝶』の最終ボス戦で「縄の男」の撃破に5分以上かかるなどの条件でこの結末になる。澪は繭の居る最深部に辿り着くのが遅れ、黄泉の門「虚」からの瘴気の噴出、更なる「大償」はもはや避けられなくなっていた。澪が間に合わなかったことに失望し、虚の辺に座りながら「逃げれば助かったのに」と告げる繭に、「1人で痛みの中を生きるくらいなら、一緒にいるよ」と返し寄り添う澪。「今度は一緒に落ちようか」という澪の言葉に心中を躊躇わないほどの自分への思いを感じた[注 5]繭は心を動かされ、澪を抱き締めた。刹那の瞬間、2人は揃いの浴衣を着て暮羽神社の陰祭に出掛けた夢を見ていた。先を行く澪に不自由のない歩調で追いつく繭。そして夜空一面が灯篭飛ばしと花火で彩られるさまを二人で眺めながら、「こんな日が、ずっと続くといいのにな…」と思う澪。場面は切り替わり、蔵の中の樹月の指から紅い蝶が離れて格子の隙間から飛び去ってゆく。その先からは夜空を覆いつくさんばかりの大償の暗雲が迫ってくる。虚の辺には、両手をつかみ合って眠っているかのような澪と繭が遺されていた。
- 「凍蝶（いてちょう）」：異伝[5]。『眞紅の蝶』の八ノ刻ムービーや闇帰り撃破などの条件でこの結末になる。紗重の怨霊を退け、「もうどこにも行かないで」と繭に縋る澪。そんな澪を見た繭は自分達を一つにするために、澪の両手を自分の首へと持っていく。しかし、我に返った澪は手を振りほどき儀式を拒絶する。儀式を拒絶した澪への憎しみと、そんな優しい澪だから好きなのだという相反する思いに引き裂かれ、絶望した繭は「一つになれないなら…ずっと苦しいままでいい、ずっと地獄でいい…」と呟き、泣きながら狂笑を始める、その姿は村を彷徨っていた紗重の怨霊と相違ないものだった。呆然と繭を見る澪。すると彼女の脳裏にはあの滑落事故の情景が蘇ってきた。滑り落ちた直後の繭は、痛みに泣きつつ嬉しそうな微笑みも浮かべていたのである。「ずっと一緒にここにいよう…」と、澪の首に手を添える繭。静寂の後、遺骸で埋め尽くされた黒澤家の大広間を一頭の紅い蝶が弱々しく舞う。その先には目を見開いたまま動かない澪を膝枕する繭の姿があった。クロージングクレジット後、場面は2階の雛壇の間に切り替わる。繭は楽しげに「膝の上に置いた澪の頭」の唇に紅をさす。澪の目に浮かぶ涙を繭は愛おしそうに口付けで拭うのだった。

- 刺青ノ聲
  - 「エンディング1」：異伝[5]。難易度は問わずに初プレイでこの結末になる。ほぼ「2」と同じだが、サイドストーリーで「鏡華の耳飾り」などを入手できないため一部人物の安否などが異なる。
  - 「エンディング2」：正史（黒澤怜、雛咲深紅、天倉螢で詳述）[5]。難易度は問わずに2周目からサイドストーリーで条件を満たせばこの結末になる。安否以外の違いとして、クロージングクレジットに後日譚を描いたポートレイト演出や、クレジット終了後の対話シーンに一枚絵が追加される。
- 月蝕の仮面：2種類あり、正史か異伝かの公式な明言はされていない。
  - 「ノーマルエンド」：難易度「EASY/NORMAL」でこの結末になる。
  - 「ハードエンド」：難易度「HARD/NIGHTMARE」でこの結末になる。流歌と長四郎は「ノーマル」と同じで、海咲と円香の更なるその後が描かれている。

- 流歌：灯台に向かう道中で月蝕の面と月守の歌を完成させ、霧島の手助けもあって朔夜に月蝕の面を被せることで「帰来迎」を成功させる。その後は島中の魂が零域へと還って行く中で同じく零域へと還ろうとしている父親である宗也の姿を見てどうしても思い出せなかった父親の顔を思い出し、零域へ還っていく父親の魂を見送る。その後、ピアノで月守の歌を弾いたまま想いを馳せる。
- 海咲：黒衣の少女の姿を追いながら朧月館を進みつつも海咲自身も朔夜との記憶を思い出していき、後にその少女の正体は人形の「海夜」に宿ったもう一人の朔夜であることを知り、かつて神楽が行われた場所へ辿り着いて遂に朔夜のことを完全に思い出し、そこで朔夜本人の怨霊化に伴って海夜に宿った朔夜の魂も怨霊化しており、そこで朔夜に取り憑かれてしまう。その後、本来は円香と同様に「咲いて」しまうところを人形である「海夜」が自身の魂を取り込んだことで救われ、海咲自身はそのまま人形と共に眠りについてしまうはずであったが、帰来迎により正気に戻っていた円香の霊により魂が開放されたことで目を覚ます。その後は何も言わずに零域に帰ろうとしている円香を見つけて駆け寄り、「一緒に帰ろう」と声を掛けるが、自身の気持ちに満足していた円香からは満面の笑みを返されると共に別れを告げられ、直後に円香と他の多くの魂が零域へ還って行く光景を海岸で眺める。
- 円香：海咲とはぐれて一人で探索している最中に怨霊に取り囲まれ、「咲いた」状態[注 6]になって命を落とす。その後、怨霊化して流歌や海咲に襲い掛かるようになってしまう。その後は「帰来迎」の成功で正気を取り戻し、巫女の力で海咲の魂を海夜から開放させ、直後に怨霊化していたとはいえ海咲に襲い掛かってしまった負い目から最後は何も言わずに成仏しようとするも海咲に呼び止められ、自身を必死に探してくれたことや大切にしていた海夜を手放してまで自身の方へ駆け寄ってくれた姿を見て海咲の本当の気持ちを悟り、最後は満面の笑みで別れを告げて零域へと還って行った。
- 長四郎：本編より8年前に朧月館で「無苦の日」を目撃して屋上に灰原を追い詰めるが、自暴自棄になっていた灰原に脇腹を刺されて逆上する形で灰原に突撃し、共に転落死（享年27）する。その後は自らが霊となったことに気付かないまま流歌を捜していたが[注 7]、最終的には自らの死を知って流歌へ月蝕の面の欠片を渡す。また、朔夜を鎮める際にも流歌の元へ駆けつけて月蝕の面を被せる手助けをし、最後は他の魂と共に零域へと還って行った。

- 濡鴉ノ巫女：8種類あり、正史か異伝かの公式な明言はされていない。

- 「夜泉ノ花嫁」：夕莉でラスボスを水上で看取るとこの結末になる。黒澤逢世に導かれるように再び水上ノ宮へやって来た夕莉。すると、彼女を待っていたかのように閉ざされていた「黒キ澤」への門が開き、そこにいた夜泉濡と化した逢世と遭遇し最後の対決が始まる。三度に渡って退けた後夕莉が彼女の残留意思に触れると、そこには殺された巫女達とこれ迄に引き受けた人達の悲しみや痛みといった思いと、逢世自身が断ち切れなかった麻生博士への恋慕、そして一人夜泉の中に取り残された寂しさといった感情が流れ込んでいき、逢世もまた自分と同じ様に苦しんでいたのだと知り泣きながら抱きしめる。刹那、夕莉の思いを汲み取った逢世も「あなたに全てを託せて良かった……」と微笑み、水の中へ溶け込む様に消えていく。やがて溢れていた夜泉が柩籠の中へと流れ込みながら澤の底へと沈んでいき、気がつくとそこには夕莉一人だけだった。そして背後から名前を呼ぶ密花の声に振り返った夕莉の頬を、涙が一筋つたっていた。
- 「抱擁」：夕莉でラスボスを水中で看取るとこの結末になる。かつて密花によって呼び止められ、自殺を思いとどまった夕莉。だがその心の中には、いつも死へ求める気持ちがあった。夕莉は心の中で常に、自殺を思いとどまった崖に立っていた。あと一歩を踏み出すかどうか、迷いながら。そんな夕莉に、逢世は「あの人（麻生博士）は共に生きたい人。でもあなたは共に死にたい人」と言い、夕莉を黄泉へと誘う。「看取り」によって逢世の深い悲しみ、絶望を知った夕莉は、逢世の身体を抱きしめる。その時密花が駆けつけ、夕莉に呼び掛けるも、夕莉は一言「ゆるして」と呟き、逢世と共に落ちていった。密花は夕莉が立っていた崖へ急ぐが、そこから見下ろしても、もう遅かった。泣き崩れる密花。密花はまたしても、目の前での死を止めることが出来なかったのだった。一方夕莉は、逢世と共に黄泉の中を落ち続けていた。夕莉を優しく抱きしめながら、逢世は夕莉に囁く。「あなたは一人じゃない」と。
- 「夜泉子」：深羽で水上湖で写真を撮るとこの結末になる。日上山で柩籠にいた深紅を取り戻した深羽は、花嫁姿の母が船に乗って何処かへ向かう夢を見て飛び起きる。すると、そばで一緒に寝ていた筈の深紅の姿がなく、代わりに置かれていた射影機と色褪せた幽婚の写真から、全てを悟った深羽は急いで後を追いかける。そして大禍境に辿り着き、そこで再会した深紅から、真冬に対する思いを静かに聴きながら、二人並んで水上湖を歩いていく。そして美羽は「自分には何もないから、隠世へ行っても一緒になって欲しい人は誰もいない」と悲しそうに呟き、「でも、(今はお母さんがいるから) もういいの」と打ち明ける。空にはやがて大禍陽が輝き、幽婚を終えた霊達が集まる中、深羽は母の腕を掴み「何処へも行かないで、一人は嫌だ」と縋る。深紅は手を握り返して「何処へも行かないわ」と囁き、静かに大禍陽を見守る。やがて深羽が目を覚ますと、隣では深紅が眠っていた。母の姿に深羽は安堵すると、二人は寄り添うように抱き合い、再び眠りについたのだった。
- 「夢ノ通路」：深羽で水上湖で写真を撮らないとこの結末になる。深羽の縋るような言葉に「何処へも行かないわ」と囁く深紅。だが、優しい母の表情に深羽は内心「嘘だ」と呟く。すると、隣にいた深紅の姿が溶けるように消えてしまう。深羽には分かっていた。あの時、母は既にこの世を去っていたこと、娘の自分を心配する強い思いが残影として留まっていたことに。深紅の最後の思いを受け止めた深羽は、ただ一人声を上げて泣き続けるのだった。
- 「死後ノ恋」：蓮で花嫁の写真を選び触れるとこの結末になる。榊と渡会の霊を退けた蓮が婚礼の間に向かうと、そこには夢と同じく逢世が静かに鎮座していた。しかし刹那、逢世の姿は怨霊に変わり、「一緒に終わってほしい」と縋る。すると蓮に麻生博士の残留意識が憑依し、逢世を抱きしめると思いを伝える。彼もまた、あの時からずっと自分を思っていてくれたのだと知った逢世は「口に出さなくても分かっていたけれど、本当は実際に言葉で言って欲しかった。それが自分のただ一つの望みだった」と明かし、心残りが無くなったと同時に元の巫女姿に戻り消えていく。それを見送った麻生博士は彼女の意図を汲み取りつつも、またもや一人取り残された事に泣き崩れる。直後、意識が戻った蓮はなぜ自分が涙を流しているのか分からないまま、誰もいない部屋に呆然と立ち尽くすのだった。
- 「孤独ノ箱」：蓮で花嫁の写真を選び写真を撮るとこの結末になる。怨霊となった逢世に縋られ、驚いた蓮は思わず射影機を使ってしまう。怯んだ逢世は「私と別れるために来たのですね」と呟き、麻生博士と出会い弔写真を撮ってもらった時の事を思い出すと「あの日、あなたは私の魂の一部も持っていってしまった。それがつらくて、つらくて…でも、(あなたの心に残る事が出来て) 嬉しかった」と悲しげに笑う。そして、その思い出を胸に一人であの夜泉の中に戻ることを告げ、最期の願いとして再びあの時のように写真を撮って残して欲しいと希う。蓮が応えるように射影機を構えるとファインダー越しの逢世は元の美しい巫女姿に戻り、シャッター音と共に跡形もなく消えてしまったのだった。
- 「箱ノ中」：蓮で遺髪を選び戦闘をしないとこの結末になる。幼い麻生博士の影が婚礼の間に向かうと、待っていた白菊が急かすように柩籠の前へ連れていく。中を覗き込むと、そこにいたのは黒い着物を纏い夜泉に浸かった白菊の姿だった。驚いた蓮が尻込みしていると、拒まれたのだと思った白菊が怨霊化し襲いかかってくる。そのまま射影機を使わず何もしないでいると、柩籠の白菊に「一緒にいこう」と腕を引っ張られて夜泉の中へ落ちていく。刹那、蓮が見たのは彼女と麻生博士との記憶だった。他の幼巫女とは違う容姿と短命を憂いでいた白菊は、麻生博士と出会って初めて生きる希望を見出し、同時にいつか自分のことを忘れてしまうのではないかという焦燥から彼を連れていこうとする。しかし、自分は死ぬのではなく、「柱」として永遠に生きなければならないことを思い出した白菊は、「でも、お前は死ね…ゆっくり、ゆっくり死ね！」と精一杯の拒絶の言葉を告げて蓮を突き飛ばす。弾き飛ばされた蓮が立ち上がると、そこはかつて二人がよく遊んでいた神社だった。もはや面影もなく朽ち果てたその場所で、彼は茫然と佇んでいた。
- 「花冷え」：蓮で遺髪を選び戦闘をするとこの結末になる。襲いかかってきた白菊にやむを得ず射影機で応戦する蓮。勝利後、彼が白菊の残留思念に触れてみたものは、「自分は特別な「柱」だから、いずれずっと死ぬ事は出来なくなる。だから、そうなる前にもう一度（麻生博士に）会えてよかった。（これで私の心残りは消えたから）もう自分を忘れてもいいよ」という麻生博士に対する遺言と「自分の最期は、綺麗なものを見て終わりたい……」という小さくも切な願いだった。そんな白菊の思いを、蓮は身代わりとして静かに汲み取ったのだった。

### 舞台
氷室邸（ひむろてい、HIMURO residence、Himuro Mansion）
第1作『zeroシリーズ』に登場。零シリーズの特徴である「日本家屋」の事実上の原点とも言える場所。敷地内には巨大な池や中庭、神社などがある巨大な家屋となっており、池の上に建てられた離れには地下洞窟への入り口がある。家人は宗方夫妻を最後に途絶えており、現在は形は保っているものの荒れ果て、今はこの地方の禁じられた儀式の伝説が残る廃屋として扱われている。しかしこの邸宅には真の姿があり、それは氷室の一族が代々「縄の巫女」を立て、「鬼の口」から繋がる地下洞窟を進み「奈落橋」の先にある「縄殿」にて執り行われる秘儀「裂き縄の儀式」にて作られる注連縄と、強力な霊媒体「御神鏡」にて最奥に存在する「黄泉の門」を封じ込め、氷室邸を囲むように存在する5か所の霊鏡を以て結界とする神殿としての役割を持っていた。人を探してこの屋敷を訪れることになるが、この儀式が失敗して以来敷地内は黄泉の瘴気と呪いに満ちて怨霊が溢れ、さらに時空すら歪んでおり、現在・過去・未来の事象が入り乱れて訪れる者を困惑させる。『刺青ノ聲』での再登場については後述「眠りの家」を参照。
皆神村（みなかみむら、Minakami Village）
第2作『紅い蝶シリーズ』に登場。現在の水上ダムが建設される以前に存在していた村で、今はダムの底に水没している。かつては余所者を嫌う雰囲気のある「地図から消えた村」とも呼ばれていた。地下には黄泉の国と繋がる大穴の「虚」（うつろ）が存在し、そこから噴き出す瘴気を鎮めるための双子が重要な役割を担う「紅贄祭」（あかにえさい）という秘祭を執り行う風習がある。『刺青ノ聲』での再登場については後述「眠りの家」を参照。
眠りの家（ねむりのいえ）、Dream Manor
第3作『刺青ノ聲』に登場。日本国内外版とで名称（意味合い）が異なる俗称。正しくはかつて陸奥国と呼ばれた北東北の寒村にあった久世屋敷のことで、現在は廃屋と化しており、悪夢にうなされる人が迷い込むという都市伝説の中でその名が語られたり、幽霊屋敷とも呼ばれ心霊スポット的な場所になっていた。そもそもの久世屋敷は一族や従者が暮らす単純な家屋ではなく、敷地内には「刺青の巫女」（しせいのみこ）を祀る「久世の宮」が建立されており、参詣者に開放された神社でもあった。その内部にある「刻宮」の祭壇裏の地下を掘って備えられた巨大な螺旋階段「奈落」を降り地下水脈にまで達している洞窟の最奥には絶秘扱いの「棘獄」（しごく）と呼ばれる石棺的な部屋があり、その更なる最深部は現世と常世を隔てる海の「涯」（はたて）に繋がり、生者の死者に対する執着が悪しき影響を及ぼさぬように巫女が引き受けて「涯」へと流す儀式が行われていた。現実の廃屋には過去に螢が単身で、冒頭で怜と深紅が撮影のために訪れているが、悪夢の中の久世屋敷は禁忌の事件が起きる以前の状態で探索することとなる。一方、実際の久世屋敷にはあるはずの無い、前述の『zeroシリーズ』『紅い蝶シリーズ』における氷室邸や皆神村の場所も存在しているが、これは増改築されたのではなく、深紅の過去の事件、螢の姪姉妹の事件の影響によって夢に現れたもの。
朧月島（ろうげつとう）
第4作『月蝕の仮面』に登場。朧月群島という群島に所属する島であり、十年に一度「朧月神楽」という神楽舞が行われる観光地となっていたが、物語の8年前に島民の集団失踪事件が発生し、ほとんどの島民が死亡ないし行方不明となり壊滅した。元々、朧月群島には霊的な影響によって、発症者の記憶や自我が徐々に崩壊して最終的に死に至るという「月幽病」という風土病が存在し、朧月神楽の原型となった儀式「帰来迎」は本来、月幽病の治療のため、魂の根源（黄泉）に一時的に魂を送ることで「自我を洗い正しい形に戻す」というものであった。島内の主な施設としては、「月幽病」の治療を推進していた「灰原病院」とその入院・療養施設である擬洋風建築の「朧月館」、島内の岬に建つ「月読埼灯台」などがある。
紫の日記（むらさきのにっき）、Diary of faces
外伝作『心霊カメラ』に登場。日本国内外版とで名称（意味合い）が異なるノートブック。
日上山（ひかみやま、Mount/Mt. Hikami）
第5作『濡鴉ノ巫女』に登場。古くから太陽神信仰と水信仰がされている霊山。彼岸湖と呼ばれる澄んだ美しい湖があり、そこから山全体に水が流れ落ちている。観光地として開発されていたが土砂災害によって多数の死傷者が出たことから開発は中止となり現在は当時の施設が廃墟となって残っている他、山に入った者は神隠しにあうという噂が多く心霊スポットとなっている。霊山として社も複数建てられ、かつては多くの巫女が山に勤めており「水から生まれ水に還る」という輪廻に近い水信仰から自殺願望者が巫女に最期を看取ってもらうために多く集まったとされる。山頂付近には「幽ノ宮」と「水上ノ宮」と呼ばれる社があり、そこから先は隠世との境である「黒キ澤」へ続いている。日上山に勤めていた巫女たちはこの「黒キ澤」から黄泉の瘴気そのものである「夜泉」が溢れ出ることを防ぐため人柱としての役割も持っていたとされる。作中ではそれぞれの人物が行方不明者の捜索や手がかりを探るために訪れるが、すでに山全体に夜泉が溢れており巫女や自殺者達の霊がかつての死の瞬間を繰り返している。

### 世界観
零シリーズは最大の特長かつ力を注いでいる点に「日本の風土や文化に根ざした霊的な恐怖表現」が挙げられており、プレイヤーの分身となる主人公たちが洋服を着て暮らす主軸の時代を昭和、敵キャラクターなどの幽霊たちが生前に暮らしていた時代を和服が生活習慣で電気がまだ主流じゃない明治や大正などに設定し、「過去に起こった惨劇」を「現代で追体験する」というのが世界観として多くとられている。
一方、クリア後特典の追加コスチュームなどの要所に平成以降の文化も反映されているため携帯電話が存在していても不思議ではないが、スタッフインタビューによれば「1980年代に設定した理由は携帯が普及していなかったから」と述べており、そういった外部と連絡の取れる近代的な通信機器が「はじめから無い世界」と設定して持たせないことで孤独感を際立たせるという、和洋折衷ならぬ新旧折衷の意図的な演出によるものであり、各作品の劇中では手紙・固定電話・公衆電話程度に抑えられている。ただし外伝作品『紫の日記』やメディアミックスの映画・漫画作品では前述してきた前提はなく、携帯電話がある社会の物語である。
いわゆるナンバリングタイトルである『零 zero』『零 紅い蝶』『零 －刺青ノ聲－』『零 月蝕の仮面』『零 濡鴉ノ巫女』（以下略記）の5作品シリーズでは、登場人物を中心に間接的にだが世界や時代は繋がっている。ただしストーリーはそれぞれで独立しており、中でも『月蝕の仮面』は登場人物の血縁関係が接点という程度で、繋がりはほとんど無い。
時間の流れは、『zero』が1986年、『紅い蝶』が1988年の夏休みの終わりまで、『刺青ノ聲』がその3か月後の1988年12月頃、『濡鴉ノ巫女』がその約10数年後の出来事となっている。『月蝕の仮面』は1980年代とされているのみなので正確な時系列は不明だが、物語の発端となった最大の惨劇（儀式、事件）にプレイヤーキャラの主人公が直接関わっており、それから数年しか経っていない設定、つまり幼年期→青年期という時代背景で描かれている点が大きな違いとなっている。
総じて、判明している時系列としては（『月蝕の仮面』は除外して）『zero』→『紅い蝶』→『刺青ノ聲』→『濡鴉ノ巫女』の順で新しく、過去の儀式の失敗も同じ順になる。
なお、『zero』と『紅い蝶』では黒澤（宗方）八重が少女時代と晩年の姿に分かれて登場しているため混乱しやすいが、これは『zero』において「儀式の失敗」と「神隠し事件」という、年代の違う2つの事件に関係する人物の霊が登場しているためであり、『zero』と『紅い蝶』の過去の事件の時系列は、
1. 裂き縄の儀式の失敗（『zero』。当該作ウェブサイトで公開されているプロモーションムービー「シーン2」で、文政10年冬〈1828年〉と明記されている）
2. 紅贄祭の失敗（『紅い蝶』。劇中の文章から「双子に関する太政官布告（1874年）」以降であることが確定している）
3. 宗方一家が氷室邸に移り住んできた後の神隠し事件（『zero』。紅贄祭の失敗から数年後）

となる。

### 儀式と災厄
シリーズの大半には人里から隔絶された環境で行われていた災厄を防ぐための儀式がストーリー上の核心として登場する。これらの儀式は人間を生贄とする非常に残酷なもので、その儀式が失敗すると大きな災厄が起こり、儀式に関わる者や近隣の住人のほぼ全てが死に絶えることになる。ゆえにゲームの舞台となる場所は、儀式の失敗によって無人となった呪われた土地である。主な関連用語・設定は以下の通り。
黄泉の門
その名の通りの巨大な「門」、大穴の「虚」、海の「涯」などのように、作品によって形態や呼称は異なるが、主人公たちの最終目的地の多くは「黄泉」（異界、あの世、隠世）との接点、あるいは信仰上で祀られている禁忌の場所となっている。それらの場所は、かつて慣習化していた洞窟葬、土葬、山葬、水葬などの影響により、地下深くにある洞穴、水脈、海へとつながる位置などにあるとされ、複合して用いられることもある。幾人もの人物がその調査にむかうも命を落としており、正確な話は伝わっておらず断片的な伝承が残るのみとなっている。
災厄（闇と瘴気）
黄泉の門から直接生じる「禍刻」や「大償」、巫女の身体から生じる「破戒」などのように、作品によって形態や呼称は異なるが、それらの「災厄あるいは禁忌」によって現世（この世）に「闇と瘴気」が溢れ出るという最悪の事態を防ぐことが、零シリーズで生贄の儀式が行われる理由となっている。「闇」の解釈は辞典などに記載されている「暗いこと」ではなく「常世という黄泉の空間に充満する絶対の闇」のことで、「瘴気」も同様に「毒気」ではなく「死者の魂を怨霊に変える」「死者の魂を束縛する」「人を狂わす」もので、『紅い蝶シリーズ』では闇と瘴気は共にあふれ出て「人を死に至らしめる」「時間や空間を歪ませる」ものとされている。それらの影響によって怨霊化したのは儀式が失敗した同時代の者が大半だが、たとえ生き残った者でも、前ないし後の時代の者であっても、怨霊や狂人と化した者によって殺害されてしまったり、災厄に飲み込まれると怨霊化（怨霊として蘇生）してしまう。災厄の源である闇と瘴気は異界（黄泉の門の先、つまりあの世）に満たされているものとされており、黄泉の門の封印が解けかかると時折マグマのように微量ながら噴き出ることがあるため、それによって起こる局地的な地震などの異変を判断材料にして、災厄を防ぐための儀式決行の指針としている場合もある。また、現世と異界の境界線にあたる場所（土地あるいは空間）を「狭間（はざま）」、そういったものに穢れた黒い死の水を「夜泉（よみ）」、逆に生命に溢れ清く美しい水を「御澄（みすみ）」と言い表しもする。

## 設定

### 射影機
しゃえいき、CAMERA OBSCURA、SHADOW OBSCURE。異界研究者である麻生邦彦博士により作り出された「ありえないもの」を写し出せるカメラで、それら霊的なものを撮影することで残留思念や過去を見聞きしたり、襲ってくる怨霊を除霊したりもでき、後述の様々なパーツを入手して装備すれば隠された機能が追加されていく。しかし、射影機で霊を撮影することは使用者の心が霊によって蝕まれることでもあり、使用者の霊感が強い場合は霊から受ける影響も強くなるため、その使用者が悲劇的な末路を辿ったケースが多い。第1作『zeroシリーズ』での正式完成品の射影機が最強のモデルで、他作品のモデルは過去に遡っていくほど弱くなる（つまり舞台の時代は進んでいても射影機は古い試作品ばかり）設定になっている。
初出となった1作目でモデルとされたのはリンホフ社・5×7in判シリーズで、それ以降は作品毎（あるいは1作品内の複数機）で全てデザインが異なっている。外見で最も多いのは蛇腹式のスプリングカメラだが、機能としての能否やゲームの舞台・状況（閉鎖空間）からすれば撮った写真を射影機から直接現像しているとしか思えず、企画書段階でもポラロイドカメラが想定されていたが、全作共通のアイテムである「フィルム」のCG上に「12sheets」との記述があり平たい箱に収められている点、『刺青ノ聲』の一ノ刻で入手する「古びたフィルム」の形状なども合わせて、ロールフィルムではなく大キャビネ（中判）のシートフィルムと思われることと、蛇腹・背面構造などの要素から組立暗箱（ビューカメラ）が最も近いと言え、英語圏の日本国外版では「CAMERA OBSCURA」、『紅い蝶』と『II DIRECTOR'S CUT』におけるファインダーモード時の射影機背面下部の刻印では「SHADOW OBSCURE」などと対訳ないし表記され裏付けられてはいるものの、明確な定義付けや解説はされておらず、結局のところ「何カメラ」なのかはプレイヤーの想像に委ねられている。特徴と相違点は以下の通り。
- ゲーム版
  - 『zeroシリーズ』： 蛇腹が下開きで正方形のフォールディングカメラ型。劇中のモデル（型式）歴では正式な完成品[23]で霊を封印できる能力を唯一持つ[20]。雛咲家の伝来品でもあり持ち運び用の取っ手があるのは小さな鞄としても考慮してあるのがその由来。これとは別に幻灯機のような大きさの「古い射影機[24]」も各所に存在し、セーブポイントの役割を担っている。
  - 『紅い蝶』： 彫金が上部と下部にメリハリよく施され蛇腹が下開きのスプリングカメラ型。元々は真壁清次郎の所有物で製造歴では試作機にあたり[23]、澪が主に使用することになる。
  - 『II DIRECTOR'S CUT』： 2機種が存在し、ストーリーモードなどは『紅い蝶』とほぼ同一で、今作で追加された「FPSモード」では彫金や装飾が多く施された縦長方形の一眼レフカメラ型。
  - 『眞紅の蝶』： 『紅い蝶』とほぼ同一だが、全体的な色合いや経年感が『刺青ノ聲』に近いシックなものにアレンジされている。
  - 『刺青ノ聲』： 蛇腹が左開きで四角形のスプリングカメラ型で、経年による古びた感じが強く彫金もほとんど無く控え目な外観。悪夢の中で使用するものは3人の主人公それぞれが1機ずつ拾い、現実世界では螢から優雨に渡った壊れた現物がセーブポイントの役割を担っている。
  - 『月蝕シリーズ』： 蛇腹が下開きでフォールディングカメラ型の2機種が存在し、円香と流歌が入手するものは麻生記念室にあった展示品で、彫金およびディテールが美術的に造り込まれておりレンズ外周が菱形なのと、サイズも大きめなのが特徴。海咲は自分が家から持ってきたとするものを拾うが、その形状は前述の『zeroシリーズ』における雛咲家のものと同一か限りなく酷似している[注 13]。
  - 『紫の日記』： ゴーストカメラとも称される写ルンです型で、レベルアップや強化レンズ/特殊機能は存在しない。
  - 『濡鴉シリーズ』： 2機種が存在し、夕莉と深羽が入手するものは蛇腹が観音開きで彫金や装飾も美術的な単眼のスプリングカメラ型で、『月蝕』も含めた各リマスター版では追加衣装の被り物としても存在する。蓮が所有する黒色に各部の金が映えるステレオカメラ型の複眼射影機は放生家の伝来品で、日上山周辺地方にのみ伝わるとされる[25]「影見」の能力を備えている。
- メディアミックス版
  - 『劇場版 零 ゼロ』： 二眼レフカメラ型、蛇腹が下開きで縦長方形のフォールディングカメラ型、左開きで横長方形のスプリングカメラ型、観音開きで横長方形のコンパクトカメラ型の4種類が存在[26]。
  - 『零 影巫女』： 蛇腹が左開きで四角形のスプリングカメラ型。「ありったけ持ってきたけど」と述べ大量に所持しているロールフィルムと閃光電球をセットで用いる仕様で[27]、右側面には取っ手があり平時は肩がけ紐が付いたカメラケースに収納している。
  - 『デリバリーお化け屋敷 絶叫救急車 Ver.零』[1][注 2]： 正方形でレンズが伸縮するのみのコンパクトカメラ型。

#### フィラメント
Filament。ファインダー付近に付属している豆電球大の筒状コイル型発光器。
霊的な「ありえないもの」を感知するレーダーで、浮遊霊や怨霊などには赤く、地縛霊や封印霊などには青く点灯し、照り具合の濃淡でその方向や距離を知らせる。
フィールドモードの視点が改定された『月蝕シリーズ』と『眞紅の蝶』では前後左右に赤や黄色で点灯する霊フィラメントの名の十字型ランプと、従来のコイル型をしたアイテムフィラメントというマップ探索用の青い単色ランプで示され、『濡鴉シリーズ』では矢印状マークによる360度サーチと赤・白色の違いで示される。

#### フィルム
朧月島の面打ち用の塗料を改良したものが使われている写真フィルムで、射影機の除霊能力の根幹部分を担っているもの。
『zeroシリーズ』までとそれ以降の作品とで登場（採用）種が異なっており、デザインは『zeroシリーズ』のもの（右ななめ向きの4種）、『紅い蝶シリーズ』と『刺青ノ聲』のもの（右ななめ向きの5種/旧）、『月蝕の仮面』のもの（左ななめ向きの5種）、『濡鴉シリーズ』のもの（右ななめ向きの5種/新）の4つに大別される。おおむね威力の差で分けられているが、総合ダメージ値は使用者自身の霊感（たいがいはプロフィール上で示唆されている）でも差が生まれる。また『紅い蝶・月蝕・濡鴉シリーズ』では「フィルムチャージ」の概念があり、浮遊霊の撮影の成否などに影響する再撮影までの充填時間に差がある。日本語表記の公式読みは概ね音読みとされている。
〇七式（07式、07Film、Type-7 Film）
灰色系の古いフィルムで『紅い蝶』から登場。除霊能力はほとんど失われている代わりに、枚数に制限はない。
一四式、十四式（じゅうよんしき、14式、14Film、Type-14 Film）
青色系の古いフィルムで『zero』から登場。最低限の除霊能力を有する。日本版の10の位の表記は『月蝕シリーズ』とそれ以外とで異なる。
三七式（37Film、Type-37 Film）
緑色系のフィルムで『zeroシリーズ』に登場。
六一式（ろくじゅういちしき、61式、61Film、Type-61 Film）
三七式から置き換えられた緑色系の新しいフィルムで『紅い蝶』から登場。強い念が込められ、中程度の除霊能力がある。
七四式（74Film、Type-74 Film）
赤色系で『zeroシリーズ』に登場。
九〇式（きゅうじゅうしき、90式、90Film、Type-90 Film）
金色（黄色）系で『zero』から登場。特別な封印または清めの印が施され、高い除霊能力を誇る。『紅い蝶』以降は七四式から置き換えられた赤色系に改定された。
零式（ぜろしき、00式、ExtraFilm、Extra Film）
九〇式から置き換えられた金色（黄色）系で『紅い蝶』から登場。特別な処理が施された最強の除霊能力を持つが、入手可能な枚数は非常に少ない。

#### 霊波計
ロックサークル、キャプチャーサークル（Capture Circle）とも表記、あるいは区別される照準器。
浮遊霊、地縛霊、封印霊などの場合は反応に対して明滅するだけだが、怨霊の場合は捉えている間だけ梵字の数で表される霊力ゲージがチャージされていき、溜まった分まで与ダメージが上昇する。
本体基本性能の「範囲」や「感度」はこの部分にかかわっており、前者を強化すればサークルの直径が拡大して2体、3体以上という複数同時撮影が狙えるようになり、後者を強化すれば遠い場所の浮遊霊や後述の効果で吹き飛び離れていく怨霊なども逃さずに捕捉できるようになるため、ほぼ全作において優先的に強化するのが望ましい部分となっている。霊力ゲージの充填速度はフィルム依存であったり「速度」から上昇させられるなど、作品によって違いがあり統一されていない。

#### シャッターチャンス
Shutter Chance。1作目『零 zero』から存在する撮影のチャンスタイミング。眼前まで接近してきたり攻撃モーションを取り始めた時・プレイヤーキャラを見失っていたり攻撃を空振りした時などがほぼ共通で、泣いたり転んだりなど独自の行動をして隙を見せた時などもあり、霊波計が振り切れて赤くなる瞬間のこと。
大きなダメージを与えられると共に、通常撮影には無い怨霊を怯ませる（行動の一時的キャンセル）などのボーナスが付く。

#### フェイタルフレーム
Fatal Frame。2作目『零 紅い蝶』から追加された、さらなるチャンスタイミング。怨霊ごとに異なる行動モーションの中で、フィラメントの近くの小さな赤い丸が点灯する・キャプチャーエリアが赤く明滅するなどの瞬間のこと。
ほとんどが攻撃モーション中のため撮り逃せば被撃は必至だが、成功すれば与ダメージの1.2から2倍増、後方に吹き飛ばせるヒットバック（Blast Back）、その状態で怯んでいる時に再び判定が点灯し撮影が繋げられるフェイタルコンボ（フェイタルタイムのショットコンボとも）、獲得できる撮影ポイントの倍増など、より強力かつ多大なボーナスが付く。
『濡鴉シリーズ』など作品によっては被撃中にもカメラの傾きに合わせて点灯する瞬間があり、上手く撮影できれば体勢を立て直せるが、いずれにせよその瞬間はいわゆるフレーム単位のほんの一瞬というシビアなタイミングのため、最もハイリスクかつハイリターンな撮影である。

#### ショット
特殊ショット、ボーナスショットとも。特定のアングルやタイミングで判定される「撮影ポイント」の加算ボーナス要素のこと。下記以外にも様々な条件が用意され複数を同時に成立させることも可能であり、ただ倒すだけとは比較にならないほどの撮影ポイントを稼げるようになっており、ストーリーモードでは射影機強化が捗り、ミッションモードではランク達成に必須な条件となっている。
代表的な判定には、霊波計サークルの中央に捉えて撮影する「CORE SHOT」、2体同時に撮影する「DOUBLE SHOT」、霊力ゲージ最大でシャッターチャンスを撮影する「ZERO SHOT」、最強クラスの強化レンズを用いるなどして過剰ダメージで止めを刺す「OVER KILL」などがある。

#### 特殊機能
作品によって追加機能、装備機能、強化機能、強化装置と名を変えている射影機本体に組み込む内蔵部品で、使用制限は無くフィールドとバトルを問わない場面で様々な恩恵をもたらしてくれるもの。入手法には本篇以外のミニゲームも含まれ、霊石灯にも限定的な互換性がある。
代表的なものにはフィルムが無限化し減らなくなる「無（Infinity）」、射影機を構えると浮遊霊の位置にオートで合わせてくれる「追（Track）」、初回プレイでは隠されている霊を撮影可能になる2周目恒例の「感（Sense）」、フェイタルフレーム判定時に打音のような音が鳴ってタイミングが取りやすくなる「報（Alarm）」、常時強制的にフェイタルフレーム状態にできる「祭（Festival）」などがある。
フィールドモードの視点が改定された『月蝕の仮面』以降はコントローラ操作によっていくつかの効果が代替され種類が減っていっている。

#### 強化レンズ
『zeroシリーズ』での補助機能を初出とし続編の『零 紅い蝶』から共通語化された、射影機に増設される写真レンズ状のパーツ。怨霊戦で様々な効果が発揮され、入手法には本篇以外のミニゲームも含まれ、霊石灯にも限定的な互換性がある。
代表的なものには動きをスロー化させる「遅（Slow）」、ヒットバックと同等の「圧（Pressure）」、大ダメージを与える「零（Zero）」などがある。
ただし使用するには制限があり、『zeroシリーズ』では有限アイテム「霊石」の所持数ぶんだけ、『紅い蝶』以降は怨霊戦で写真を撮る（ダメージを与える）とたまる「霊子」ゲージから各レンズ毎の値を消費する仕様で、さらに作品によっては特定の操作キャラだけの限定種があったり、使用自体に能否が設定されていたりもする。
たとえば精神的に焦っていたりパニックに陥りやすいのが特徴でもあるホラーゲームゆえに、入手（装着）しているのに存在を忘れていて使用していないケースが動画共有サービスにて初見プレイを公開している「実況もの」などで頻繁に目撃できるが、いずれの効果も入手時点（無強化）で充分発揮されるものが揃っているため戦闘パートが苦手というプレイヤーにこそメリットが大きいものとなっている。
『眞紅の蝶』からは攻撃種は「紅レンズ」、妨害種は「蒼レンズ」、補助種は「碧レンズ」のように効果や属性でグループ分けされた。『紫の日記』では戦闘用ではなく日記に隠された仕掛けを解いていく効果として「レンズ」が登場する。

### ありえないもの
いわゆる幽霊のことで、大半の#キャラクターが該当する。
零シリーズでは主要人物以外の脇役・モブキャラクターにも名前（本名）や経歴といった人物像が設定されており、各作品毎の儀式と災厄ないし凄惨な事件を経て死亡し「ありえないもの」へと変貌を遂げ、以下の種類にカテゴライズされている。
その中には生前→最期→死後という過程を反映した呼称ないし役割で複数種を担い、繰り返し接触してくる者もいる（『zeroシリーズ』の緒方浩二、『紅い蝶シリーズ』の須堂美也子、『刺青ノ聲』の瀧川吉乃など）。
吹き替えは有本欽隆、ウォルター・ロバーツ、幸田夏穂などが幅広く担当している。
浮遊霊
プログラムされた場所と行動パターンで出現する襲ってこない霊で、劇中の「ゴーストリスト」「霊リスト」の大半を占める。主にプレイヤーを驚かせる役割で配置されているが、物語の謎を解くヒントや生還するための手掛かりを主人公に伝えようとしている者も多い。撮影すれば射影機の基本性能や強化レンズなどのレベルアップに使用されるポイントを稼げるだけでなく、クリア後の特典の入手条件にもなっているが、対岸や2階の奥などのかなり遠い位置だったり、障害物が邪魔する死角の位置に現れるため捉えるのが難しい浮遊霊もいる。作品によって出現前後にはプレイヤーに対するガイドとしてコントローラの振動機能と連動したり画面全体に軽いノイズがかかるようになっている。
地縛霊
プログラムされた場所から動くことはない霊で、フィールドおよびファインダーモードでも姿は見えない。フィラメントが青く光る辺りに射影機を向けると反応するので、撮影するとその姿が浮かび上がって成功となる。浮遊霊よりも数は少ないが、撮影時のポイントボーナスが多い。
怨霊
敵となる霊で、射影機によるバトルが必要となる。ストーリーの進行上で必ず倒さなければならない者・中ボス・ラストボス、サブストーリーや特定の条件でしか出会えない者、ランダムのプログラムで無限かつ散発的に出現し任意で無視することも可能な者などの種類がある。怨霊は実体が無いのでマップ上の壁・天井・床などをすり抜ける・透明になって（姿が消えて）見えなくなる・瞬間移動（ワープ）するなどの特徴もシリーズ共通であり、加えて射影機のファインダーモード中は視界が狭まるため怨霊を見失いやすいこともあり、怨霊戦ではフィールドモードでフィラメント発光を確認してから射影機を構える、ヘッドフォンなどを利用して音や声から位置を読むといった対処が一つのセオリーとなっている。『月蝕の仮面』からは作品毎に異なる現象でさらなる強敵と化してしまう要素が追加された。
封印霊
ストーリー進行上の「通せんぼ」的な役割で配置されている霊。地縛霊と同じような反応を撮影すると、その封印霊を消滅（解除）させるために必要な条件（フラグ）が「ヒント写真」となって浮かび上がり、移動した先々で該当条件を満たすと封印霊が消滅する演出が挿入され、その先へと進めるようになる。
絶対霊
『zeroシリーズ』での禍刻霊（まがときれい）を初出とし『紅い蝶』から共通語化された霊。射影機が効かない完全無敵な存在で即死攻撃を持つなどするため、対峙した場合は逃亡に専念するかイベントアイテムを使って一時的に消滅させるしかない。
心霊現象
霊、物、出来事などを総じた種で、いずれも固有の名称は設定されておらず、公式攻略本でも掲載（公開）されていないものがある。ほぼ全てフィラメント反応の対象外となっているため予測（心の準備）は完全に不可能であり、襖が勝手に開閉する、和人形が喋る（動く）、小部屋に閉じ込められる、壁に人の顔のような跡がある、など枚挙に暇がない。基本的には1度限りの恐怖演出だけで「霊リスト」に載ることも無いが、撮影するとポイントが得られる時もある。『濡鴉シリーズ』では章選択時に「心霊レンズ」を購入するか否かで何回でも見られる仕様になっている。
ゴーストハンド
『月蝕シリーズ』『眞紅の蝶』『濡鴉シリーズ』の「さわるシステム」中に現れる霊。ボタン入力を上手く外せば回避できるが、失敗すると振りほどくまで体力を奪われ、月蝕ではさらにアイテムが消失し入手出来なくなる。
残影（ざんえい）
『濡鴉シリーズ』で発生する現象。夕莉などが有する身体能力や複眼射影機に備わっている「影見」の素質によって起こる「映写機」の生体・短時間版のようなもの。不意に過去の一瞬が垣間見え、任意で撮影も可能。

### その他の道具

#### 懐中電灯
Flashlight。ほぼ全作で持ち歩く光源装備で、コントローラ操作で照らす場所を変えることも可能。『月蝕シリーズ』や『眞紅の蝶』では隠されたアイテムを発見できる効果が足されている。

#### カセットテープ
『zero』から登場するコンパクトカセット（およびそれを再生する機器も含む）。後述の霊石ラジオや映写機とは異なり麻生博士による異界研究の発明品ではないが、"ありえない音" も同時に記録されている場合が多く、文章ファイルなどに属する資料的アイテムでありながらプレイヤーを恐がらせるツールの1つにもなっている。
再生機器は、『zeroシリーズ』ではキーアイテムとしての「テープレコーダ」（横向き型）の名で、『刺青ノ聲』では現実世界の固定マップ装置としての「カセットデッキ」、『月蝕の仮面』ではキーアイテムとしての「テープレコーダー」（縦向き型）の名でそれぞれ登場し、『濡鴉シリーズ』ではメニュー画面上で再生される。

#### 霊石ラジオ
Spirit Stone Radio。『紅い蝶』から登場した特殊な鉱石ラジオで正式名称は鉱石式異界電波受信機。麻生博士が異界研究の実験に成功した第1号で人の思念を伝える効力がある「響石」を応用しており、死者の残留思念や過去の会話などを受信し聞き取ることができる。
『紅い蝶シリーズ』と『刺青ノ聲』では携行しており、前者ではあられ石・月長石・ほたる石などの鉱石をセットする、後者では特定の場所や霊に近付くことで機能し、『月蝕シリーズ』では同型機3台が各地に点在する固定マップ装置として登場する。

#### 映写機
『紅い蝶』から登場した固定マップ装置で、様々なフィルムリールを取り付けて再生する霊石ラジオの映像版のような機器。

#### 霊石灯
れいせきとう、Spirit Stone Flashlight。『月蝕の仮面』から追加された武器で、懐中電灯の光にダメージ判定を付けたような道具。使用するには制限があり、構えると減りフィールドモードに戻ると自動回復する「月霊力」というゲージの範囲内で発揮され、威力はタメ時間と霊との距離によって変動する。射影機との下位互換性もあるため、少ないながらも強化レンズや特殊機能の脱着が可能で、霊リスト収集用の単純撮影にも対応している。『濡鴉シリーズ』ではゲストキャラクターのあやね専用アイテム（デザインも新規）で『刺青ノ聲』における黒澤怜の「フラッシュ」とほぼ同じ効果で怨霊を倒せる力は無く、リマスター版では追加衣装の被り物としても登場。漫画『影巫女』では沙羅が21話で幻覚を打ち破る効果で使用した。

## キャラクター
声の出演については、特に日本国外版タイトルをそのまま示すと長文になり、頭文字同士を繋げた略記で示しても同名作に干渉し誤解を招くため、以下相当する地名漢字と日本版副題の組み合わせで表し（）を用いて併記・補足する。出典は特記事項が無ければ各国版ごとのエンディングクレジットを元とする。
主要キャラクターの結末（エンディングの内容）については、スタッフ自身や公式資料によって「正史」と分かる公言・明記がされているものを結末「○○」として記述し、それ以外の「異伝」や不詳の場合は#異なる結末に列挙する。

### 『zeroシリーズ』の主要キャラ
雛咲深紅（ひなさき みく）
声 - わくさわりか、ルミコ・バーンス（日本国外版）、キム・マイ・ゲスト（同刺青ノ聲）
本篇の主人公で、メインで操作するプレイヤーキャラクター。17歳。生来より強い霊感を持ち、幽霊を見たり、残留思念を読み取ったりすることが出来るが、その影響から唯一の肉親であり理解者でもある兄の真冬にしか心を開けないでいる。行方が分からなくなった兄を追って氷室邸に辿り着くが、怨霊の力により屋敷に閉じ込められてしまう。その後は氷室邸内で兄が持ち込んだ母の深雪の形見の射影機を発見し、兄を探すために射影機を使って霊を退治する。
結末「エンディング1」
氷室邸から地下道を進んで黄泉の門へと辿り着き、そこで真冬を取り込んだ霧絵と戦うこととなるが、戦いの中で射影機が壊れながらもその中から転がり出た破片が瘴気を跳ね返して封印を補助する役割を持った「御神鏡」の破片であることに気付いて今までに集めていた破片を組み合わせて御神鏡を復元することで一時的に瘴気を払って霧絵を正気に戻して真冬を解放することに成功する。その後、正気を取り戻した霧絵が今度こそ巫女の役割を果たすために自らの魂を黄泉の門へ縛り付けることで門を封じるところを見届けた後は崩落を始めた地下道から避難しようとするが、儀式の断絶により最後の縄の巫女として半永久的に門を封じなければならなくなった霧絵を一人にしておけなかった真冬を説得することが出来ずに瘴気から解放された魂達が天へと昇っていく中で断腸の思いで一人で氷室邸を脱出する。その後はありえないものを見る能力を失う。
『刺青ノ聲』での深紅
主人公の一人で、2人目のプレイヤーキャラクター。『zeroシリーズ』の氷室邸での出来事の後、麻生優雨と黒澤怜が暮らす居宅に招かれ、ペットの黒猫であるルリを連れて同居人になっており、優雨の死後も怜の仕事のアシスタントをしつつも家事全般も担当する。内向的だった2年前に比べて明るく前向きな性格になっており、逆に傷心の怜の身を案じて励まし続けているが、怜の影響を受けて眠りの家の悪夢に囚われ、それをきっかけにして失われていた霊感を取り戻すこととなり、かつての氷室邸を想起させる屋敷を巡るうちに真冬の存在を感じ取って引き寄せられていく。「現実」パートでは悪夢の世界で入手した資料を渡すことで呪いの謎などを解き明かすヒントを調べて後日に報告してくれる役割を担っており、「悪夢」パートでは小さい体格を活かし怜や螢では進入できない床下のような狭い空間を調査する場面がある。怨霊戦では霊の影響を受けやすい体質という設定から防御力が最低値になっていて、全ての強化レンズが使えないなどのハンディがあるも、主人公3人の中で射影機の基本ダメージ値（攻撃力）が最も高く、霊力ゲージを2重に溜められる固有能力「重（チャージショット）」を扱え、怨霊の動きをスローモーション化させられる専用アイテム「御神石のお守り」を所持しているため、併用すればフェイタルフレームが狙いやすくなり、スロー中でも霊力の溜まる速さは変わらずチャージ分はコンボにも反映されるため、最強キャラといっても過言ではない怨霊戦のスペシャリストとなっている。
結末「エンディング2」
縄殿にて「縄の巫女」を退けた後は奥の扉に消えていった真冬を追う道と思い留まって縄の廊下へと引き返す道のどちらかを選んだまま悪夢から目覚めなくなってしまうが、怜が「刺青の巫女」を弔えたことで天倉螢と同じく目を覚ますことができ、後日には螢の姪である天倉澪とも知り合いになる。その後、何処かの海岸で「生き残った……ずっとそう思ってました。でも……私達、ここに残されたんですね……」と怜に話すのだった。
『濡鴉ノ巫女』での深紅
サブキャラクターとして登場し、『刺青ノ聲』から約年が経過したために、「少女」から「大人の女性」になった。眠りの家での出来事の後の妊娠を機に写真家助手を辞めて一人で娘の雛咲深羽を出産するが、その後は行方不明になる。作中で兄である真冬に対して兄妹以上の想いを持っていた事が示唆されており、明確には語られていないものの深羽は真冬との間にできた夜泉子であると思われる。死者との間に子を授かるという禁忌を犯したことで寿命のほとんどを使い果たし、自身の命が長くないことを悟り、最期は兄とともにいたいという思いから1人日上山へ向かった。柩籠に柱として入れられていたことで肉体の時間は止まっており、作中では失踪当時の姿のままで登場する。
雛咲真冬（ひなさき まふゆ）
声 - 金丸淳一、ドミニク・アレン（日本国外版）
もう一人の主人公で、序章で操作するプレイヤーキャラクター。ジャーナリストの21歳。妹である深紅と同様に強い霊感を持っている。また、過去には天倉螢や麻生優雨と仕事を通じて面識があった。仕事の恩人である高峰準星の消息を追って氷室邸に辿り着き、自殺した母の深雪から受け継いだ射影機を使って霊に対抗するが、強大な怨霊を前に高峰と同じく屋敷に捕らわれる。その後、顔立ちが霧絵の想い人に瓜二つであったために何もされずに解放されるが、彼女が怨霊と化した理由を知り、霧絵の魂を救うために屋敷の奥へと進む。
結末「エンディング1」
詳細は「雛咲深紅」を参照
『刺青ノ聲』での真冬
眠りの家の悪夢を見るようになってしまった深紅を通して各所に現れ、『zeroシリーズ』での結末を繰り返す既視感覚を深紅に覚えさせる。

### 『zeroシリーズ』のサブキャラ
麻生邦彦（あそう くにひこ）
文献上や写真だけの登場ではあるが全シリーズを通して間接的に関わっている、江戸末期から明治初期にかけての神秘科学者。特に「ありえないもの」に関する霊界・異界の存在を科学の力で証明しようと試みていたため学会の人間からは変人扱いされていた。射影機・霊石ラジオ・映写機・霊石灯などの実用化に成功するも、同時に機械の使用者に跳ね返る副作用の危険性も認識していた。親友だった真壁清次郎に試作型の射影機を渡したのち、氷室邸を訪れて完全な射影機を完成させた直後に失踪し何処かの地で死亡した。残されたそれらの機械は後年に貸与・寄贈・紛失・骨董収集家の嗜好品としての取引などの形でも全国各地に散らばることとなる。一方では朧月島にある朧月館の一角に「麻生記念室」という公の施設も存在しており、ここには1980年代になっても作動する射影機が残されていた。青年期の顔立ちは放生蓮と瓜二つで、老年期は麻生記念室の肖像写真として現存している（ただし劣化が激しく人相は判別できない状態）。幼少期は白菊から好意を寄せられており、青年期は黒澤逢世に好意を寄せていた。
雛咲深雪（ひなさき みゆき）
真冬と深紅の母親。強い霊感を所持しており、二人が霊感を所持しているのは母譲りである。学生時代に考古学者の真人（まさと）と出会って結婚し、一時期は真人の助手として遺跡の発掘品などの撮影を行う。その後は多忙な夫とのすれ違いから趣味として再び写真を撮るようになったが、後に自らの霊感と母である美琴から受け継いだ射影機の力に耐え切れずに首吊り自殺を図る。
雛咲真人（ひなさき まさと）
真冬と深紅の父親。学生時代に出会った深雪と結婚したが、後に研究を優先して家庭を蔑ろにしたまま旅先で事故死した。
高峰準星（たかみね じゅんせい）
声 - 小林清志、マット・レーガン（2役）
怨霊名は作家の霊。ミステリーやノンフィクションなどを多く手がける有名作家。42歳。霊感がほとんどないと思われるが、それでも氷室邸の真実解明まで後一歩のところまで迫るなどの柔軟な思考と聡明さを併せ持つ。次回作の取材のために助手の平坂巴や編集者の緒方浩二を連れて氷室邸を訪れるが、最期は怨霊によって氷室邸に捕らわれて殺害される。
平坂巴（ひらさか ともえ）
声 - 相沢恵子、ビアンカ・アレン
怨霊名は助手の霊。高峰準星の助手で、女性のパートナー。28歳。雛咲兄妹ほど強くはないものの、霊感を持っている。氷室邸の資料を調べていた段階で嫌な予感がしていたが、高峰の取材をふいにするわけにもいかずに同行する。その後は高峰達と共に怨霊に捕らわれ、後に霊感のおかげで当時の霊や着物の少女の声を聞くことが出来たために精神がおかしくなりかけながらも氷室邸の呪いを解く方法を資料として高峰に残したが、最期は霧絵に殺害される。
緒方浩二（おがた こうじ）
声 - マット・レーガン
怨霊名は編集者の霊。高峰準星が手がけていた雑誌の担当編集者。32歳。自らの取材も兼ねて高峰に同行するが、共に怨霊に捕らわれた後は霧絵から逃げようとして押し入れに隠れたところを遂に捕まって殺害され、後にバラバラ死体として平坂巴に発見される。
霧絵（きりえ）
声 - Yoko Yamamoto、レニー・ハート（日本国外版）
氷室家に伝わる注連縄で両手足と首の五肢を引き裂く儀式「裂き縄の儀式」で生贄の「縄の巫女」となった最後の女性で、氷室家最後の当主の娘。17歳当時の自身の代では巫女の掟が緩くなっており、決められた日に限って日ごろ閉じ込められている座敷牢から中庭に出ることが許されたが、座敷牢の窓より以前から気にかけていた中庭を歩く男性と初めて散歩をしたことから恋心に似た気持ちを抱くようになる。その後、想い人との時間が限られたものであることを重々承知して自らの運命を受け入れようとしていたが、巫女が現世に未練を残すことで儀式が失敗してしまうことを恐れた当主や神官達により想い人が殺されたことを悟ってしまう。その後は自分の運命に想い人を巻き込んでしまったという罪悪感から心が乱れ、現世への未練を完全に断ち切ることができぬまま贄となったことで結局は儀式は失敗し、災厄「禍刻」（まがとき）を発生させてしまうが、その時に怨霊と化して自分が受けた苦しみと同じ苦しみを味わわせようと屋敷を訪れた人間の五肢を引き千切って惨殺するようになる。また、Xboxリメイク版では儀式の前日の夢の中で悲しい目をした鎧武者の霊に会い、儀式が失敗するように念じれば思いを遂げられると唆される。禍刻霊かつ本作の最終ボスで、即死攻撃の組み付き、ロックサークルの狙いを乱す地震、HPが回復する瞬間移動が繰り返され、ZERO SHOTでしかダメージを与えられなくなっている。
「最も会いたくない霊」として最初期に完成したキャラで、名前はギリシア語のキリエ・エレイソンが元になっている。
『刺青ノ聲』ではプレイヤーキャラの一人である雛咲深紅が体験している「眠りの家の悪夢」において浮遊霊や地縛霊、怨霊や心霊現象などでゲスト出演しているが、この場合の「縄の巫女」は『zeroシリーズ』とは別時代の儀式で生贄になった氷室緤（ひむろきずな）という別人の女性（声はルシア・ストラス）となっている。
白い着物の少女
姫カットの髪型をした少女で、主に浮遊霊として深紅の前に度々現れ、救いを求めたりヒントを与えたりする。その正体は霧絵の良心が分離して少女時代の姿で現れた半身のようなものであり、悪霊となった方の自分と深紅との黄泉の門での戦いの末に真冬が解放されると、正気に返ったかつての自分に「役目を思い出して」と諭し、縄の巫女としての自覚を取り戻すのと同時に消えていった。
氷室家当主
怨霊名は氷室家当主の霊。般若に似た鬼の面で顔を隠した氷室家最後の当主で、霧絵の父親。家人からは慕われているが、家訓に厳しい面もある。また、我流ではあるが、剣術の腕は達人の域に達している。巫女である霧絵の感情を読み違えて神官達に霧絵の想い人を殺害させてしまう。その後、儀式の失敗により黄泉の門から溢れた瘴気を浴びて発狂したが、その際に屋敷にいた人間全てを刀で斬り殺し、最後は自害する。
宗方良蔵（むなかた りょうぞう）
声 - ケン・サンダース
怨霊名は民俗学者の霊。氷室邸に伝わる儀式について調査を行っていた民俗学者で、雛咲兄妹の曽祖父。調査のために妻の八重と娘の美琴を連れて無人となっていた氷室邸に移り住んだが、美琴が失踪して八重が自殺した後は黄泉の門に繋がる禁忌の地下道へ踏み入ったことで怨霊に殺害される。
宗方八重（むなかた やえ）
怨霊名は首を吊る女の霊。宗方良蔵の妻で、雛咲兄妹の曽祖母。『紅い蝶』で起きたとある事件で故郷の村が消失したショックから過去の記憶を失っており、現在は伏せりがちになっている。娘の美琴が手に入れた射影機の不思議な力に気付いていたが、美琴が失踪した際には射影機を取り上げなかった自分のせいだと自責の念に駆られ、中庭の桜の木で首つり自殺を図る。
宗方美琴（むなかた みこと）
宗方夫妻の一人娘で、雛咲兄妹の祖母。着物の少女から射影機を与えられ、後にそれを持って友達と鬼遊び（かくれんぼ）をしていた際に娘を巫女として奪われた男の怨霊により神隠しに遭って行方不明となり、同じように神隠しに遭った友達は命を落としたが、自身だけは射影機の力のおかげで助かって数日後に無事に生還する。その後、失踪している間に両親が行方不明扱いになっていたために父の友人であった雛咲の家に引き取られる。
九鬼時定（くき ときさだ）
怨霊名は鎧武者の霊。『零 SPECIAL』で追加された新キャラで、若い武者。霧絵より前の縄の巫女に思いを寄せていたが、後に儀式を止めようと神官に斬りかかったために殺された。その後、黄泉の門の封印を破れば想い人である過去の縄の巫女が解放されると思い込み、門の封印を破るために縄の巫女である霧絵の夢の中に現れて儀式を失敗させるように唆す。

### 『紅い蝶シリーズ』の主要キャラ
天倉澪（あまくら みお）
声 - 神田朱未、カリ・ウォールグレン（日本国外版紅い蝶）、ダフネ・アレクサンダーおよびDeeivya Meir（同眞紅の蝶）
主人公で、メインで操作するプレイヤーキャラクター。15または17歳。双子の姉・繭とは違い明るく活発な性格で、繭ほどではないが霊感はある。繭の手を握ったり触ったものにふれる事で、霊の存在を認識したり残留思念を感じ取る事が出来る。皆神村の近くで暮らしていた幼少の頃に繭が右脚を不自由にした一件が自分の責任だと気に病んでおり、それからはずっと繭の事を気にかけている。現住所の都会から離れ、かつての思い出の地である渓谷に二人で訪れていたある日に、いつの間にか繭が何かに誘われるようにして足早に林の奥へと消えていったため、後を追いかける。しかし、霊感が強い繭の影響を受けるかのように「双子巫女」こと黒澤八重の姿（残留思念）を霊視し、無意識下で八重に憑依された状態のまま、明けることのない虐殺の夜を繰り返す皆神村に迷い込んでしまう。自分たちが村に入るときに通ったはずの道がなぜか見つからず、村に閉じ込められてしまったため、旧家の一室で偶然発見した奇妙なカメラ（射影機）で霊を撮影することで魂を封印する効果があることを知り、村からの脱出法を求めて繭と共に探索を開始する。しかし、村に遺された資料や文献のほとんどに「双子」についての記述があることに不安が募っていき、繭の身に起こる憑依現象の悪化と共に、繭自身が秘めている思いなのか死者の思念なのか分からないつぶやきを見聞きするようにもなってゆく。
名前は開発者の親戚にいた姉妹が元になっている。
結末「紅い蝶」
幾度かの別行動を経て繭とはぐれてしまい、再三に渡る立花樹月からの忠告とは逆の道を進み続けて「縄の男（楔）」らの怨霊を退けつつも黄泉の門「虚」（うつろ）に辿り着くが、かつての「双子巫女」の片割れである黒澤紗重と同化している繭からいつか離れ離れになるかもしれないという不安といつまでも一緒にいたいという願いで「姉（兄）が妹（弟）を扼殺し、一つの存在に戻る」という紅贄祭の儀式を行うことを求められる。繭の強い想いを受け入れた澪は「殺して」という声に導かれるまま彼女の首に手を掛けると、痛みを共有し、心の交合を果たし、儀式は完成する。繭の身体が忌人の霊によって虚へと投げ込まれると紅い蝶が現れ、「ありがとう…」という声を聞いた澪は叫び、謝罪を口にしながら紅い蝶を追って走り続け、村の入り口まで戻ってきたところで近寄ってきた一匹に手を差し伸べる。だが紅い蝶は永遠の夜を破る朝日に消えていき、澪はその場に泣き崩れた。その夏の終わりにかつての皆神村を水没させて完成した水上ダムのベンチに座る澪の首には、紅い蝶の痣が浮かんでいるようでもあり、繭と繰り返していた「ずっと一緒だよね。約束だよね」という想いをいつまでも反芻していた。
『刺青ノ聲』での澪
2作目『紅い蝶シリーズ』の皆神村での出来事の後は体調を崩すようになった母である静の元を離れて叔父の天倉螢と暮らすようになっていたが、眠りの家の悪夢に囚われ始め、その身を案じて原因を調べ始めた螢の体験を通して間接的に物語に関わる。
結末「エンディング2」
病院に入院してからも症状は改善せずに悪夢の中での螢による呼びかけに対しても応答せず、結局は縄の御堂の奥にある扉に消えていってしまうが、黒澤怜の手によって「刺青の巫女」が弔われたことで螢と共に無事に快復し、後日に一緒に水上ダムに訪れ、最終的には付き添われながら黒澤邸に赴いて怜と雛咲深紅に紹介される。
『心霊カメラ』での澪
条件を満たすことで「撮影&バトル」モードにゲスト出演している。
天倉繭（あまくら まゆ）
声 - 川澄綾子、キム・マイ・ゲスト（日本国外版紅い蝶）、パトリシア・ギャノン（同眞紅の蝶）
もう一人の主人公で、双子の妹・澪に付かず離れず独自に行動しているノンプレイヤーキャラクター。15または17歳。澪とは逆の控えめな大人しい性格で、小さい頃に澪と山で遊んでいた際に滑落して右脚を怪我してしまった過去があり、その後遺症で跛行するため走ることが出来ず、日頃から澪を頼るようにして一緒にいる。霊感が非常に強く、その素質は澪には見えない霊も見えるほどの差があるが、反して抵抗力が無いためとりこまれやすく、皆神村の探索を続ける中で絶え間なく現れる霊からの憑依に対処できなくなった繭は無意識に徘徊して澪と離れ離れになる回数が増えてゆき、様々な思念を勾玉状の鉱石「繭のお守り」に残して澪の耳にも届くこととなる。怨霊戦では画面には表示されていないが繭にも体力値はあり、澪より狙われやすくなってもいるため、繭を守って闘う必要がある。
名前は開発者の親戚にいた姉妹が元になっている。澪よりもバストサイズが2センチ大きい。『眞紅の蝶』ではモデリングの変更で外ハネだった襟足が内ハネに変わったボブカット風ヘアスタイルに、衣装もワンピースから澪と同様のトップスとスカートになり、Wiiリモコンを2プレイヤーに接続すると語りかけてくる。
結末「紅い蝶」
詳細は「天倉澪」を参照
『刺青ノ聲』での繭
叔父の天倉螢が見ている眠りの家の悪夢の中で遭遇する澪を通して間接的に物語に関わる。
『心霊カメラ』での繭
条件を満たすことで「撮影&バトル」モードにゲスト出演している。

### 『紅い蝶シリーズ』のサブキャラ
天倉操（あまくら みさお）
繭と澪の父親。麻生邦彦の末裔であり、旧姓の麻生姓を嫌っていたため天倉家に婿入りした。娘二人が小さい頃に山へ入り、繭が右足を怪我して動けなくなった時に捜索に出たが行方不明になり、迷い込んだ皆神村で「虚」に落ち死亡した。
天倉静（あまくら しず）
繭と澪の母親。35歳。操が行方不明になってしばらくしてから二人を連れて故郷を離れ、都会へと移り住んだ。
『刺青ノ聲』では体調を崩して病気がちになってしまったため、澪を実弟の天倉螢に預ける。
黒澤紗重（くろさわ さえ）
声 - 川澄綾子、キム・マイ・ゲスト（日本国外版紅い蝶）、パトリシア・ギャノン（同眞紅の蝶）
怨霊名は血塗れの着物の女。黒澤八重の双子の妹。繭と同じく大人しい性格で、体が弱い。村の最深部にある黄泉へ繋がるという大穴「虚」（うつろ）を鎮めるために行われている「紅贄祭」（あかにえさい）という祭の双子巫女に姉の八重と共に選ばれており、紅贄祭においては贄となる側でありながらも八重といつまでも一緒にいたいという強い願いから本心では儀式を受け入れるようになる。その後、紅贄祭の直前に立花樹月の立案により八重に従う形で村から脱出を試みるが、途中で山道から転落して八重とはぐれたまま村人に捕まってしまい、最期は宮司達の手で鳥居に吊るされて死亡し、直後に虚へと投げ込まれた。しかし、儀式が失敗に終わったことで生贄の「楔」（くさび）として葬られていた真壁清次郎と共に怨霊となって蘇り、災厄「大償」（おおつぐない）を引き起こして村民を虐殺し、村そのものをも闇の中へ消滅させる。以降は生前に好意を寄せていた樹月の遺体を発見して直視してしまったことや自分は八重に見捨てられたんだという誤解などによって精神が崩壊し、完全無敵の絶対霊となって黒澤家の屋敷で果てることなく狂笑を続けて彷徨うようになった。2周目以降で追加される難易度「HARD/NIGHTMARE」で語られる異伝では、正史における最終ボス「縄の男」の次に裏ボス的な存在として登場し射影機戦が発生する。
『月蝕リマスター』の販促企画として2022年12月に実施されたユーザー投票「最恐の霊は誰？」では、零シリーズから厳選された計25体の中から第3位に選ばれた。
黒澤八重（くろさわ やえ）
黒澤紗重の双子の姉で、前作に登場する宗方八重の旧姓且つ同一人物。澪と同じく活発な性格で、妹である紗重を何よりも護ろうとするために自分が妹を殺す儀式に関しては元から懐疑的（真壁清次郎が「陰祭」（かげまつり）の生贄にされたことでその思いが強まっている）である。紅贄祭の直前に立花樹月の立案により妹の紗重と村から脱出するが、逃亡の途中に紗重が山道から転落したことではぐれてしまう。その後、だいぶ走ってから紗重がいないことに気付き、森で迷いながらも紗重を捜しに村に戻ったが、村の入口へ戻った時には既に大償で村は消滅しており、結果的には皆神村で唯一の生存者となる。その後は妹を失ったことや村が消えたショックから記憶喪失状態に陥り、村の入口だった筈の場所で泣き崩れていたところを村に戻ってきた宗方良蔵に発見されて保護された。その後、宗方と結婚するも性格は一変して暗く塞ぎ込んで身体も病弱となり、人生の幕引きを首吊り自殺を図るという形で迎えた。
黒澤良寛（くろさわ りょうかん）
声 - 有本欽隆、マイケル・ベル（日本国外版紅い蝶）、ナイジェル・カリントン（同眞紅の蝶）
怨霊名は黒澤家当主。紗重と八重の父親で、村の代表者として皆神村の祭の全てを取り仕切る立場にある祭主と呼ばれる人物。過去の紅贄祭で弟を失った体験があり、村を護るためならば非情な選択も止むを得ないと考えている。八重と紗重が産まれた後は妻は我が子が双子であったことにショックを受けて「虚」に飛び込むという形で自殺してしまうが、最終的には双子巫女の片割れがいない状態且つ誤った方法で儀式を強行したために最大の禁忌である「大償」が起こって死亡し、怨霊化の道を辿ることとなる。
立花樹月（たちばな いつき）
声 - 保志総一朗、サム・ポール・サレッタ（日本国外版紅い蝶）、キャメロン・スチュワート（同眞紅の蝶）
皆神村にある蔵に幽閉されていた澪や繭と同年代の白髪の少年で、立花睦月の双子の兄。八重と紗重が選ばれる前年の紅贄祭で双子の片割れを務めたが弟の睦月を思う気持ちが強過ぎ、睦月と共にかねてより儀式の失敗を予感していた通りの結果に終わり、その際に精神的なショックにより黒髪だった頭髪が総白髪になってしまう。その後は八重と紗重を次の犠牲にはさせたくないという睦月と同じ想いから、二人を宗方と協力して村から逃亡させるも同行は断って自分だけはこのまま残ることを望む。巫女を逃亡させた罰で蔵に幽閉された樹月は役目を終えたと納得して蔵の中で首つり自殺を図り、その魂は霊体（浮遊霊）となって蔵に留まるが、後に村に迷い込んだ天倉澪のことを八重と勘違いして生前と同じように脱出させようと手助けする。
立花睦月（たちばな むつき）
声 - キャメロン・スチュワート（同眞紅の蝶）
立花樹月の双子の弟。儀式が失敗に終わったために紅い蝶にはなれずに「虚」に葬られた。
立花千歳（たちばな ちとせ）
声 - 米本千珠、キム・マイ・ゲスト（日本国外版紅い蝶）、Julie-Ann Dean（同眞紅の蝶）
怨霊名は紅い着物の少女。樹月と睦月の妹。幼少時から家族以外との接触を恐がり、よく押入れに隠れていたらしく、更には生まれつき弱視のために離れてもすぐ見つけられるようにと兄から鈴を貰っている。また、外に出ることも少なかったようで、肌が色白である。兄の樹月が蔵に閉じ込められて自殺したのは八重と紗重が逃亡を図ったからと考えており、二人（特に捕まらなかった八重）のことを激しく怨んでいる。また、攻撃時には「お兄ちゃんを返せ！」と泣き叫んで周囲の光を消してしまうという能力を持つが、自分自身が弱視であるために暗くなっている間は泣きながら逃げ回る。大償の際にはいつものように押し入れに隠れていたようで、そのまま闇に飲み込まれて死亡した。
2024年のTV番組『ゲームゲノム』では、零シリーズを紐解く「KEYWORD3 残された思いをくむ」をあらわす人物・体験として紹介された。
真壁清次郎（まかべ せいじろう）
声 - 有本欽隆、マイケル・ベル（日本国外版紅い蝶）、ナイジェル・カリントン（同眞紅の蝶）
怨霊名は縄の男、または楔。様々な伝承などを調べ歩いている民俗学者。麻生邦彦とは親友の間柄で、調査のために試作型の射影機や他にもいくつかの「ありえないもの」をとらえる機械を皆神村に持ち込んでいる（また、それらは後に澪にとって大きな助けとなっている）。「黄泉の門」と呼ばれるものを求めており、助手の宗方良蔵から皆神村の風習を聞いて興味を抱き、彼と共に皆神村を訪れて村人達から歓迎され、「マレビト」（村外の人間）の身体を切り刻んで生きたまま黄泉の門「虚」（うつろ）に投げ入れることで一時的に災厄を抑える「陰祭」と呼ばれる紅贄祭の代替行事の生贄「楔」（くさび）として目をつけられるという形で祭主を務める黒澤家に招かれて滞在する。その後は途中で薄々そのことに気付き始め、自分達を何とか逃がそうとしていた八重と紗重に助手の宗方に先に村から逃げるようにと綴った手紙を託すが、彼自身は黄泉の門への好奇心の余りに自ら逃亡の機会を逸して捕らわれ、陰祭の犠牲となってしまう。しかし災厄「大償」が起こった際に「虚」の底から怨霊となって蘇り村から脱出しようとした者を大量虐殺したのち、黒澤紗重のように完全無敵の絶対霊となって彷徨うようになった。本作の正史における最終ボスで、自動回復能力を持ち、ワープ移動、即死攻撃、人魂飛ばしが繰り返される。
『刺青ノ聲』ではプレイヤーキャラの一人である天倉螢が体験している「眠りの家の悪夢」において地縛霊や怨霊、絶対霊などでゲスト出演しているが、この場合の「縄の男（楔）」は『紅い蝶シリーズ』の物語とは別時代に生贄にされた別人のマレビトとなっている。
宗方良蔵（むなかた りょうぞう）
前作『zeroシリーズ』にも登場している真壁清次郎の助手の学生で、皆神村に出入りしていた商人の息子。皆神村の風習から民族学に興味を持つようになって真壁に弟子入りするが、後に樹月から八重と紗重の逃亡の手助けや逃亡後の二人のことを手紙で頼まれ、真壁と共に皆神村に立ち入る。その後、陰祭の生贄にされることを察した師の言葉を疑問に思いながらもその伝言に従って一度は皆神村を去るが、樹月との約束のために再び村を訪れる。しかし、その時には既に村は消え去っており、その入り口だったはずの場所には唯一の生き残りとなった八重が記憶を失って佇んでいるだけだったためにそのまま身寄りを失って病弱になってしまった八重を引き取って彼女と結婚した。
桐生茜（きりゅう あかね）
声 - キャメロン・スチュワート（同眞紅の蝶）
怨霊名は双子少女の霊。桐生薊の双子の姉で、八重と紗重の時代よりも更に昔の紅贄祭に参加した人物。生前は祭により薊を失ったことから心を病んでしまっており、父である善達に与えられた薊の人形を本物の薊だと思っていたために魂を宿した薊の人形に唆され、人形を処分しようとした善達を殺害する。その後、大償の際には既に故人となっているが、今でもその魂は桐生家を彷徨うようになる。
『刺青ノ聲』ではプレイヤーキャラの一人である天倉螢が体験している「眠りの家の悪夢」にて浮遊霊でゲスト出演しているが、この場合の「双子巫女」は『紅い蝶シリーズ』の物語とは別時代に儀式を行った逢坂結と逢坂綴という名前の別人の姉妹となっている。
桐生薊（きりゅう あざみ）
桐生茜の双子の妹。大償の際には姉である茜と同じく既に故人となっており、茜と同じようにその魂は桐生家に留まるようになるが、後に澪に対して「自分は儀式によって茜と一つになれたのだから代わりなどいらない」と人形を殺すように訴える。
躯（むくろ）
怨霊名は双子少女の人形。善達が心を病んだ茜のために作った人形に魂が宿ったもので、茜の霊と共に行動している「薊」の正体。戦闘時は射影機が効く本体扱いの茜と全く同じモデリングのため見分け難いが、躯には手を握る動作が差別化で施されている。
桐生善達（きりゅう よしたつ）
声 - 筈見純、トム・シェパード（日本国外版眞紅の蝶）
怨霊名はからくり師。茜と薊の父親で、皆神村の各所に存在する仕掛けを作り出したからくり師。仕掛け以外でも多数の人形を作っており、家には多くの人形を置いている。薊を失ったことで心を病んでしまった茜のために薊を模した等身大の人形を製作して茜に与えるが、その人形が魂を宿して躯となったことに気付き、処分しようとしたところを躯に唆された茜により殺害される。その後、大償の際には娘達と同様に既に故人となっており、自身の代で桐生家は断絶しているが、今でもその魂は桐生家を彷徨うようになる。
槙村真澄（まきむら ますみ）
声 - ロビン・アトキン・ダウンズ（日本国外版紅い蝶）、チャーリー・ヘイズ（同眞紅の蝶）
怨霊名は切り刻まれた男。ダム建設に伴って皆神村周辺を調べにきた調査員。作業中に誤って皆神村に迷い込み、後に自身を探しにきた恋人である須藤美也子と共に村からの脱出を試みるが、黒澤家へ入った時に「縄の男」（真壁清次郎）により惨殺される。
『刺青ノ聲』ではプレイヤーキャラの一人である天倉螢が体験している「眠りの家の悪夢」において浮遊霊・ファイル（其ノ他）などでゲスト出演している。
須堂美也子（すどう みやこ）
声 - リー＝アリン・ベイカー（日本国外版紅い蝶）
怨霊名は迷い込んだ女。槙村真澄の恋人。行方不明となった槙村を探す途中で皆神村に迷い込み、そこで槙村と皆神村で再会することは出来たものの、後に怨霊化した槙村に殺されて自身も怨霊と化す。
『刺青ノ聲』ではプレイヤーキャラの一人である天倉螢が体験している「眠りの家の悪夢」においてファイル（其ノ他）で間接的にゲスト出演している。
紅い蝶（あかいちょう）
紅贄祭において、皆神村に住む姉妹の「双子巫女」か、女の双子がいない場合に選ばれる兄弟の「双子御子または巫子」の片割れ（絞殺された側）の魂が蝶の姿に転生したもの。儀式が成功すると妹（弟）の首にある絞殺の際についた両掌の痣より紅い蝶が浮かび上がるが、この紅い蝶が出現するか否かにより紅贄祭の成功か失敗かが分かり、紅贄祭が失敗すると双子の片割れ（絞殺された側）は紅い蝶になれない。その後、片割れの遺骸は黄泉の門「虚」に落とされ、紅い蝶となって肉体から離れた魂は皆神村の周りを舞い飛び、村人達から「贄唄」（にえうた）を唱歌されながら守り神として永遠に祀られる。
『刺青ノ聲』ではプレイヤーキャラの一人である天倉螢が体験している「眠りの家の悪夢」において心霊現象でゲスト出演している。
暮羽（くれは）
声 - 田中理恵
『眞紅の蝶』で追加された新キャラで、皆神村に存在する暮羽神社の巫女。生まれる前に双子の妹と死別したことでその悲しみから感情のほとんどが欠落してしまっている。新モード「お化け屋敷」の舞台となる「マヨイガ」の案内役を務める。

### 『刺青ノ聲』の主要キャラ
黒澤怜（くろさわ れい）
声 - 皆川純子、キンバリー・ブルックス（日本国外版）
主人公の一人で、メインのプレイヤーキャラクター。フリーの写真家。23歳。過去に自らの運転する車で起こした自損事故により同乗していた婚約者の麻生優雨を亡くしてしまったことが最大の心の傷になっており、自分だけが生き残ってしまったと苦悩し今でも自責の念に駆られ、仕事に没頭することで悲しみと共にそれを紛らわしている。また、優雨の存命中から居宅には雛咲深紅という4つ年下の同居人がおり、アシスタントを務めてもらっている傍ら家事のほとんどを任せっきりの状態にもなっている。仕事でも使用しているレトロなカメラを好む。幽霊屋敷と噂される廃屋でファインダー越しに優雨らしき人影を見たことでそのまま誘われるかのように白昼夢を体験し、全身に刺青が刻まれた恐ろしい女に追い詰められたところで我に返るが、自宅に帰って写真を現像すると確かに優雨が写っており、その日を境に囚われるようになった眠りの家の悪夢の中で優雨との再会を目指すと同時に夢から覚めると身体に刺青のような痣が広がって苦痛を伴うようになる。その後も物言わぬ優雨らしき人影は屋敷の奥へ奥へと進んでいくのみで、自身の声はいつも届かないまま夢から覚めてしまうが、刺青の呪いも一夜ごとに大きさと痛みを増し続け、「眠りの家」の都市伝説の通りに深紅や天倉螢と同じ悪夢も並行して体験するようになっていく。固有能力はフィールド・ファインダーモードを問わずに使用可能な「フラッシュ」で、一瞬ではあるが怜自身の全身が無敵判定になるとともに怨霊の行動を強制的にキャンセルできる。また、強化レンズ「刻」は怜専用となっている。理由は不明だが「刺青の巫女」こと久世零華と同様に右の目元に泣きぼくろがある。また、同じ姓の一族が過去作に登場しているが血縁者かは一切明示されていない。
結末「エンディング2」
最初に深紅が、続いて解決の糸口を探るために来宅した螢も目覚めなくなってしまうが、「鎮メ唄 第三節」の内容や螢のノート、優雨が秘蔵していた「響石の耳飾り」などを手掛かりにして何とか「刺青の巫女」を退け、黄泉の門「涯」（はたて）において乙月要と零華の遺骸を舟に乗せることで連れ立たせるようにして弔うことに成功する。その後は後を追うようにして現れた無数の黒い影の中から優雨を発見して遂に再会を果たし、これまでの思いの丈を吐露すると共にその胸の中で一頻り咽び泣いて「今度は私も一緒に…」と哀願する。すると怜の呪いを引き受けるかのように刺青を自身に移した優雨は、「君が死んでしまうと、僕は本当に消えてしまう。君が生きるかぎり、僕の欠片も生き続ける。だから…生きてほしい」と告げ涯の彼方へと去り、その姿を見送ったところで怜は夢から覚めるのだった。降り続いていた雨も止み陽の光が差す自室で見た身体からは刺青がすべて消えており遂に呪いから解放されたものの、またしても最愛の人との別れを経て生還してしまったことに泣き崩れる。その後は共に悪夢から無事に解放された深紅と過ごす日々に戻り、来宅した螢からは天倉澪を紹介され、何処かの海岸で深紅からの問いに「だから私はここにいる。痛みと共に……」と答えるのだった。
雛咲深紅（ひなさき みく）
詳細は「雛咲深紅」を参照
天倉螢（あまくら けい）
声 - 織田優成、ジョシュ・キートン（日本国外版）
主人公の一人で、3人目のプレイヤーキャラクター。若手ノンフィクション作家。26歳。自身から見た姪にあたる澪を実姉・静の頼みを受けて預かり共に暮らしている。また、雛咲真冬や麻生優雨とは仕事仲間だった時期があり、優雨には似たような経緯で失踪してしまった真冬および澪の双子の姉・繭の行方についても相談していたが、同居から3か月ほど過ぎたころから澪に奇病の兆候が現れ始めたために作家業を全て中断して原因と思しき「眠りの家の都市伝説」の調査を開始し、優雨には調査結果を詳細に知らせると同時にとある廃村近辺にあった幽霊屋敷と噂される巨大な廃屋（元久世屋敷）で拾った射影機（秋人殺害後の夜舟によって隠されていたもの）や別の場所で入手したカセットテープなどを「優雨の方が詳しそうだし大事にしてくれそうだ」という理由で郵送（譲渡）していたが、優雨自身の急逝についてはまだ知らないでいる。「眠りの家」の調査を続けるうちに螢自身も澪と同じ悪夢に囚われるようになってしまい、「髪を梳かす女」こと久世鏡華が生前に事実婚の契りを結んで一子を儲けていた柏木秋人と瓜二つの風貌であることから秋人と間違われて狙われ続けることとなる。リアリストであり本来心霊現象には懐疑的なため主人公中最も霊感が弱く怨霊戦が不向きとなっているが、その代わりに専用の強化レンズ「圧」「撃」などが用意されている。また、「隠れる」という固有のスニークアクションを有しており、マップ上の各所に上手く紛れることができれば絶対霊や怨霊を回避できる。他にも、劇中唯一の男性プレイアブルキャラという設定から防御力が最も高く、抜け道を塞いでいる大きな箪笥などの障害物を1人で動かせたり、屋根から屋根といった離れた足場へ跳び移れるため、怜や深紅のための近道を用意したり、二人が捜索できないマップへ進入する場面がある。
結末「エンディング2」
夢の中で澪を呼び戻すことができなかったために優雨による助言を求めて住まいへ訪問するが、出迎えてくれたのは婚約者だった黒澤怜のみで優雨はすでに他界していたことや、今朝方からは真冬の妹である深紅までもが同じ症状で目覚めなくなってしまったことを知る。怜と情報を交換し憔悴しきりだった彼女を励ましたのち、悪夢の屋敷で久世鏡華が秘蔵していた「鏡華の耳飾り」などを発見することに成功した螢は最後の仕上げとして「刺青木」という石杭を「刺青の巫女」の四肢に穿つ封印の儀式「戒ノ儀」を済ませるため「棘獄」へと辿り着く。しかし刺青の巫女にはすでに戒ノ儀が済ませてあったため驚愕し、さらに刺青木が勝手に抜け始めたため逃亡しようとするが棘獄に閉じ込められてしまい黒澤邸リビングのソファで眠ったまま目覚めなくなってしまうが、怜が刺青の巫女を弔えたことで肉体が消滅することなく目覚めることができ、日常に戻った後は同様に快復していた澪と一緒に水上ダムを訪れる。その後、澪を黒澤邸へ連れて行き怜と深紅の二人に紹介した。

### 『刺青ノ聲』のサブキャラ
麻生優雨（あそう ゆう）
声 - 黒田崇矢、JD・カラム（日本国外版）
黒澤怜の婚約者だった青年男性。怜曰く「全てを包み込んで洗い流してくれる雨のような人」で、異界研究者として知られる麻生邦彦の子孫。出版業界で編集者を務めており、特に民俗学の分野に造詣が深く、雛咲真冬や天倉螢とも交流があった。真冬が失踪してからは天涯孤独の身の上になってしまった妹の深紅を居宅に招いたり、螢とは姪の天倉繭の失踪事件の頃から相談に乗り、もう一人の澪の奇病についても調査に協力して壊れた射影機や数本のカセットテープを預かるなどしていた。他にも家の中には映写機に用いるフィルムリールや霊石ラジオ、更には怜の顔にあるほくろから何らかの因果関係が感じられる「刺青の巫女」こと久世零華が想い人の乙月要との繋がりを求めて肌身離さず身に付けていた「響石の耳飾り」などの蒐集していた資料や道具が遺品として手付かずのままになっており、悪夢に苦しむこととなった怜を含む様々な者の大きな助けとなっていった。「眠りの家」や「刺青の呪い」のことを螢と共に調べてもおり、その事に関する見解や考察は机上のものながらどれもが的を射ていたが、そんな矢先の雨の日に怜が運転していた自動車に同乗していた際の自損事故によって他界してしまう。しかし怜が取材で訪れた廃墟の幽霊屋敷（かつての久世屋敷）での現実とも白昼夢ともつかない邂逅を境に、怜が囚われるようになった悪夢の中で屋敷の奥へと進んでいく姿を目撃され続け、エンディングにて顛末が語られる（詳細は黒澤怜の「結末」を参照）。
ルリ
黒澤邸で飼われているペットで、同居人の雛咲深紅が実家から連れてきた黒猫。名前は目が瑠璃色であることに由来する。好きな場所はリビングのソファや晴れた日の庭、深紅の膝の上。たまに2階の廊下で鳴き声がする時は深紅の部屋の前におり、中に入りたくて扉を開けてほしいというアピール。寝場所の大半である1階のソファや深紅のベッド上で起きている時に話しかけると、画面が切り替わり手を伸ばして遊べる（じゃらす）モードになる。特定の章では仏間に出現する浮遊霊をいち早く察知して廊下で威嚇していたり、最奥の収納から突然飛び出したりする。クリア特典も用意されており、左耳の下につく赤いリボンや金色の鈴の首輪などの追加コスチュームを着せ替えできる。
久世零華（くぜ れいか）
声 - 皆川純子（2役）、キンバリー・ブルックス（日本国外版）
怨霊名は刺青の巫女。「眠りの家」の名で後年に都市伝説化された廃屋＝久世家がまだ隆盛だった時代に多くの参詣者から崇められていた最後の「刺青の巫女」。
久世家近隣の集落（小さな村）で旧姓は雪代（ゆきしろ）と名乗って父母と弟を含めた4人家族として暮らしており、久世夜舟の孫とは知らずに乙月要と恋仲になっていたが、成長した要が都会へ出ることを望むと一緒に行くことが出来ずに村に残る。その後、村も家族も全てが無くなって唯一生き残ったために久世夜舟に目を掛けられ、縁者や愛する者と死に別れた人々が悲しみのあまりに囚われてしまうという「忌目（ゆめ）」を見ないで済むように身代わりとなってそれらを刺青「柊（ひいらぎ）」として肌に彫り、黄泉の世界へと繋がる海「涯（はたて）（常世海とも）」へと流す役割を担う「刺青の巫女」になることを受け入れて久世家に引き取られる。その後は柊が身体を埋め尽くす頃になると鎮女によって刺青木（しせいぎ）と呼ばれる石杭を四肢に穿たれて磔られる最後の儀式「戒ノ儀（かいのぎ、いみいのぎ）」が執り行われるが、現世に想いを残してしまうと「逆身剥ギ」という凄惨な末路が待っているためにもう会えないと覚悟して要への想いを「砌ノ鏡（身切ノ蛇目）」（みぎりのかがみ）に映して砕き、断ち切ろうとする。しかし、結果として想いの全てを断ち切ることはできなかったが、奈落の底の最深部にある「棘獄」（しごく）内の床に穿たれ、巫女としての役儀を終えたことで要への想いが良い方向に作用し、悪夢に囚われていない「寝目」（ゆめ）を見ながら久遠の眠りに入ろうとした。その後、夢を通して自身との決定的な別れを予感したことで素性を隠して久世屋敷に忍びこんで異父妹である雨音による協力を受けて「棘獄」に辿り着いた要からの呼び声で目を覚まし、奇跡ともいえる再会を果たした最愛の人に向かって微笑みを返すも直後に要が夜舟によって殺されるのを目の当たりにしてしまい、悲しみと絶望に満たされたことで向かい合わせで倒れた要の無残な姿が悪夢「忌目」として刻み込まれ、全身の柊を暴走させてしまうという最大の禁忌「破戒」（はがい）を引き起こしてしまい、久世屋敷を現世と異界の境界「狭間」（はざま）に閉ざし自身も怨霊となり、要に対する心痛を「もう見たくない」「眠らせて」などと訴えながら狭間の中を永遠に徘徊するようになる。
絶対霊かつ本作のラストボスで、空中浮遊からの滑空攻撃→地上に降りての掴み攻撃という通常のターンと、ランダムで強制的にスロー挙動となるモノクローム化が起こり即死攻撃から逃げなければならない無敵のターンが繰り返される。
『月蝕リマスター』の販促企画として2022年12月に実施されたユーザー投票「最恐の霊は誰？」では、零シリーズから厳選された計25体の中から同率9位に選ばれた。
久世鏡華（くぜ きょうか）
声 - コートニー・テイラー（日本国外版）
怨霊名は髪を梳かす女。最後の当主となった久世夜舟の娘。
子孫を残すためだけの存在「ニイナエ」としてあてがわれた柏木秋人と心から愛し合うようになり、秋人が蒐集していた唄を自身が箏（劇中では琴と表記）で演奏して聴かせたり、一対の「響石（鏡華）の耳飾り」を贈られるなど仲睦まじく、美しいと褒めてもらったロングヘアを特に大事にして梳ることを欠かさないようにもなるが、久世家の掟ではニイナエは用が済み次第「流す」（周辺地方における「殺す」の暗喩）ことになっていたため、その因習までは知らずに二度と戻らない秋人を待ち焦がれて泣き暮らす日々を過ごすうちにまた見てほしいと伸びた髪を切っては壁に打ち付けるという行為を繰り返すようになる。その後、子を宿していたことに気付いて男児を出産し、秋人との再会の願いを込めて「要」（かなめ）と名付けて育てていた。
しかし久世家の掟では男児は不要とされ、4歳になる頃に「流す」ことになっていたため、耳飾りの片方を持たせて屋敷内の井戸から祈るような気持ちで要を落とすことで水路を利用して外界へ脱出させるが、夜舟に黙って行なったこの一件で罰として「着物の間」に秋人の写真や耳飾りの片方を残したまま増築された後の屋敷側の「閉ざされた座敷」に幽閉される。その後は直系女児を産むために別のニイナエ男性が何人も迎えられ、その一人から「雨音」（あまね）を授かるも寂しさが消えることはなく、家系滅亡の原因となった「破戒」が発生してからは座敷からも出られなくなり、秋人の顔も思い出せなくなる程の時間を「狭間」に囚われて過ごすうちに怨霊に変貌する。その後は天倉螢を秋人と勘違いして執拗に付きまとうが、結果的に耳飾りの存在が黒澤怜、雛咲深紅、天倉澪も含めた生還への大きな助けとなった。
柏木秋人（かしわぎ あきと）
江戸末期から明治時代にかけて「眠り巫女」の伝説を中心に数々の民謡や童歌などの「唄」を研究していた民俗学者。実年齢は不明だが、その容姿は主人公の一人である天倉螢と同一人物かと思える程に似ている。
フィールドワークで久世の宮（秋人自身はごく普通の神社と解釈や表現していた）に訪れた冬に当主の久世夜舟から雪解け期までの滞在を許され、名目上では男子禁制の屋敷だったために昼間は軟禁状態だったが、絶対的な女系継承である同家は子孫を残すためだけの男性「ニイナエ」を外界から迎えるという因習があったことから、夜舟の娘だった鏡華の相手として選ばれて夜間は「着物の間」で寝屋を共にするようになる。
その後、役儀を超えた感情が芽生えて相思相愛となり、カメラ（射影機）で鏡華を撮影したり、「響石（鏡華）の耳飾り」をプレゼントするなどし、想いは深まるばかりだったために滞在から半月を過ぎた頃には久世家から鏡華を連れ出しての駆け落ちを画策するが、ニイナエを用が済み次第「流す」という久世家の掟により、最期は鏡華には知らされずに久世夜舟の手に掛かって秘密裏に殺害された。なお残された射影機は夜舟の手で「座敷のある広間」の箪笥に隠されたのち、現代になってから螢を経て麻生優雨の手に渡った。
乙月要（おとつき かなめ）
久世家の下流に存在していた小さな村で育った成人男性。
柏木秋人と久世鏡華の間に産まれるが、後に男児を不用な「忌子」としていた久世家から4歳の時に鏡華によって逃がされ、現在の養父母（乙月夫妻）に拾われて育てられる。その後、同じ村で暮らしていた雪代家の零華（当時）と恋仲となったが、自身が都会に移り住むことを望んだために一緒に行けないと断った零華を村に残す形で遠距離生活となる。その後は零華が久世家に引き取られて「刺青の巫女」になったことを知らないまま、広大な屋敷をさまよう中で零華によく似た女性の呼び声が聞こえるという不思議な夢を見るようになっていた頃に「異界との境目」として夢を研究していた麻生博士を学友から紹介され、その夢の話をしていくうちに「刺青の巫女」が零華自身なのだと直感する。
一目でも良いから最期に零華に会いたいと願い、博士との実験を中断して帰郷する。その後、刺青の巫女に「柊」を納めるために参詣していた者達に紛れ込んで久世の宮に潜入するも鎮女の久世雨音に見つかってしまうが、母の鏡華から異父兄についての事情を聞かされたことがあった雨音が要こそその兄なのだと理解してくれたことにより、「棘獄」の場所を教わって零華との再会を果たせたものの、その直後に実の祖母である夜舟の手に掛かって零華の眼前で殺されてしまう。この結果、零華は悲しみと絶望に満たされたことで全身の柊を暴走させてしまうという最大の禁忌「破戒」（はがい）を引き起こすこととなった。
久世夜舟（くぜ やしゅう）
声 - 山口奈々
怨霊名は久世家当主。久世家の女当主。儀式の断絶を防ぐために零華を引き取って「刺青の巫女」にし、零華に対する儀式が滞りなく終了した後は鎮女の雨音が禁を破って男を屋敷内に手引きするという事態が起こったために他三人に雨音への罰を指示しつつも自身は棘獄へ向かい、零華を目覚めさせてしまっていた要を背後から襲って有無を言わさずに殺害したが、結果として零華による柊の暴走「破戒」を招いてしまう。
その後、その事に焦って瘴気を抑えるための「祓いの灯火」の敷設や宮大工を人柱にした「忌ノ柱」の確保、刻宮一帯（社）そのものを囲んで一条の光も通さなくさせる「狭間及び眠ノ宮」の建立などのありとあらゆる対策を打つものの、刺青の巫女を完全に鎮めることは出来ずに自身も破戒の瞬間に浴びた瘴気の影響で立ち上がることも出来なくなり、「御簾のある座敷」に篭もったまま怨霊化するという末路を辿った。
鎮女（しずめ）
「刺青の巫女」の世話係にあたる幼女達の総称。代々近隣の村などから集められた幼い少女が4人組で務めることになっており、零華の時代の以下4名は久世姓だが実の姉妹ではない。外界と接触を絶たれた巫女の周辺の世話をしたり、話し相手になったりして儀式の進行を待つが、巫女に「柊」が刻まれるとそれを鎮めるためにタイトルバックでも流れている全3節で構成された「鎮メ唄」を唄うと同時に刻ミ女による紫魂ノ墨で染めた人形を打ち付けて祀る「咎打ち」などの役目を担い、最後には巫女の眠りが覚めぬように刺青木（しせいぎ）と呼ばれる石杭を両手足に穿って繋ぎ止める「戒ノ儀」を担当し、役目を終えた後は生家に戻ることになっている。
久世雨音（くぜ あまね）
声 - 黒葛原未有、エイプリル・ホング（日本国外版）
お下げ髪にしているのが特徴の鎮女で、鏡華が後年に産んだ久世家直系の女児であり本来なら次期当主となるはずだった人物。
4人の中で唯一鎮女の職務に嫌悪を覚えており、「刺青の巫女」に世話係として接するうちに零華自身を姉のように慕うようになる。また零華が話してくれるかつての恋人の乙月要が、母から聞いていた異父兄なのではないかと思い至ったことで、零華への「戒ノ儀」が終わった久世の宮に参詣者として忍び込んできた要の姿にいち早く気付く。そして要に男子禁制である久世の宮においても絶秘扱いとなっている最深部「棘獄」の場所を教えると共に刻宮の屋根裏部屋からの潜入に同行すると、送り出した後は隠れて帰りを待つが、兄の身を案じる余りに後を追いかけた結果として奈落で待ち受けていた三人の鎮女に捕まってしまい、罰として身体中に杭を穿たれて死亡した。
そうして浮遊霊となった後は悪夢の中で雛咲深紅に「零華お姉ちゃんと要お兄ちゃんを助けて」と懇願し、深紅を誘導するかのように行く先々に現れるようになる。ミッションモードでは敵として下記三人の巫女と合わせて出演する。
久世氷雨、時雨、水面（くぜ ひさめ、しぐれ、みなも）
怨霊名は巫女姿の少女。ストーリー中盤までと一部では旋回（地上戦）タイプのオーソドックスな動きだが、終盤になると浮遊（空中戦）タイプの動きで襲い掛かってくる。
氷雨は姫カットのロングヘアが特徴である最年長の鎮女。職務には忠実で、生前は淡々と仕事をこなしていた。「破戒」によって広がった「挟間」を屋敷内に留めるために自分達を人形に模しての「咎打ち」の儀式のため、雨音に続いて時雨と水面の二人を打ち付けた後は誰もいなくなった久世屋敷の中で孤独な最期を迎えた。
時雨は前髪を垂らして後ろ髪を上部のみ短く結っているミディアムヘアが特徴の鎮女。生前は自分のしていることに罪悪感を抱き始めながらも職務を完遂させるが、雨音へ行った罰に対しては日記に「ごめんなさい」と謝罪の言葉を綴った。「破戒」後は幽閉中の鏡華の世話を続けるも、最期は氷雨の手で「咎打ち」された。
水面はおでこを出したおかっぱ風のヘアスタイルが特徴の最年少の鎮女。幼さ故の残酷さがまだ顕著で、人の身体に杭を穿つという行為に罪悪感を覚えておらずにむしろ楽しみにしており、生前からその性格は変わっていない。「破戒」後は氷雨の手で「咎打ち」された。
鳴海天涯（なるみ てんがい）
怨霊名は顔を隠した男。宮大工の「鳴海一門」を束ねる棟梁で、久世の宮の保全や増築などを代々で一手に担ってきた守谷家の主。
最後の「刺青の巫女」こと零華によって引き起こされた「破戒」の瘴気の広がりを防ぐために「狭間ノ宮」と「眠ノ宮」の建立や大量の人柱「忌ノ柱（忌ミ柱）」（いみのばしら、いみばしら）が必要となる旨を夜舟に進言した。その後、犠牲となる下位の宮大工達に「すまぬ」と感じつつも殺害を開始し、守谷 重臣（もりや しげおみ）、戌亥（いぬい）、そして破戒直後に「棘獄」の石扉を閉めて生還した人物の楡井（にれい）を合わせた番匠たちを「座敷のある広間」「布団の間」「玄関」「階段廊下」などに分配して待ち伏せさせ、確保した大量の遺体を屋敷各所の土壁に埋めていった。その後は本来なら宮大工の技術を次の代に伝えるために生き残るはずだったが、破戒の影響が強すぎたために残った4人も全員殺害した後はそれでも足りない忌ノ柱に自分自身も加えるために自害して果てた。その後、下位の者達も白装束の男、4人も刺青を刻まれた男の名でそれぞれ怨霊となった。
瀧川吉乃（たきがわ よしの）
怨霊名は生き残った女。婚約者と旅行中に飛行機事故に遭遇し、自分だけが生き残ってしまったという心の傷から眠りの家に引き込まれ、そこで出会った怜に「私を起こして」と助けを求める。
その後、深紅の調査でとある病院に入院していることが判明し、怜が見舞うと確かに眠っていたが、程なくして全身が刺青に包まれ、その光景を見た怜が目を背けた一瞬のうちに黒い煤のような跡を残して消息を絶ってしまった。
葛原蒔枝、梢（くずはら まきえ、こずえ）
怨霊名は彷徨う母娘、単独の場合は彷徨う母娘（母）or（娘）。序章的な白昼夢で現れる「白装束の男」（座敷のある広間 2階）と「顔を隠した男」（柵の廊下）を除けばプレイヤーが最初に射影機で闘うことになる怨霊。
娘の梢が「父親が失踪したこと」を母親の蒔枝に知らせたことで父親を探し回っていたが、実際は梢が落とした毬を取ろうとした父親が誤って転落死してしまい、咄嗟に梢が「父親が失踪してしまった」と嘘をついたことが真実である（また、梢はこの事を紙に綴っており、後にプレイヤーが物語中に見つけることとなる）。しかし、蒔枝は最初から真実に気付いており、梢を追い詰めたくない思いと夫の死を受け入れられない苦しみから梢の嘘に騙されたふりをして父親を探して彷徨っているうちに、梢と共に眠りの家に引き込まれてしまう。その後、自宅で黒い煤のような跡を残して消息を絶ってしまったことが新聞の記事で明らかになる。
浅沼切子（あさぬま きりこ）
怨霊名は四つん這いの女。強盗に襲われた時に一人だけ生き残った女性。強盗に襲われた際に家族全員は殺されたが、自身は両親によって押し入れに隠されたことで生き残る。その後、事件から4日後に押し入れから出られなくなったところを近所の人の通報により救出されるが、後に眠りの家に引き込まれて入院していた病院から姿を消してしまう。
『月蝕リマスター』の販促企画として2022年12月に実施されたユーザー投票「最恐の霊は誰？」では、零シリーズから厳選された計25体の中から第1位に選ばれた。

### 『月蝕の仮面』の主要キャラ
水無月流歌（みなづき るか）
声 - 能登麻美子
『月蝕の仮面』に登場するメインの主人公。17歳。10年前に神楽を見ていた際に神隠しに遭い、後に救出されるも神隠しに遭う以前の記憶を失っている。また、神隠しに遭った当時は四方月の姓を名乗っていたが、両親の離婚により現在は小夜歌の旧姓である水無月を名乗っている。父親に実験台として「月蝕の面」の試作品を何度もを被せさせられたことで精神に影響が出始め、徐々に記憶や自我が崩壊して死に至るという朧月島の風土病「月幽病」（げつゆうびょう）を患ってしまい、朧月館に入院して神隠しの後は月幽病を更に悪化させてしまったが、月の光によって奇跡的に精神状態が回復し、その代償に過去の記憶を一切失ってしまう。その後、神隠しに遭った5人のうち二人が死亡し、海咲と円香が朧月島に行ったのをきっかけに唯一思い出せる旋律を奏でる度に蘇る断片的な記憶とその先にあるものを知りたい、失ったものを取り戻したいという想いから病の床に伏した母である小夜歌の制止を振り切って無人島となった朧月島に渡る。その後は朧月館から生家である四方月邸を調べるうちに徐々に記憶を取り戻し、やがては朔夜の魂を鎮める上でかつて宗也が成功させようとした「帰来迎」を成功させるために月読崎灯台を目指す。
麻生海咲（あそう みさき）
声 - 沢城みゆき
『月蝕の仮面』の主人公の一人で、我が儘且つ意思の強い少女。17歳。幼い頃に月幽病を患って朧月館に入院しており、霊媒体質だったために症状の進行が早かった時に出会った入院中の朔夜と親しくなるが、今は過去の記憶も含めて朔夜のことを忘れている。また、その頃に朔夜から貰った人形に「海夜」という名前を付けて大切にしている。鏡に映った黒衣の少女の言葉に導かれ、その正体を知るために円香と一緒に朧月島に向かう。
月森円香（つきもり まどか）
声 - 後藤沙緒里
『月蝕の仮面』の主人公の一人で、海咲の友人。17歳。気が弱く、海咲の言うとおりに行動してしまうことがあるが、同じく神隠しから助けられた友人である奈々村十萌と篠宮鞠絵が相次いで死亡してから海咲の様子が変わったことを心配している。また、幼い頃に月幽病を患って朧月館に入院しており、同じ病棟に入院していた亞夜子からは壮絶な虐めを受けていたが、亞夜子からは「中身の綺麗なおもちゃ」と呼ばれて気に入られていた。海咲が海咲にとっての「大切な人」を思い出してしまうことを密かに恐れているために朧月島に行くことは乗り気ではなかったが、海咲に言われるまま付いて行くこととなる。
霧島長四郎（きりしま ちょうしろう）
声 - 小西克幸
『月蝕の仮面』の主人公の一人で、元刑事の探偵。25歳。刑事時代に連続殺人の容疑者である灰原耀を追って朧月島に渡った時に神隠し事件及び朧月神楽急死事件に遭遇する。その後、病院関係者の密告で灰原病院の地下を調べていたところを神隠しに遭った彼女達を発見し、本土に戻った後は刑事職を辞めて私立探偵となり、独自に灰原耀を追うようになる。その後は神隠し事件がきっかけで懇意になった小夜歌の依頼で朧月島へ向かった流歌を追うが、その際に小夜歌から「霊石灯」を受け取っており、ただ一人射影機ではなく霊石灯を使用して闘う。

### 『月蝕の仮面』のサブキャラ
奈々村十萌（ななむら ともえ）
流歌や海咲、円香と共に神隠しに遭った17歳の少女の一人。病室で顔を覆い、泣き叫ぶような無残な姿で死亡する。
篠宮鞠絵（しのみや まりえ）
神隠しに遭った17歳の少女のうちの一人。十萌と時同じくして自宅にて死亡する。
灰原朔夜（はいばら さくや）
声 - 田中理恵
灰原耀の姉で、朧月館の院長の娘。20年前に10年に一度の月蝕の夜に行われる島の祭「朧月神楽」の「器（巫女）」を務めたことがあるが、それをきっかけとして「月幽病」（げつゆうびょう）を発症し、朧月館4階の隔離病棟に入院（耀の手帳によるとそれ以来は朔夜本人の精神年齢は当時の幼い少女のままとなっている）する。その後、母譲りの霊媒体質の影響であるが故に月幽病の進行が非常に早く、回復の見込みはほぼ絶望的であるためにほとんど会話ができない状態（正気を失う前は同じ霊媒体質だった海咲のことを気にかけていた）となっていたが、末期となった月幽病を治療するための最終手段として魂の根源「零域」（れいいき）に魂を送ることで自我を洗い、正しい形にして戻すという朧月神楽の本来の姿である儀式「帰来迎」（きらいごう）の器とされる。しかし、魂を鎮めるための「月守の歌」を取り入れなかったために儀式は失敗して「生きながら死んだ」存在と化し、2年間の昏睡の後はかつて島を滅ぼしかけた「無苦の日」（むくのひ）を再び引き起こして自分の顔を見た島民を次々と「咲いた」状態にして死に追いやり、島を滅亡させた。その後は怨霊となって流歌が島を訪れた月蝕の日に全人類を咲かせることを目的に単独で3度目の神楽を行い、更に大きく咲いて世界を滅ぼそうとする。本作のラストボスである。
灰原耀（はいばら よう）
声 - 櫻井孝宏
長四郎が追っていた連続殺人事件の容疑者で、灰原朔夜の弟。27歳。姉である朔夜には肉親以上の感情を抱いており、父である重人と同じく朔夜の月幽病治療のためならば手段を選ばない。東京に開院した自分の病院で月幽病研究のために違法な手術を行ったことから長四郎に追われることとなる。その後は姉の治療方法を求めて様々な手を尽くし、姉を救うには禁忌として封印されて失われていた「帰来迎」を行うしかないと考え、父の重人や流歌の父と共に準備を行う。その後、儀式の「奏」にするために流歌達を神隠しにして連れ去り、亞夜子と三人で島を出ることを望みながら姉の朔夜の回復を信じていたが、結果的に帰来迎は失敗し、「無苦の日」を引き起こしてしまう。その後は絶望し、朧月館の屋上で追ってきた長四郎を刺して負傷させるが、最後は逆上して突撃してきた長四郎と共に転落死した。
灰原重人（はいばら しげと）
声 - 福沢良一
朧月神楽を取り仕切る祭祀で、灰原病院院長でもある耀と朔夜の父親。53歳。霊媒体質だった妻と朔夜が月幽病を発症し、妻がその事を苦に自殺してしまったことがきっかけで朔夜の治療のために他の月幽病患者を使って人体実験まがいの研究を行うようになり、後に娘の治療のために「帰来迎」を行うも儀式に失敗してその2年後に「無苦の日」が起きてしまい、朔夜の顔を見て「咲いて」しまう。
片桐省二（かたぎり しょうじ）
声 - こねり翔
本土から来た医者で、灰原重人の助手。29歳。治療方針の効果をある程度認めつつも疑問を抱いていたが、「帰来迎」が行われた後は灰原病院地下の流歌達の存在を霧島に匿名で密告し、それから2年後に院長と運命を共にすることになる。
亞夜子（あやこ）
朧月館207号室に入院していた少女の霊で、灰原院長の紹介で入って来た特別待遇の患者。残酷且つ攻撃的な性格で、当時7歳の円香を階段から突き落としたり、円香が大切にしていた母譲りのペットのカナリアの首をハサミで切ったり、そのことを叱咤する看護婦の耳をハサミで切ったり、12歳の小柄な少女の見た目に反して大人を軽々しく引きずり回して弄んだりするなどの看護婦や他の患者から恐れられていた一方で、灰原姉弟からは可愛がられており、耀は亞夜子自身の性格を「自分に似たのかもしれない」と評している。また、姓は明らかになっておらず、他者との血縁関係は不明だが、劇中の日誌や遺書などから灰原耀とその姉である朔夜の近親相姦によって生まれた子供であることが示唆されている。朧月島の島民を滅亡させた「無苦の日」の際には咲いた朔夜の顔を見て「月幽病」が悪化しながらもただ一人生き残り、朧月島に来た定期船の船長が島の異変に気付いて本土の警官を呼んだ時には唯一の生存者として発見されて本土の病院へ運び込まれたが、その半年後に死亡した。
『眞紅の蝶』では「お化け屋敷」モードにゲスト出演している。
水無月小夜歌（みなづき さやか）
声 - 鵜飼るみ子
流歌の母親。夫の宗也のことを深く愛しながらも家族を顧みずに面打ちにのめりこむ夫に次第に不満を募らせていき、流歌が「月幽病」を発症してしまった時にはその原因を作った夫から娘を遠ざけようと灰原病院に預けるも院長の重人達の思惑で流歌は神隠しに遭ってしまう。その後は流歌が発見された状況を聞いて（その際に当時の刑事だった霧島と知り合って懇意になる）一連の失踪事件に夫が関わっていると確信し、夫と離婚して記憶を失った流歌を連れて島を出て行く。その後、自分の制止を振り切って島へ渡った流歌の身を案じて霧島に流歌を連れ戻してほしいと依頼し、その際に彼に「霊石灯」という道具を渡す。
四方月宗也（よもつき そうや）
声 - 立木文彦
流歌の父で、「帰来迎」の際に必要とされる「月蝕の面」の技術を受け継ぐ面打師。灰原重人に月蝕の面の作成を依頼され、帰来迎の末に辿り着く「零域」に魅了されるようになったが、仮面を完成させようとする執念の余りに流歌に試作品の仮面を被せて実験台にするなどの危険に晒したために妻である小夜歌は流歌を連れて家を出て行ってしまう。しかし、愛する家族を手放してまで行った帰来迎が失敗したことで「無苦の日」を引き起こしてしまい、それでも面打師として最後まで見届ける決意をし、自分の元を訪れた朔夜の顔を見て「咲いて」しまう。
黒衣の少女
海咲の前に現れる彼女そっくりの容姿をした謎の少女だが、正体は朔夜がかつて海咲に送った人形である。最初は重度の「月幽病」だった朔夜が所持しており、「朔夜」と名付けられて辛うじて自我を保つというきっかけにもなっていたが、それでも症状の進行は収まらずにせめて海咲には同じようになって欲しくないと思った朔夜によって海咲の手に渡り、「海夜（みや）」と名付けられる。その後、海咲に朧月島に戻って来るように伝える。

### 『紫の日記』の主要キャラ
主人公
『紫の日記』の主人公で、プレイヤー自身（アバター）。
偶然手に入れた射影機を所有している（詳細は本編中では語られない）。ある日、自分の所に「紫の日記」が届く。日記に反応した射影機で最初の白紙のページを撮影したところ、「ずっと待ってた」と文字が浮かび上がり、日記に引き込まれてしまう。 日記の中の屋敷を探索中、眞夜と出会い射影機の力で眞夜と一緒に日記の外に出られた。が、眞夜からこのままだと日記の呪い、黒い服の女に顔を削がれる事を教えられ、眞夜と一緒に日記の呪いを解明しようとする。
眞夜（まや）
声 - 久川綾
白い服の少女。主人公が引きこまれた「紫の日記」の中にいた少女。記憶を失っているが、呪いを解くため主人公と協力する。その正体はある村で育った常世見ノ儀式の巫女。常世見ノ儀式とは巫女の身体に神を降ろし、降臨させた神を体からこぼれ出さないように生きたまま巫女の目と口を縫うという神降ろしの儀式である。神の器となる巫女に人との「繋がり」があるとそれが未練となり、身体から、神がその「繋がり」を辿って出てきてしまう為、また、その神が邪悪なものだった場合は闇が村に溢れだしてしまう為、眞夜は人との繋がりを絶つため、一人、屋敷で育てられた。15歳の時に村に病が流行り、助かるために村人達は常世見ノ儀式を決行。眞夜は隠れたが村人達に捕まり目と口を縫われ儀式が行われた。が、眞夜は寂しさの余り自分で作り上げたもう一つの人格「魔夜」との「繋がり」を持っていた為儀式は失敗。身体から溢れ出た闇に飲み込まれ、そのショックで記憶を無くし「紫の日記」に囚われた。すべての記憶を思い出した後、もう一人の大切な家族である魔夜を闇から救い出そうとするが、逆に闇に囚われてしまう。主人公の協力で闇から助け出された後、魔夜と一緒に日記に封印された。最後に日記の白紙のページを射影機で撮影すると「ありがとう」と主人公に感謝の言葉が浮かび上がってくる。

### 『紫の日記』のサブキャラ
長谷部海斗（はせべ かいと）
声 - 桐本琢也
行方不明になった妹・紫織を探すため、呪いの日記と知りながらも唯一の手がかりである「紫の日記」に関わり囚われた。日記の事を紫織から相談されていたが信じず相手にしなかったことを後悔していた。黒い服の女に捕まり顔を削がれて悪霊化した。
長谷部紫織（はせべ しおり）
声 - 津田美波
長谷部海斗の妹。「紫の日記」に記されていた楽譜を弾いたため黒い服の女に眞夜の身代わりとして日記に囚われた。呪いにより、人形のようにされてしまう。黒い服の女から隠れていたが見つかり、顔を削がれ悪霊化した。
あきら
声 - 塩山由佳
隠れていた少年。常に仮面をつけている。家族を失い、一人で遊ぶようになっていた所に「紫の日記」を発見し黒い服の女に姉の姿を求め囚われた。主人公達に隠れんぼ勝負を挑んでくる。勝負は2回あり、１回目に勝利した時に眞夜の写真入りペンダントをくれる。2回目に勝利した時に日記の秘密を喋ろうとしたが、黒い服の女に捕まり顔をそがれて悪霊化した。日記に囚われた人達の顔を削ぐ黒い服の女に段々と恐怖を感じ、誰かに日記から連れ出して欲しいと願っていた。仮面をしてるのは顔を隠せば顔を削がれないと考えた為。
老婆
声 - 鈴木渢
選ばれた巫女を陰から育て、儀式の神官を行う。巫女の目と口を縫う役目も担っている。日記に囚われており黒い服の女に顔を削がれ悪霊化、主人公達に襲いかかってくる。
魔夜（まや）
声 - 久川綾
黒い服の女。「紫の日記」を通じて呪いに引きこむ。日記に引きこまれた者が彼女に捕まると「顔を削がれる」。正体は孤独に耐えかねて眞夜が作り出した「もう一人の眞夜」。人との繋がりを絶つ為屋敷で一人育てられた眞夜は、老婆が置いていった（らしい）日記で交換日記を始めた。その日記を通して自我を持ったのが魔夜だった。眞夜は魔夜をたった一人の大切な家族として心の支えとしていた。常世見ノ儀式が失敗し眞夜が闇に飲まれ気を失った時に目覚め、眞夜の陰の部分である魔夜が代わりに闇に囚われた（そのおかけで眞夜は闇に囚われずに済んだ）。闇に囚われた影響で孤独に耐えかね村人達を日記に引きずりこんだ。それからも日記に人を誘い込み、日記から逃げ出そうとする人達の顔を目と口を縫う儀式の再現として削いでいた。自分を置いていった眞夜を恨みながらも日記の中でずっと待っていた。主人公のおかけで闇から救い出され、眞夜と一緒に日記に封印された。2周目をプレイすると、「魔夜の本心」というファイルが手に入る。内容は主人公が闇を払い光をくれた、自分達と繋がりを持った人、自分は主人公の傍にいたい、となっている。最後に一文、意味深なことが書いてある。
最後に最初の白紙のページを射影機で撮影すると、「どこにも行かないように」と文字が浮かび上がってくる。

### 『濡鴉ノ巫女』の主要キャラ
不来方夕莉（こずかた ゆうり）
声 - 種田梨沙、Tressa Brooks（日本国外版）
『濡鴉ノ巫女』に登場するメインの主人公。身長は163cm。19歳。日上山（ひかみやま）近辺に伝わる「影見（かげみ）」と呼ばれる特殊な力を持っており、触れたものから記憶や秘密を知ることができる。とある事件で家族を失い、それ以降は「他人には見えないもの」の姿や声を認識してしまうようになって精神的に追い詰められ、遂には行方を晦まして自殺を図ろうとしたが、寸前で同じく影見ができる黒澤密花に止められて彼女から諭される。その後、預かりという形で密花に引き取られ、彼女が女主人として営む「骨董・喫茶 くろさわ」に住み込みで働くようになるが、後に行方不明になった密花を捜すために日上山を訪れる。
雛咲深羽（ひなさき みう）
声 - 内田真礼
『濡鴉ノ巫女』の主人公の一人で、3歳の時に失踪してしまった母親の深紅を捜している少女。身長は155cm。幼年期から母がそばにいない環境で育ったために親の愛を知らず、自分が虚ろな存在であると感じている。また、現在は芸能事務所に所属しており、アイドルとして活動しているが、前述の理由からほぼ自暴自棄になっており、際どい仕事も淡々とこなしている。母が日上山にいるという噂を聞き、山へと向かうが、そこで怨霊に襲われて柱として籠に入れられてしまう。その後、やって来た不来方夕莉に助けられ、「骨董・喫茶 くろさわ」に連れられた後はしばらく休んでいたが、後に夕莉が勝手に日上山に行ったことを知ると自身も射影機を持って再び日上山に向かう。
放生蓮（ほうじょう れん）
声 - 鈴木達央、ジョセフ・メイ（日本国外版）
『濡鴉ノ巫女』の主人公の一人で、麻生家の分家筋の人間。その為容姿が麻生博士にそっくりである。身長は173cm。黒澤密花や不来方夕莉とは知り合いで、また麻生家分家の蔵から見つかった貴重な複眼式の射影機などを所持している。また、作家でありながらも売れっ子とは程遠く、物事を直感で判断する向きが強いために助手の鏡宮累から注意されることもしばしばある。白髪の少女を殺す謎の夢に悩まされると同時に、日上山に伝わる「弔写真（とむらいしゃしん）」という風習を次作の題材になると注目し、取材するために山に入る。終盤に麻生宛てに遺された寄香のうち、花嫁の写真（黒澤逢世）か少女の遺髪（白菊）かの選択を迫られることとなる。

### 『濡鴉ノ巫女』のサブキャラ
黒澤密花（くろさわ ひそか）
声 - 田中敦子、Elena Saurel（日本国外版）
怨霊名は柩籠に入れられた密花。「骨董・喫茶 くろさわ」を営む女性。23歳。不来方夕莉と同じく「影見」の能力を持ち、本業の傍らで無くなった物を探す「失せ物探し」を行っている。また、これ以外にも人捜しの依頼を受けることもあるが、ある事件以降はその依頼を受けることを躊躇している。夕莉を保護してからは自分の店に住まわせ、また同じ能力を持つことから彼女の良き理解者となっている。かつて行方不明になったあかりという少女を発見した際に寸前のところで間に合わず自殺させてしまったことを悔いており、夕莉にその姿を重ねている様子が見られる。かねてから依頼を受けていた雛咲深紅の捜索のために日上山に単身向かうがそこで消息を絶ってしまう。後に水上ノ宮で柩籠に閉じ込められているところを夕莉に発見され直後に黒澤逢世に取り付かれ襲いかかってしまうものの、夕莉によって救出された。
鏡宮累（かがみや るい）
声 - 坂本真綾
放生蓮の助手。17歳。家事や整理が苦手な蓮に変わり資料の作成や蓮の身の回りの世話をしており、また先生と呼びながらもずぼらな性格の蓮に対してたびたび注意をしている。中性的な容姿をしており公式では性別不詳なのだが、ストーリーが進んだ際の累の言動や「幽婚」の女性側として白無垢を着ている等、女性ではないかと窺わせる描写がいくつか存在する。霊感や耐性が弱いのか作中で霊の影響を受けてしまう場面が多く見られついには日上山に連れ去られてしまうが、蓮によって救出される。内心では現在の関係がずっと続くことを願っていたが蓮がマレビトとして選ばれてしまったことから「自分は選ばれない」ことを悟り蓮を送り出す。その後は幽婚相手に拒否されたことで生還した蓮と再会し微笑みを浮かべながら再び眠りについた。
氷見野冬陽（ひみの ふゆひ）
声 - 今井麻夏、Katie Beudert（日本国外版）
怨霊名は首を切った冬陽。密花に人探しを依頼した少女。かつて学校の女生徒達4人と日上山の湖へ行って集団自殺を図った事があり、春河と共に生き残ってしまった。いなくなった春河の捜索を密花に依頼していたが、返事を待ちきれずに自ら日上山に向かう。その後、一度は夕莉に発見されるが、直後に怨霊によって自ら短刀で首を切って自殺する形で殺害されてしまい、怨霊化して夕莉に襲い掛かる。
『月蝕リマスター』の販促企画として2022年12月に実施されたユーザー投票「最恐の霊は誰？」では、零シリーズから厳選された計25体の中から同率9位に選ばれた。
百々瀬春河（ももせ はるか）
声 - 戸松遥
怨霊名は匪に入れられた春河。冬陽の同級生。密花の占いを目当てに「骨董・喫茶 くろさわ」に良く通っていた。かつて学校の女生徒達4人と日上山の湖へ行って集団自殺を図った事があり、冬陽と共に生き残ってしまった。突如として一人日上山に向かって行方不明になるが、後に夕莉によって発見されて一時は保護される。その後、冬陽の怨霊に導かれるままに日上山に向かってしまい、最後は助けられることなく怨霊化する。
白菊（しらぎく）
声 - 高森奈津美、サラ・ピタード（日本国外版）
怨霊名は白髪の少女。形代神社に現れる謎の少女。白い髪と赤い瞳を持っており、また顔のない「人型見」という人形を所持している。かつて幼少期の麻生博士と遊んでいた少女で彼に恋心を抱いていた。日上山と同様の信仰を持つ「陽炎山」（かぎろいやま）の幼巫女であったがその異様な容姿から長くは生きられないと言われていたため、7歳になる前に人柱になることを決意する。柩籠に入る際に麻生博士に遺髪を寄香として遺し、いずれ幽婚で再会することを約束して人柱となった。
2024年のTV番組『ゲームゲノム』では、零シリーズを紐解く「KEYWORD4 今なお抱える“願い”の先に」をあらわす人物・体験として紹介された。
榊一哉（さかき かずや）
声 - 西健亮、アキー・コタベ（日本国外版）
怨霊名は匪に詰められた榊。密花が捜していた行方不明者の一人で、放生蓮の友人。彼と共に弔写真を探していたが、後に失踪して日上山を訪れる。黒澤逢世の写真を見たことで「魅せられて」しまい幽婚をするために彼女の元を訪れるが失敗して怨霊化する。
渡会啓示（わたらい けいじ）
声 - 星野貴紀
怨霊名は匪に詰められた男。日上山の伝承を研究していた民俗学者で、イギリス人の父と日本人の母を持つハーフ。元はイギリスに在住していたが、日本の民俗学を研究するために来日した。来日後は日上山の伝承を研究するために山の中に居を構えており、後に拾った写真に写っていた黒澤逢世に魅かれて彼女を探していたが、怨霊と化した逢世に出会ったことで心が乱れて幽婚は失敗し、結局は怨霊と化す。
枢木恭蔵（くるるぎ きょうぞう）
声 - 星野貴紀
怨霊名は鉈を持った男。日上山近辺の村落の男で姉の志乃に対して強い依存をしており志乃の婚約相手を殺害したことで志乃をも自殺に追いやってしまった。志乃を追って日上山に入った際に巫女に見られたことで自分の行った事を知られてしまい、その巫女を殺害。その後は日上山の巫女達を皆殺しにした後に焼身自殺した。
片品紡（かたしな つむぎ）
声 - 高森奈津美、サラ・ピタード（日本国外版）
日上山に入って行方不明になった少女で、密花が捜していた行方不明者の一人。以前に一度だけあやねに会ったことがある。家庭で疎外されており、自暴自棄になって自殺未遂を繰り返した末に日上山に入って消息を絶った。
黒澤逢世（くろさわ おうせ）
声 - 桑島法子
怨霊名は待ち続けた女または黒い着物の女。強い力を持つ日上山の巫女で、本来（生前）の姿は白無垢の上から百合の髪飾りを挿したマリアベールを被った美しい女性だが、怨霊化と夜泉に浸かり続けた影響で、肌が爛れ着物なども黒く染まった禍々しい姿となっている。本作のラスボスにあたる。大水で生き残ったことがきっかけで人に見えないものが見えるようになって巫女となり、引き受けた死者の想いと死の記憶を抱えながら、夜泉の満たされた特別な箱・柩籠の中で眠り、現世と隠世の境界「黒キ澤」より湧く夜泉を鎮め封じ続ける「本柱」に選ばれる。その後、日上山を訪れた麻生博士と出会うが、麻生博士が口にしなかった自分への好意を感じ取ってしまったことで「麻生博士への想い」が未練となって残してしまったことや、儀式と同時刻に枢木恭蔵により巫女達が皆殺しにされ、彼女達が引き受けた分の死者の想いまで一気に背負うことになってしまったことが原因で、柩籠が開き儀式は失敗する。儀式の失敗によって黒キ澤より夜泉が溢れ、魂の源である日上山の水「御澄」が夜泉に穢され、柱となった巫女と死者たちが夜泉濡の呪いに囚われてしまう。そして黒キ澤に浮かぶ黄昏の光が現世に漏れ、生者を隠世に誘う災厄「禍津陽」を引き起こしてしまった。その後は永久花として引き受けた全ての死の苦しみと一人で夜泉を落ち続ける孤独に苛まれ続け、心の支えとなってくれる（一緒に「終わって」くれる）相手を捜すようになる。
あやね
声 - 山崎和佳奈、ジャニス・カワエ（日本国外版）
同社の別ゲーム『デッド オア アライブ シリーズ』に登場するキャラクターと同一人物。かつて自殺を図った紡を助けたことがあり、紡が行方不明になったことを知って彼女を捜すために日上山を訪れる。

## 零 zero
『零 zero』（ゼロ）は、零シリーズの第1作目である。キャッチコピーは「絶体絶命シャッターホラー」「Unravel the mystery...」「本物の恐怖がここにある。」など。当記事では概要の通り混同避けのため『zero』と略記する。
直訳の韓国版を除いた日本国外版名はFATAL FRAME BASED ON A TRUE STORY.、Project ZEROなどで、北米版ではPlayStation 3向けダウンロード版も配信されている。
約1年3か月後には『FATAL FRAME 零 SPECIAL EDITION』としてリメイクされた。
雛咲深紅と雛咲真冬の兄妹が主人公。舞台は氷室邸という広大な廃屋敷。ストーリーは全5章。
兄の行方を追って「射影機」を駆使して索敵および探索を進め、浮遊霊などを撮影しながら怨霊を倒しつつ「儀式と災厄」の真相に迫っていき、最終ボス戦で特定の条件を満たすとクリアとなる。
射影機については、フィルムは威力の差のみで分けられる「一四式」「三七式」「七四式」「九〇式」の4種で、フィルムチェンジはメニューから行う仕様。
続編から強化レンズとして確立する「補助機能」は、アイテムの「霊石」1個につき1回（発）という個数制で発揮される。
基本性能は霊波計の直径が広がる「範囲」、霊力ゲージの充填が早くなる「速度」、同ゲージ（梵字）が増える「最大値」の3つとなっている。
フィラメントは赤色（赤橙）で浮遊霊と怨霊を、青色で地縛霊と封印霊を示す仕様で、出現時にはコントローラの振動機能が連動する。
当作では怨霊を射影機内に封印するという概念があり、劇中で「封印」された怨霊はそれ以降出現しなくなる。戦闘ではフェイタルフレームやコンボの設定がまだ無く、サークルが赤くなる「シャッターチャンス」が最大の攻撃判定。なお、撮影ポイントのことを「霊力が貯まる」「霊力ポイント」とも表現していた（霊波計の霊力ゲージのことではない）。
サウンドについては、アーニス・サウンド・テクノロジーズ社の立体音響「S+」を採用しており同社とタイアップしたヘッドフォンのプレゼントキャンペーンも行われ、両社の公式ウェブサイトにはそれらの外部音波変換装置を介しての試聴用音源ファイルが複数用意されている。また、同社はゲーム本篇では語られていないサイドストーリーを描いたPHS向けのメディアミックス『零〜zero〜サウンドホラー』にも携わった。
クリア後の追加コスチュームには、髪と肌の色&化粧までを含めて変わる「ガングロ」などがある。
ボックスアート（以下BA）は赤い着物の上に横たわる深紅が描かれたデザイン。
- 限定、特典
  - 「零〜zero〜 オリジナルヘッドホン」： リリース当時に同梱していたアンケートはがきによる抽選で提供されたもの（1,000名）。
- 移植、廉価版、配信
  - 『零 zero PlayStation 2 the Best』（ゼロ プレイステーション・ツー ザ・ベスト）： 日本の廉価版で、新旧2種類が存在する[注 32]。
  - 『FATAL FRAME BASED ON A TRUE STORY.』（フェイタル フレーム ベースド・オン・ア・トゥルー・ストーリー）[74][注 2]： 北米版でパッケージとDLの2種が存在。BAおよびアイコンは怨霊「首が折れた女の霊」などの顔が描かれたデザイン。リメイク作『零 SPECIAL』の北米版タイトルと完全な同名である。
  - 『零 제로』（チェロ）[75]： 韓国版。BAは日本版の裏面を転用したデザインで深紅とクモの巣が描かれ、ワードマーク下部に直訳を追加印刷している。内容は北米版に韓国語字幕をつけた仕様になっている。
    - 『零 제로 BigHit Series』（チェロ ビッグヒット・シリーズ）[75]： 韓国の廉価版。

  - 『Project ZERO』（プロジェクト・ゼロ）[74]： 欧州版。BAは韓国版をベースに背後の空間に青白くゆらめくワードマークと「編集者の霊（緒方浩二）」の顔が加えられたもので、背表紙の左下部には販売国それぞれの国旗が印刷されている。
- 書籍
  - 『零 zero パーフェクトガイド』ソフトバンククリエイティブ、2002年2月1日。ISBN 4-7973-1872-4。
  - 雛咲真冬（実際の著者・飯野文彦による演出）『零 zero』電撃文庫（メディアワークス）
  - 『怨霊の刻』参照
- 企画
  - 『ニコニコ超“零”祭』2014年9月15日&22日 - 25日配信[76]：『劇場版 零 ゼロ』公開記念企画のニコニコ生放送番組で、全5回のうち「第壱夜」と「第弐夜」で本作が実況プレイされ、「第参夜」にもゲスト出演したディレクターの柴田誠は第壱夜に一部同席した。
  - 『ゲームセンターCX 第27シーズン #363 霊を撮れ！「零 〜zero〜」』[注 2]2023年8月10日放送[77]：エンディング画面到達を目的とするも「第三夜 禍刻」の途中で時間切れをむかえ挑戦失敗、そこから先はスタッフの代行プレイでのクリアとなった。

### FATAL FRAME 零 SPECIAL EDITION
『FATAL FRAME 零 SPECIAL EDITION』（フェイタル フレーム ゼロ スペシャルエディション）は、『zero』のリメイクであり零シリーズとしての通算2作目。当記事では『零 SPECIAL』と略記する。キャッチコピーは「Terror Reveals Itself Frame by Frame.」「Unravel the Mystery...」「さらに深い闇へ…。」など。
日本国外版名はFATAL FRAME BASED ON A TRUE STORY.、페이털 프레임 스페셜 에디션、Project ZERO BASED ON A TRUE STORY.などで、日本に先駆け北米圏からリリースされた。
Xboxの映像能力によるグラフィック向上を中心として製作されており、上級者向けの最高難易度「FATAL」、「ギャラリーモード」、新たなマルチエンディング・怨霊・地縛霊・文章ファイルなどが追加された。
主人公の深紅を中心にキャラクターのモデリングも一新され、『zero』よりも大人びた容姿・スタイル・衣装にアレンジされている。
射影機については、ほぼ『zero』に倣った仕様のまま、ファインダーモードでの霊力ゲージ（梵字）が霊波計（キャプチャーサークル）と融合して表示される仕様に改定された。
サウンドについては、前作のARNISの立体音響技術「S+」を引き続き採用し、新たにドルビーデジタル5.1chサラウンド出力に対応した。
セーブおよび本体との相性などについては#注意点、バグ、不具合を参照のこと。
ボックスアート（以下BA）は裸に赤い着物を羽織って座る深紅が描かれたデザイン。
- 移植
  - 『FATAL FRAME BASED ON A TRUE STORY.』（フェイタル フレーム ベースド・オン・ア・トゥルー・ストーリー）[74][注 2]： 北米版。BAは2体の怨霊（手の長い男の霊と縛られた男の霊）の顔が描かれたデザイン。原作『zero』の北米版タイトルと完全な同名である。
  - 『페이털 프레임 스페셜 에디션』（ペイトル フレイム スペショル エティション[75]）： 韓国版。BAは日本版とほぼ同一でワードマークの左に韓題を追加印刷している。内容は韓国語に翻訳されている。
  - 『Project ZERO BASED ON A TRUE STORY.』（プロジェクト・ゼロ ベースド・オン・ア・トゥルー・ストーリー）[74][注 2]： 欧州・豪州版。BAは北米版とほぼ同一。イギリス以外の欧州版は副題が母国語（公用語）の直訳表記になっている。
- 書籍
  - 『怨霊の刻』参照

## 零 紅い蝶
『零 紅い蝶』（ゼロ あかいちょう）は、零シリーズの第2作目（通算では3作目）である。キャッチコピーは「どれほどの絆があれば　この悲劇から逃れられるのだろう…」「私、聞いたことがある。儀式の日、紅い蝶が舞い上がるって…」「世界が恐怖した、戦慄の和風ホラー」「感じるだろうか… 闇に息吹く怨念を…」「ずっと、いっしょだよね…　約束だよね…」など。
直訳の韓国版を除いた日本国外版名はFATAL FRAME II CRIMSON BUTTERFLY、Project ZERO II CRIMSON BUTTERFLYなどで、北米版ではPlayStation 3向けダウンロード版も配信されている。
約1年後には『FATAL FRAME II CRIMSON BUTTERFLY DIRECTOR'S CUT』、約8年7か月後には『零 眞紅の蝶』としてそれぞれリメイクされた。
天倉澪と天倉繭の双子の姉妹が主人公。舞台は皆神村というまるごと1つの廃村。ストーリーは全9+1章。
「射影機」を使う澪をプレイヤーが操作し、NPCの繭が付かず離れず同行しているのが基本だが、はぐれている時に「共鳴」が起こると繭の意識とシンクロし、霊に憑依されている繭を操作することもある二人三脚的なシステムが特徴であり、怨霊戦では繭が倒されてもゲームオーバーになるため、繭を守りながら村からの脱出を目指す。
村人の残留思念や死後の想いを聴ける「霊石ラジオ」や、無声映画のような映像を再生できる「映写機」などが初登場し、プレイヤーの想像力を利用しての恐怖演出が追加された。
また、ある章では手に持つ懐中電灯が突然点かなくなったり、射影機と共に落としてしまうなどのパニック演出が発生し、それらの状況下ではマップ上の雷雨による散発的な稲光や、わずかな和蝋燭の灯りなどを光源の代わりにするしかなく、後者ではフィラメントは表示されるもののファインダーモードに移行できなくなるという窮地に陥るようになった。
射影機については、前作の北米版タイトルから命名された「フェイタルフレーム」が最上位のシャッターチャンスとして追加され、そこからのコンボも可能になるなど怨霊戦の難易度が実質的に下げられる改定が行われた。
フィルムは以降の続篇にも引き継がれた「〇七式」「一四式」「六一式」「九〇式」「零式」までの全5種類が確立されたと共に「フィルムチャージ」の時間差が追加され、たとえば〇七式は連写が効かず浮遊霊Aを撮影した直後に続けて現れるBを撮影しようとしても間に合わないので、連写が効く一四式などに変える必要が生じる。霊波計の充填速度にも差別化が施され、〇七→九〇式の順で早く、零式が最も遅いという仕様になった。
フィラメントは怨霊を示す赤を除いて全て青色で発光し、出現予告がコントローラの振動からノイズ演出に変更された。
本体や強化レンズのレベルアップ法はポイント制だが、前作『zeroシリーズ』の「霊石」のCGをアレンジし、レベルそのものの上限を増やす役割へと変えた「念珠」というアイテムも別途で必要となった。それに伴って強化レンズの使用法はアイテム個数制ではなくなり、最大4つで蓄積される「霊力」を消費してのゲージ制になった。特殊機能は「追加機能」と「装備機能」の2つのグループに分けられた。
基本性能は霊波計の直径が広がる「範囲」、より多くの強化レンズが使えるようになる「蓄積」、ダメージの上昇&射程距離が伸びる「感度」の3つとなっている。
サウンドについては、PS2本体の擬似5.1chサラウンドによるステレオ・モノラル出力の切り替えのみとなった。劇中歌の「贄唄」は担当者・奥田および齋藤による楽曲。
細かい点では、ゴーストリストが「霊リスト」の総称に、浮遊霊の撮影ポイントが固定制から変動制に、心霊現象の発生が確率変動制から常時制に、古い射影機というカメラ型オブジェだったセーブポイントが「灯篭」にそれぞれ改定された。
複数セーブを心がけていないとやり直しがきかなくなる深刻なエラーについては#注意点、バグ、不具合を参照のこと。
当作のみの地縛霊「描きつづける女」は、漫画『ドキばぐ』における柴田亜美・浜村弘一・チップス小沢のゲスト出演である。
ボックスアート（以下BA）は背中合わせで座る澪と繭が描かれた公式配布壁紙「【紅い蝶】」のデザイン。
- 限定、特典
  - 「零 紅い蝶 Crimson Report 〜紅い蝶の秘密〜」： リリース当時の予約特典で配布された映像ディスク。英語ナレーションと日本語字幕が付いた日本国外版トレーラーなどを収録。
- 移植、廉価版、配信
  - 『零 紅い蝶 PlayStation 2 the Best』（ゼロ あかいちょう プレイステーション・ツー ザ・ベスト）： 日本の廉価版で、新旧2種類が存在する[注 32]。
  - 『FATAL FRAME II CRIMSON BUTTERFLY』（フェイタル フレーム・ツー クリムゾン・バタフライ）[注 2]： 北米版でパッケージとDLの2種が存在。BAは贄座に佇む桐生姉妹（双子少女）が描かれた公式配布壁紙「【双子巫女】」の流用で、アイコンは前述特典ディスクなどで見られる繭と澪の顔アップを加工したデザイン。
  - 『Project ZERO II CRIMSON BUTTERFLY』（プロジェクト・ゼロ・ツー クリムゾン・バタフライ）[注 2]： 欧州版。BAは北米版をベースに背後の空間に澪と「迷い込んだ女（須堂美也子）」の顔が加えられている。
  - 『제로 붉은 나비』（チェロ プルグン ナビ）[75]： 韓国版。BAは日本版の零ワードマーク部はそのままに、右と副題枠内に直訳を追加および差し替えて印刷している。内容は韓国語字幕をつけた仕様となっている。
    - 『제로 붉은 나비 BigHit Series』（チェロ プルグン ナビ ビッグヒット・シリーズ）[75]： 韓国の廉価版。
- 音楽、書籍
  - 天野月子『蝶』ポニーキャニオン、2003年11月12日発売、PCCA-70051： マキシシングル。1回目のリメイク作『II DIRECTOR'S CUT』にも採用されているテーマソング兼エンディングテーマで、姉の繭をイメージしている[82]。原曲としては同レーベルのアルバム『天龍』、音倉レコード『デラックスカタログ』『カタログ』などにも収録されている。
  - 『零 紅い蝶 公式完全攻略本 魂鎮ノ書（たましずめのしょ）』エンターブレイン、2004年2月12日。ISBN 4-7577-1759-8。：霊リストにゲーム内では振られていないナンバリング「no.001 - 177」が記されている[注 35]。
  - 『怨霊の刻』参照

### FATAL FRAME II CRIMSON BUTTERFLY DIRECTOR'S CUT
『FATAL FRAME II CRIMSON BUTTERFLY DIRECTOR'S CUT』（フェイタル フレーム ツー クリムゾン・バタフライ ディレクターズ・カット）は、『紅い蝶』1回目のリメイクであり零シリーズの通算4作目。当記事では日本国外PS2版の副題＝CRIMSON BUTTERFLYとの混同を避けるため『II DIRECTOR'S CUT』と略記する。キャッチコピーは「その恐怖 何より深く そして儚い…」「今、そこにいる恐怖…」など。
同名の北米版を除いた日本国外版名は페이털 프레임 2 붉은나비 감독판、Project ZERO II CRIMSON BUTTERFLY DIRECTOR'S CUTなどで、日本に先駆け北米圏からリリースされた。
『零 SPECIAL』に引き続きXboxの高画像能力によるグラフィック向上を中心として製作されており、上級者向けの最高難易度「FATAL」、各ボーナスの統合メニュー「アディショナルフィーチャー」、新たなマルチエンディングなどが追加された。
当作独自の要素として、常時がファインダーモードと言える主観視点で進み画面上に現在位置と付近の見取り図をガイドするミニマップが表示される「FPSモード」が追加され、マップのほぼ全体を目視できていた従来のフィールドモード（俯瞰視点）への切り替えが無くなったことで、何の変哲も無かった単なる通路ですら死角が存在するため「曲がり角の先に何かがいるかも」のような緊張感が続くプレイを選べるようになった。
また、前作からのバトル（ミッション）モードとは別に「サバイバルモード」が初導入され、より過酷な条件での村脱出を目指す遊びも用意された。
射影機については、基本性能・機能・レベルアップ法などはそのままだが、最初に入手する（装填されている）フィルムが「一四式」に変更され、フィルムチャージが最も遅い（連写が効かない）種に一四式も含まれるようになったほか、ファインダーモードからのフィルム変更操作が初めて可能になった。
クリア後の追加コスチュームには、同社のデッド オア アライブ シリーズにおける『DOAU』までの設定をベースにしたかすみの瑠璃光（澪側）とあやねの胡蝶藍紫（繭側）や、『蒼魔灯』のレイナ（澪側）と『影牢 〜刻命館 真章〜』のミレニア（繭側）などのコラボ衣装もある。
セーブおよび本体との相性などについては#注意点、バグ、不具合を参照のこと。
ボックスアート（以下BA）は「血塗れの着物の女（黒澤紗重）」と紅い蝶が描かれたデザイン。
- 限定、特典
  - 「FATAL FRAME II CRIMSON BUTTERFLY Premium Fan Disc」： リリース当時の予約特典で配布された映像ディスク。
- 移植
  - 『FATAL FRAME II CRIMSON BUTTERFLY DIRECTOR'S CUT』（フェイタル フレーム ツー クリムゾン・バタフライ ディレクターズ・カット）[注 2]： 北米版。BAは日本版の流用で「血塗れの着物の女（黒澤紗重）」の向かって右に澪が加えられている。日本版タイトルと完全な同名である。
  - 『페이털 프레임 2 붉은나비 감독판』（ペイトル フレイム トゥ プルグン ナビ カムドク パン）[75]： 韓国版。BAは北米版とほぼ同一で韓題を追加印刷している。今作では韓国語で翻訳（表記）しているのは取扱説明書や補足題字といった一部のみで、内容は北米版そのままの英語音声&字幕となっている。
  - 『Project ZERO II CRIMSON BUTTERFLY DIRECTOR'S CUT』（プロジェクト・ゼロ・ツー クリムゾン・バタフライ ディレクターズ・カット）[注 2]： 欧州・豪州版。BAは北米版とほぼ同一。

### 零 眞紅の蝶
『零 眞紅の蝶』（ゼロ しんくのちょう）は、『紅い蝶』2回目のリメイクであり零シリーズの通算8作目。キャッチコピーは「それは、決して見てはいけない禁断の儀式……」「Banish the tormented with the unlikeliest of artefacts.」など。
日本国外版名はPROJECT ZERO 2 Wii EDITION。
『月蝕の仮面』で初導入されたフロントビュー視点とWiiリモコン&ヌンチャクを用いた操作系で再開発した作品。2016年にWii Uのニンテンドーeショップでのダウンロード配信も開始された。
キャラクターのモデリングや射影機のデザインなどは前リメイク版の『II DIRECTOR'S CUT』とも異なる新規に描き起こされたものが採用され、任天堂の要望により澪と繭の年齢が2つ上げられた。「さわるシステム」の演出も『月蝕の仮面』以上に多彩な「もっとさわるシステム」となり、新たなタイアップソング・マルチエンディング・強化レンズ、シリーズ初となる肝試し的なミニゲーム「お化け屋敷」などが追加された。
怨霊戦では、特定の条件で「闇帰り」という復活現象が発生し、攻撃力が上昇したり、新たな行動パターンが追加されるようになった。また、Wiiリモコンが2つあれば2プレイヤーが参戦することができ、シャッターボタンのタイミングを合わせた同時押しに成功すると「シンクロショット」が発動しダメージおよび入手ポイントが増えるというボーナス要素が追加された。
射影機については、基本性能は霊波計の直径が広がる「範囲」、霊力ゲージ（梵字）が増える「蓄積」、同ゲージの充填が早くなる「感度」、より多くの強化レンズが使えるようになる「霊子」の4つとなっている。フィルムチャージは六一式までが中速で共通、九〇式が高速、零式が低速という3種になっている。またアイテムCGは前作『月蝕の仮面』で一新されたものではなく、それ以前までのデザインのものが採用されている。
レベルアップ法は前々作にあたる『刺青ノ聲』に倣った単純ポイント制で、新たに撮影以外にも『月蝕の仮面』から引き継がれ改名と共に単純なポイントアイテム（少→多）にスイッチされた「霊石の欠片（蒼と紅）」からも獲得できるようになった。
ボックスアート（以下BA）は格子窓の奥に澪と繭と蝶の灯篭が描かれ、DL版のアイコンは背景の中心にタイトルロゴを置いたデザイン。
- 移植
  - 『PROJECT ZERO 2 Wii EDITION』（プロジェクト・ゼロ・ツー ウィー・エディション）[注 2]： 豪州・欧州版。BAとアイコンは無数の骸の中心で狂笑する「血塗れの着物の女（黒澤紗重）」と「縄の男（楔）」が描かれたデザイン。全ての版の光ディスクレーベル面上ではUSKのレイティングが印刷（表記）されている。
- 音楽、書籍
  - 天野月『くれなゐ』（収録アルバム『天の樹』dmARTS、2012年7月25日発売、DGSA-10041）： テーマソング兼エンディングテーマ[注 36]で、天野月への改名後初のタイアップでもある。妹の澪をイメージしており、今回の『くれなゐ』（紅い）と前曲『蝶』の2曲で世界が1つになるというテーマが込められている[82]。前述の通りシングル化はされていないが、原曲としてはベストアルバム『カタログZ』KURA-0055にも収録されている。
  - 『零 眞紅の蝶 公式攻略&設定資料集 くれなゐの杜（もり）』コーエーテクモゲームス、2012年9月28日。ISBN 978-4-7758-0852-8。：霊リストにゲーム内では振られていないナンバリング「霊001 - 190」が記されている。また『怨霊の刻』の一部が転載されている。

## 零 －刺青ノ聲－
『零 －刺青ノ聲－』（ゼロ しせいのこえ）は、零シリーズの第3作目（通算では5作目）である。キャッチコピーは「侵蝕する恐怖」「THE FEAR THAT SPREADS.../EL MIEDO SE EXTIENDE...」など。
直訳の韓国版を除いた日本国外版名はFATAL FRAME III THE TORMENTED、project zero 3 THE TORMENTEDなどで、北米版ではPlayStation 3向けダウンロード版も配信されている。
黒澤怜、雛咲深紅、天倉螢の3名が主人公。舞台は眠りの家と呼ばれる悪夢の中の広大な廃屋敷と、怜たちが暮らしている現実世界の近代住宅。ストーリーは全14章。
それぞれが章ごとに独立（孤立）したプレイヤーキャラとなって廃屋敷を巡る「悪夢」のパートと、怜を操作して自宅で写真や資料を調査する「現実」のパートを行き来し、夜になると必ず「眠り」、一定条件で悪夢から「目覚める」を繰り返しながら進めていくが、次第に境界が曖昧になり現実世界にも悪夢の現象や霊が侵食してくる恐怖が特徴で、目覚めるたびに身体に濃く広がっていく謎の刺青の呪いからの解放を目指す。
各主人公には「固有能力」が用意されており、怜は一時的な無敵回避技の「フラッシュ」、深紅はスロー効果をもたらす「御神石のお守り」と固有のタメ攻撃「重（チャージショット）」、螢はマップ内の要所に回避する手段「隠れる」などを駆使できる。加えて深紅は最も小柄な身体という設定から床下などの狭い空間を『II DIRECTOR'S CUT』の「FPSモード」のように侵入したり、螢は体力に勝るという設定から障害物をどかしたり建物間を飛び移れる場面がある。
今作では終盤になると悪夢の世界が瘴気に包まれ画面がモノクローム化し、限定的な登場だった絶対霊の「刺青の巫女」が高確率のエンカウンター制に変わって先々に出現するようになるため、各地に点在している「祓いの灯火」という消耗アイテムを探して炎の勢いを補充しモノクロ化を回避する必要に迫られるというタイムリミット・サスペンス的な展開も追加される。また、前作『zero・紅い蝶シリーズ』の事件にかかわった人物・舞台・血縁者などが悪夢の中に様々な役割で再登場してもいるため、前作の主人公などが「もう終わったはずなのに」のように体験している不安や既視感覚を、前作を遊んだことがあるプレイヤー自身も同様に感じるという要素も含まれている。
射影機については、フィルムチャージ差が廃止され連写が可能となり、霊力ゲージの充填速度も「零式」（最も遅い）を除いて一律化された。
レベルアップの方法についても「念珠」を廃止したポイント制のみに単純化され、基本性能は霊力ゲージ（梵字）が増える「最大値」、霊波計の直径が広がる「範囲」、霊力ゲージの充填速度の上昇&射程距離が伸びる「感度」の3つとなっている。
ただし、射影機は3人の主人公それぞれで個別に所持しているが、獲得した撮影ポイントは共有制で、フィルムは逆に「六一式」以上の物は取得者に固定化されるため、どの主人公の射影機をレベルアップさせて強いフィルムを回収させるかはプレイヤー次第である。
劇中歌の「鎮メ唄」は担当者・齋藤による楽曲。
細かい点では、浮遊霊の撮影ポイントが再び固定制に戻り、ゲーム内の霊リストにナンバリング「1 - 217」が振られ、前作では灯篭だった場所（役割）に相当するセーブポイントが「行灯」になった。
複数セーブを心がけていないとやり直しがきかなくなる深刻なエラーについては#注意点、バグ、不具合を参照のこと。
ボックスアート（以下BA）は右肩を掴まれている怜が描かれたデザイン。
- 限定、特典
  - 「History of "Project Zero" 〜黒澤レポート〜」： リリース当時の予約特典で配布された映像ディスク&設定資料集のセット。
- 移植、廉価版、配信
  - 『零 －刺青ノ聲－ PlayStation 2 the Best』（ゼロ しせいのこえ プレイステーション・ツー ザ・ベスト）： 日本の廉価版で、新旧2種類が存在する[注 32]。
  - 『FATAL FRAME III THE TORMENTED』（フェイタル フレーム スリー ザ・トーメンテッド）[注 2]： 北米版でパッケージとDLの2種が存在。BAおよびアイコンは公式配布壁紙「まどろみ」と「涯（はて）の岸」を合成したようなデザインで、水面に伏せる怜と「刺青の巫女（久世零華）」が描かれている。
  - 『project zero 3 THE TORMENTED』（プロジェクト・ゼロ・スリー ザ・トーメンテッド）[注 2]： 欧州・豪州版。BAは北米版とほぼ同一だが、背表紙の左下部に販売国それぞれの国旗が印刷されている。全ての欧州版のDVD-ROMレーベル面上ではUSKとBBFCのレイティングが印刷（表記）されている。イギリス版などのPS2公式サイト上ではPEGI 18/2010年版が使われている[88]。
  - 『零 －문신의 목소리－』（チェロ ムンシン イ モクッソリ）[75]： 韓国版。BAは日本版とほぼ同一で副題飾り線内に直訳を差し替えて印刷している。内容は韓国語に翻訳されている。
- 音楽、書籍
  - 天野月子『聲』ポニーキャニオン、2005年7月27日発売、PCCA-70119： マキシシングル。テーマソング兼エンディングテーマ。原曲としては同レーベルのアルバム『A MOON CHILD IN THE SKY』や、音倉レコード『デラックスカタログ』『カタログ』などにも収録されている。2023年時点の本人談ではゲーム本篇と共に「一番良い」曲として挙げている[4]。
  - 『零 －刺青ノ聲－ 公式完全攻略本 導魂之書（どうこんのしょ）』エンターブレイン、2005年10月19日。ISBN 4-7577-2498-5。2024年1月1日閲覧。[注 2]

## 零 月蝕の仮面
『零 月蝕の仮面』（ゼロ つきはみのかめん）は、零シリーズの第4作目（通算では6作目）である。キャッチコピーは「恐怖を体験する。」。
現コーエーテクモゲームスとなる合併前に掲げられた「テクモ×任天堂プロジェクト」の第1弾タイトル。別売の周辺機器が必要で解像度にも制限がかかるものの、後継機のWii Uでもプレイできる。前作まで恒例だった海外移植はされていない。
約14年7か月後には『零 月蝕の仮面 リマスター』としてリメイクされた。
水無月流歌、麻生海咲、月森円香、霧島長四郎の4名が主人公。舞台は朧月島という離島にある廃墟となった擬洋風建築の病院・療養所・和風建築の住宅など。フロントビュー（後方視点）方式が初導入され、Wiiリモコンとヌンチャクを使った独自の操作方法となっている。ストーリーは全12章。
前作までは単なる光源でしかなかった懐中電灯に隠されたアイテムを照らし出せる役割がつくようになり、アイテムを入手したりする際に「さわるシステム」というズームアップ&モーションが挿入され、プレイヤーの意志でボタンを押し続けて手を伸ばす時間を調整することが求められ、ゴーストハンドに腕を掴まれるなど「何かが起こるかもしれない」という緊張感がつきまとう恐怖演出が追加された。そのため、後述する強化要素を満たす手段が撮影ポイントではなくなったこともあり、どんなにイヤだとしても射影機のレベルアップのためには怪しい場所や光っているものを積極的に掴まなければならない。
バトルについては、シリーズ初の新視点および操作の仕様変更に伴い『紅い蝶』の頃の強化レンズ「追」に相当するオートロックオンがリモコンの操作で行えるようになった。そして射影機以外ではシリーズ初となる長四郎のみが扱う新武器「霊石灯」が追加された。
射影機については、レベルアップがシリーズ通例である撮影ポイント共有制ではなく、初となるアイテム共有制となっており、本体は「青い霊力の欠片」、強化レンズは「赤い霊力の欠片」を別々で集めることが必要で、今作での撮影ポイントはセーブ燈篭の「交換」メニューを介して「万葉丸（まんようがん）」「御神水（ごしんすい）」「鏡石（かがみいし）」などの回復系や「九〇式」までの各フィルムとの取引に用いる仕様になった。
フィルムは『刺青ノ聲』に倣っているが霊力ゲージの充填速度は〇七→零式の順で遅い仕様になった。また以前は右ななめの向きだったアイテムCGが左ななめの向きの新規デザインに一新され、一四式が「十四式」表記になった。
基本性能には差別化が施され、霊力ゲージ（梵字）が増える「最大値」と、より多くの強化レンズが使えるようになる「蓄積」の2つは3名共通、霊力ゲージの充填が早くなる「感度」とフィルムチャージが早まる「チャージ」の2つは流歌と海咲、霊波計の直径を広げる「範囲」は海咲と円香、霊子の充填を早める「霊子吸収」は流歌のみの要素となっている。
クリア後の追加コスチュームには、任天堂のゲームキャラとコラボしたゼロスーツサムス（流歌用）やルイージ（海咲用）などもあり、プレイ中からの衣装変更が初めて可能になった。
一方、エクストラアイテムの封印が解除されないなどの#注意点、バグ、不具合があり、当作ではコンプリートが達成できなくなっている。
ボックスアートは朧月館と背中を向けた流歌が描かれたデザイン。
- 音楽、書籍
  - 天野月子『ゼロの調律』音倉レコード、2008年7月30日発売、KURA-0021： マキシシングル。イメージソングとして使用されており、下記『NOiSE』も含めて天野月子名義では最後のタイアップ。原曲としては同レーベルのアルバム『ZERO』（リマスター版含む）や『Decade』などにも収録されている。柴田との対談では「零シリーズとしての主題歌でも合いそう」などと語られた[82]。
  - 天野月子『NOiSE』（収録アルバム『NOiSE』…、2008年11月24日発売/公式通販&ライブ会場限定、KURA-0024）： エンディングテーマ。前述の通りシングル化はされていないが、原曲としては天野月へ改名後のCOCOONレーベルでのアルバム『ZERO リマスター版』にも収録されている。
  - 『任天堂公式ガイドブック 零 月蝕の仮面 〔Wii〕』小学館、2008年10月17日。ISBN 978-4-09-106428-8。2024年1月1日閲覧。[注 2]：各アイテムとフィルム4種に読み仮名がふられている数少ない公式資料でもある。

### 零 月蝕の仮面 リマスター
『零 月蝕の仮面 リマスター』（ゼロ つきはみのかめん …）は、Wii専用タイトルとしてリリースされた『月蝕の仮面』を原作としたNintendo Switch・PlayStation 4・PlayStation 5・Xbox One・Xbox Series X/S・Steam向けのマルチプラットフォーム版（実質的なリメイク）である。零シリーズとしては通算11作目。キャッチコピーは「よみがえる、戦慄の記憶」「Unforgettable horror」「戰慄的記憶’於月下甦醒」など。
通算（直近）の前作にあたる『濡鴉リマスター』と同様で、後述の日本国外版も含めて公式なタイトルに「リマスター」が付くかには揺れがあり、原作であるWii版も含め単に「月蝕の仮面」とだけ表記・呼称されてもいるため、当記事内では混同を避けるためリマスター版、月蝕リマスターなどと総称・解釈して解説する。
Wii版は海外移植されていなかったが、当作にてFATAL FRAME Mask of the Lunar Eclipse、PROJECT ZERO MASK OF THE LUNAR ECLIPSE、零 月蚀的假面などの日本国外版名で展開された。
リマスター作業に伴いグラフィックやモデリングなどが一新された。またWii版にあった#注意点、バグ、不具合は修正されている。
ボックスアートとDL版アイコンは、屋内で振り返る流歌が描かれたデザイン。
- 限定、特典、DLC
  - 『零 月蝕の仮面 リマスター Nintendo Switch版プレミアムボックス』[1][注 2]プレオーダー限定版で、ゲーム本編データ、書き下ろし小説入り公式設定資料集「朧月島追想録」、オリジナルサウンドトラックCD「月蝕夜選曲集」＆ダウンロードシリアル、特製クリアファイル2種などを同梱。
  - 『プレミアムボックス』上述版からゲーム本編データのみを除いたプレオーダー限定品。
  - 『零 月蝕の仮面 リマスター Digital Deluxe Edition』全機種向けのダウンロード版専用品で、ゲーム本編データ、朧月島の夜宴コスチュームセット、零 月蝕の仮面 デジタルアートブック（オリジナルサウンドトラック付き）などを同梱[1][注 2]。
  - 『Digital Deluxe Upgrade』上述版からゲーム本編データのみを除いたもの。
  - 『マリー・ローズの服』同社の別ゲーム『DOA5』シリーズから登場したマリーとのコラボで、早期購入特典の流歌限定衣装。
  - 『プレオーダー特典（ダウンロード版）』流歌・海咲・長四郎限定アクセサリー「狐の面（白・紅・黒・緋・蒼）」「霊石灯の被り物」を同梱。
  - 『セーブデータ連動特典』『濡鴉リマスター』のセーブデータ保存機種本体で入手できる、流歌・海咲・長四郎限定アクセサリー「射影機の被り物」（濡鴉版単眼の射影機）。
  - 「店舗特典」L版ブロマイド、アクリルキーホルダー、缶バッジ、マイクロファイバークロス、A4クリアファイル、B3タペストリー、しおり、PETカード、ポストカード、キャンバスアートなどがGAMECITY、KT SPOT Online Shop、アニメイト、あみあみ、ebten、Neowing、ブックオフ、メロンブックス、よろずやショップびっく宝島、楽天ブックス、WonderGooなどで提供された。
- 移植
  - 『FATAL FRAME Mask of the Lunar Eclipse』（フェイタル フレーム マスク・オブ・ザ・ルナー・エクリプス）[注 2]： アメリカ英語版。
  - 『PROJECT ZERO MASK OF THE LUNAR ECLIPSE』（プロジェクト・ゼロ マスク・オブ・ザ・ルナー・エクリプス）[注 2]： イギリス英語・フランス語・ドイツ語版。
  - 『零 月蝕的假面』（リン ユェシー ド ジャミアン）[注 2][75]： 中国語（繁体字）版。
- 企画
  - 『「零」シリーズ誕生記念キャンペーン 最恐の霊は誰？』2022年12月13日 - 27日開催：Twitterのハッシュタグを利用したアンケート。『心霊カメラ』を除く『濡鴉ノ巫女』までに登場した怨霊の内、作品毎に5種づつ用意された「一番恐いと思った霊」に投票するもので、受賞者20名に非売品の「零 月蝕の仮面[注 2] オリジナルキーライト」が贈られた。結果は『刺青ノ聲』の「四つん這いの女」が第1位となり、月蝕からは「車椅子を押す黒い女」が第5位になった[49]。
  - 「発売直前！『零 ～月蝕の仮面～』特別生放送」2023年3月8日配信：YouTubeのコーエーテクモChannelで配信されたネット番組。当作でプロデューサーを務めた深谷裕と、当作では監修役としても携わった柴田誠がゲスト出演した[4]。
  - 『零 月蝕の仮面 リマスター フォトコンテスト』[1][注 2]2023年3月9日 - 4月9日開催：リマスター版で新実装された「フォトモード」を利用したインターネット投稿イベント。Twitterの公式アカウントとのフォローから募集され、受賞者3名にオリジナルムーンランプ、10名にオリジナルB2ポスターが贈られた。

## 心霊カメラ 〜憑いてる手帳〜
『心霊カメラ 〜憑いてる手帳〜』（しんれいカメラ ついてるてちょう）は、零シリーズの外伝作品である。当記事では後述のモード名から『紫の日記』とも略記する。キャッチコピーは「ノートを覗くと開かれる異界への扉。」「Look through the Spirit Camera ...if you dare.」「A visceral 3D horror tale unfolds before your eyes」など。
日本国外版名はSPIRIT CAMERA THE CURSED MEMOIR。
零シリーズとしては『月蝕の仮面』の次に制作された通算7作目にあたるが、AR技術やジャイロセンサーなど3DS本体の機能を駆使した新しいホラーゲームを標榜し、タイトルから「零」が外された理由は菊池啓介が「一般性を求めたため」のように答えており、射影機の設定を流用したカメラバトルがメインの作品となっている。
主なモードは以下の通り。
ARストーリー「零〜紫の日記〜」
「紫の日記」と呼ばれる呪われた書物に関わった人々の物語。プレイヤー自身が主人公となり、ある日突然届いた「紫の日記」に関わる呪いから逃れるため、ありえないものを映し出すカメラ「射影機」で謎を紐解いていく。一度クリアすると、難易度が上がり得られる情報が増え、眞夜の服装が変わるエクストラストーリーが選択できるようになる。なお、世界観は『zero』から続いている本編ナンバリングシリーズとは全く異なっている。
ちょっとだけストーリー
ARストーリー（本編） のワンシーンを自由に選択できる。本編を進めると選択できるシーンが増える。
撮影&バトル
本編に登場したキャラクターでバトルや撮影が自由に出来る。撮影した写真は「ニンテンドー3DSカメラ」で見ることが可能。『眞紅の蝶』の公式ウェブサイトとの条件を満たすと「迷い込んだ双子」として天倉澪と天倉繭の姉妹が出現する。
ゴーストカメラ
心霊写真撮影
本体のカメラを使って心霊写真を作ることができる。ノーマルレンズ、立体レンズ、顔認識レンズの3種類から選択でき、「ニンテンドー3DSカメラ」で見ることが出来る。
憑きモノ診断
写真に写った人に憑いている怨念を写し出して占いを行う。顔診断の写真撮影した後にARノートで確認する。
呪い顔退治
写した人の顔が、その人の中に潜む怨霊となって襲いかかる。顔診断の撮影になるが、特に顔である必要はない。
ホラーノート
本体のカメラを使ってARノート上でミニゲームができる。
4つの奇妙な面
面をつけた少年から、4つの面を使った問題が出される。
和人形の呪い
提示される和人形を、記憶を頼りに似たような和人形の中から見つけ出し撮影する。
ノートに潜む少年
面をつけた少年を、ヒントからARノートから見つけ出す。
怨霊の棲む館
ARノート内に存在する「向こう側」の世界で、「ありえないもの」を時間内にノルマ数の撮影（除霊）する。
- 移植
  - 『SPIRIT CAMERA THE CURSED MEMOIR[注 2]』（スピリット カメラ ザ・カースド・メモワール）： 北米・欧州版。

## 零 濡鴉ノ巫女
『零 濡鴉ノ巫女』（ゼロ ぬれがらすのみこ）は、零シリーズの第5作目（通算では9作目）である。コンセプトは「Wii Uで体感する濡れる恐怖」。キャッチコピーは「死の山、幽婚、神隠し すべては水でつながっている。」「The Fatal Frame series lives again」など。
日本国外版名はFATAL FRAME Maiden of Black Water、PROJECT ZERO MAIDEN OF BLACK WATERなど。日本版とは異なり一部の限定版を除いてダウンロード販売のみだが、日本版には無いフリートゥプレイ版が配信されている。
約7年1か月後には菊地の「現行機でなるべく多くのファンに遊んで欲しい」という願いから『零 濡鴉ノ巫女 リマスター』としてリメイクされた。
不来方夕莉、雛咲深羽、放生蓮の3名が主人公。舞台は日上山という丸ごと1つの山と、密花と夕莉が営業しているカフェ兼骨董屋。ストーリーは全16+4章。
本作では射影機がGamePadに見立てて開発されており、横位置だけでなく縦位置まで含めた回転させての構えも可能で実際にカメラを使っているような操作が体感出来るようになっている。
章やエリアによってはプレイヤーキャラ以外の登場人物がノンプレイヤーキャラクター（以下NPC）として同行（同居）する時があるため、怨霊戦や絶対霊との遭遇時などは守りながら戦ったり逃走経路を考える必要に迫られる。
シリーズ初登場となった以下の要素も特徴。
濡れメーター/夜泉濡（よみぬれ）
特定の章やエリアによって降っている雨・発生している靄や霧、滝・川・池・湖・水没地帯など水が関係している地形への侵入、戦闘でのダメージなどで増え、屋内への退避や時間経過による乾燥などで減るゲージ要素。濡れ具合に比例して射影機戦での与ダメージ量が増すメリットがある反面、怨霊との遭遇確率や被ダメージ量も増すデメリットがある。なおグラフィック上の副次効果として、コスチュームの特に白い布地はいわゆる「透けた」状態になる。
また、今作では「夜泉濡」という黒く変色した状態の怨霊が存在し、特定の攻撃を受けると主人公側も夜泉濡状態となって防御力の低下・体力メーターの減少・視界の悪化などがプラスされるため、消耗アイテムの「清めの火」を使うなどして脱する必要に迫られる。
看取り（みとり）
特定の怨霊を倒してその場から消滅するまでの間に任意で可能な演出で、「さわるシステム」で触れる事により生前の過去をムービーで追体験するもの。2度目からはポイント入手のみに省略される。
影見（かげみ）/寄香（よすが）
密花や夕莉が有している一種のサイコメトリー能力を指し、フィールドモード中に任意で可能な行動。持ち主が写っている写真や愛用していた日記帳などを「寄香」と称する触媒とし、白い影のような姿を追うことが出来る演出で、事実上プレイヤーがどこに行けばいいのかを「案内してくれる」もの。蓮は射影機を介して使用する。
残影（ざんえい）
予告なしに画面がモノクローム化し発生する一種のフラッシュバック的な演出。撮影に成功すればポイントが入手でき、霊リストの「残影」項目が埋まる。
ミッションモード「綾」
クリア後に遊べるもの。同社のTeam NINJA監修による『DOA5』以降のモデリングをベースにしたあやねがプレイヤーキャラとなり、『月蝕の仮面』の霧島長四郎の武器・霊石灯を用いて『刺青ノ聲』の天倉螢の固有能力「隠れる」に似たスニークアクションが楽しめる。
バトルについては、怨霊の全身や近辺およびその時に同行しているNPCに複数のロック対象箇所があり、怨霊からは撮影する毎に「霊片」という破片が飛び散り、それらをGamePadの回転も用いてファインダーに収めた数が多いと与ダメージが増えたりシャッターチャンスを誘発できる仕様になったため、コンボが狙えるフェイタルタイムの起点となるフェイタルフレームが発生する特定の行動パターンを始めるまで防戦する「待ち戦法」が定石だった過去作よりも、単発でも積極的に撮影して手数で押す「攻め戦法」も有効になった。
射影機には夕莉、深羽の使う単眼の射影機と、蓮が使う連写機能のある複眼射影機が登場する（以下単眼機、複眼機）。深羽は固有能力として一時的に時の流れを緩やかにする「スロー撮影」ができる。基本性能は攻撃の射程距離が長くなる「感知」、フィルムチャージが早まる「充填」、与えるダメージが増える「出力」の3つと、単眼機の霊力を吸収する効率が上がる「吸収」、複眼機の連写間隔が短くなりスロー効果がつく「速写」の2つがある。撮影ポイントは『月蝕の仮面』以外のシリーズ通例である共有制のため、どちらの射影機をレベルアップさせるかはプレイヤー次第である。
フィルムは、霊波計（梵字）と合わせてチャージ時間が種類と難易度設定で変化し、六一式が一番遅く九〇式が一番速い状態から、基本性能「充填」によって更に変化する。またフェイタルコンボ中には枚数が減らなくなった。なおアイテムCGが『月蝕の仮面』以前の右ななめ向きだったものをベースにリニューアルされた。
強化レンズ・内蔵部品システムについては、後者の「強化装置」は単眼と複眼機の両方に反映されるが、強化レンズは単眼機でしか使えない。
今作では章の区切りが複数のセーブ欄を用いるのではなくミッションモードと同じ仕様になったため、ポーズメニューからのやり直しが常時可能でセーブも自動で行われる通過ポイントチェック制、フィルムや消耗アイテムも次章に引き継がれない使い切り制になっている。浮遊霊や残影の撮影ポイントは変動制だが「霊リスト」には含まれないシリーズ初の除外扱い（やり込み要素減少）となった。
追加コスチュームやアクセサリーには、エンディング曲が変わる白無垢、日本版のみのグラビア水着、日本国外版のみの任天堂コラボ系などがあり、一ノ雫クリア後からポイント交換で入手・変更が可能になった。
ボックスアート（以下BA）は逆さまで向かい合って横たわる夕莉と深羽が描かれ、DL版のアイコンは夕莉の設定画を流用したデザイン。
- 音楽、書籍
  - AnJu『HIGANBANA』SPACE SHOWER MUSIC、2014年9月24日配信、同年10月8日発売： 夕莉を追加コスチューム「白無垢」以外でクリアした場合や、リマスター版で後述のアクセサリーを装備しない状態でのエンディング曲。天野月以外でシリーズ初となるタイアップで、デジタル・ダウンロード版（以下DL版）とマキシシングル版の2種でリリース。
  - 天野月『鳥籠 —in this cage—[101]』COCOON、DL版シングル/2014年9月24日配信、収録アルバム『ごもくならべ』KURA-0058/同年9月20日限定先行販売&同年10月1日一般発売： 2周目以降に夕莉を追加コスチューム「白無垢」でクリアした場合や、リマスター版でアクセサリー「鳥籠の指輪」を装備した状態でのエンディング曲。前述の通りCD-DAとしてのシングルがリリースされないのは、『月蝕の仮面』の「NOiSE」、『眞紅の蝶』の「くれなゐ」に続いて3度目である。
  - 『零〜濡鴉ノ巫女〜 コンプリートガイド』コーエーテクモゲームス、2014年11月29日。ISBN 978-4-7758-0943-3。
- 移植
  - 『FATAL FRAME Maiden of Black Water』（フェイタル フレーム メイデン・オブ・ブラック・ウォーター）[注 2]： 北米・豪州版。前述のフリートゥプレイ版や追加コスの有無などが大きな相違点。アイコンのデザインは日本版BAの流用。
  - 『PROJECT ZERO MAIDEN OF BLACK WATER』（プロジェクト・ゼロ メイデン・オブ・ブラック・ウォーター）[注 2]： 欧州版。同上。アイコンは「黒い着物の女」が描かれたデザイン。
    - 『PROJECT ZERO MAIDEN OF BLACK WATER Limited Edition』（…リミテッド・エディション）[注 2]： 欧州の初回限定パッケージ版。BAは日本版の流用。

### 零 濡鴉ノ巫女 リマスター
『零 濡鴉ノ巫女 リマスター』（ゼロ ぬれがらすのみこ …）は、Wii U専用タイトルとしてリリースされた『濡鴉ノ巫女』を原作としたNintendo Switch・PlayStation 4・PlayStation 5・Xbox One・Xbox Series X/S・Steam向けのマルチプラットフォーム版（実質的なリメイク）である。零シリーズとしては通算10作目。キャッチコピーは「美しき恐怖、再び…」「Beautiful horror」「美麗的恐怖、歸來」など。
過去作の『零 SPECIAL』『II DIRECTOR'S CUT』『眞紅の蝶』などのように原作から別名化されていたものとは異なり、後述の日本国外版も含めて公式なタイトルに「リマスター」が付くかには揺れがあり、原作であるWii U版と同様に単に「濡鴉ノ巫女」とだけ表記・呼称されてもいるため、当記事内では混同を避けるためリマスター版、濡鴉リマスターなどと総称・解釈して解説する。
Wii Uというハードの特性とGamePadとの親和性が意識されていた部分は他機種向けにアレンジないし廃止され、それぞれの新ハードでのプレイ環境に合う調整がなされ、新要素「フォトモード」の追加、1周目からエンディング曲が変更可能になる夕莉と深羽向けの新アクセサリー「鳥籠の指輪」の実装、解像度の向上、対象が怨霊のみだった「霊リスト」の拡張、操作モードの追加、細かい改善などが施された。
追加コスチュームには、Wii U版にあった一部が削除された代わりに新規も追加された。購入特典やDLC種では、菊池が携わった別ゲーム『ライザのアトリエ 〜常闇の女王と秘密の隠れ家〜』からのコラボコス、過去作の主人公である雛咲深紅・天倉澪・天倉繭・黒澤怜・天倉螢などの再現コスが追加された。
Switch版では携帯モードのジャイロ機能によって操作が他機種より体感的なものとなっている。また2022年3月時点の日本国内とアジア圏で最も高セールスを記録した。
ボックスアートとDL版アイコンは射影機を持つ夕莉と「黒い着物の女（黒澤逢世）」が描かれたデザイン。
- 限定、特典、DLC
  - 『零 濡鴉ノ巫女 Digital Deluxe Edition』「零 濡鴉ノ巫女 20周年記念版」[1][注 2]とも表記されるプレオーダー限定版で、ゲーム本編データ、過去作のイラストやBGMを収録した「20周年記念デジタルアートブック」、過去の主人公の再現コス「歴代キャラクターコスチューム」などを同梱。
  - 『零シリーズ20周年記念DLC』前述のデジタルアートブックと歴代コスを組み合わせたもの。
  - 「店舗別特典」L版ブロマイド、アクリルキーホルダー、缶バッジ、マイクロファイバークロス、A4クリアファイルなどがGAMECITY、あみあみ、ebten、楽天ブックス、WonderGooなどで提供された。
- 移植
  - 『FATAL FRAME Maiden of Black Water』（フェイタル フレーム メイデン・オブ・ブラック・ウォーター）[注 2]： アメリカ英語版。音声が全編英語化されている。
  - 『PROJECT ZERO MAIDEN OF BLACK WATER』（プロジェクト・ゼロ メイデン・オブ・ブラック・ウォーター）[注 2]： イギリス英語・フランス語・ドイツ語版。音声再録はなく字幕対応。
  - 『零 濡鴉之巫女』（リン ルーヤー ヂー ウーニュ）[注 2][75]： 中国語（繁体字）版。音声再録はなく字幕対応。
- 企画
  - 『零 濡鴉ノ巫女 フォトコンテスト』[1][注 2]2021年10月28日 - 11月28日開催：リマスター版で新実装された「フォトモード」を利用したインターネット投稿イベント。Twitterの公式アカウントとのフォローから募集され、受賞者10名にオリジナルクリアファイルが贈られた。

## 注意点、バグ、不具合
Xboxリメイク版の問題点
『零 SPECIAL』と『II DIRECTOR'S CUT』の2作は、初代Xbox（初期型）本体HDDの範囲内でしかセーブできない仕様となっていて、マイクロソフトの純正メモリユニット（別売り）であってもコピー不能となっている。また、Xbox 360本体が発売されて以降、初代Xbox専用ソフトをXbox 360本体で遊べるようにする「ゲーム互換性アップデート」のサービスが始まり、当2作も対応してはいるが、実際にXbox 360本体側でプレイすると以下のようなバグが発生してしまう。したがって、Xbox 360本体ならモデルによって外付けのHDDを使ったバックアップが選択可能であるのに対し、正常にプレイ出来る初代Xbox（初期型）が故障した場合などに対するデータのバックアップ手段は皆無に等しいため、どちらの機種で遊んでも何かしらの不都合がある。またこの両作は出荷本数が限られたまますでに製造中止になっていることからプレミアムおよび高額化の状態が続いている。
- 『零 SPECIAL』： 画面が真っ暗になってしまう不具合。たとえば「第一夜 裂き縄」では冒頭・氷室邸玄関でのデモが全く見えず深紅の音声だけで進行し、辛うじて最後の「タスケテ…」という少女の顔が映るのみで終わってしまう。
- 『II DIRECTOR'S CUT』：ほぼ同上

『紅い蝶』『刺青ノ聲』におけるバグ
『紅い蝶』と『刺青ノ聲』では「○○の鍵」と名付けられているキーアイテムとしての鍵や、パズルアイテムを操作することで開かれる特別な扉全般は、すぐに潜らないで別マップ（画面切り替えを伴う他の部屋）へ移動してしまうと開錠の事実が無かったこととされ開かずの扉に戻ってしまい、鍵などは消費済みのままゲームが進むため、事前にセーブをしていなければ物語が詰んでしまうというバグがある。
Wii『零 月蝕の仮面』におけるバグ
三ノ蝕で起こる扉関連のフリーズバグと、クリア後のお楽しみとして用意されているボーナスアイテムの1つが条件を満たしても入手できないバグがあり、これらを含めた計3つの問題点を告知・謝罪している。

## メディアミックス

### モバイルコンテンツ
『零〜zero〜サウンドホラー』
1作目『zeroシリーズ』を題材にしたPHSのDDIポケット/ドコモPHS向けオーディオドラマ（サイドストーリー）。ゲーム本篇の音響に技術協力したアーニス・サウンド・テクノロジーズ社との共作で、2002年8月1日から配信された。
『REAL零 Another Edition』
『zeroシリーズ』と『紅い蝶』までを題材にした携帯電話の900iシリーズ向けホラーゲーム。制作/COOはテクノロジーアンドモバイルラボラトリー/田中泰生。2004年8月2日 - 2011年3月31日間まで提供された。
『テクモのメロディ』
公式モバイルウェブにて提供された携帯電話向けダウンローダブルコンテントのサービス。『zeroシリーズ』、眞紅を除いた『紅い蝶シリーズ』、『刺青ノ聲』のBGMや効果音の着うた/着信メロディ、壁紙などのコンテンツが配信された。

### テーマパーク
『4D零』
『紅い蝶』を題材にした劇場上映タイプの和風ホラーアトラクション。キャッチコピーは「呪われた儀式がふたたび始まる。」監督はゲーム本篇でプロモーション・ムービー・パートのディレクターを担当した下山天。制作はビジュアルサイエンス研究所。2004年7月17日を皮切りに、としまえん、梅田ジョイポリス、ポルトヨーロッパ、グリーンランドリゾートなどで運営された。
『デリバリーお化け屋敷 絶叫救急車 Ver.零』
零シリーズ20周年記念として企画された、1作目『零 zero』を題材にしたホラーアトラクション。制作は『月蝕の仮面』に参加したグラスホッパーのCGデザイナー・今出彩賀が取締役をつとめる株式会社怖がらせ隊。監修はコーエーテクモゲームス。2021年12月18日 - 19日の第1開催を皮切りに、よみうりランドHANA・BIYORI立体駐車場屋上で運営された。

### 小説/邦画
『零 zero』
#零 zeroを原作とする同名のノベライズ版。
『零 〜ゼロ〜 女の子だけがかかる呪い』
『劇場版 零 ゼロ』
原作大塚英志による小説、およびそれを基にした監督安里麻里による邦画作品。

### 漫画
『零 影巫女』
原作天樹征丸・作画hakusによる漫画作品。

### 洋画
『零～zero～』
『FATAL FRAME』
2014年時点で計2回の制作情報が公式発表されている。1回目は『紅い蝶』リリースを控えた当時のドリームワークスフィルムズLLC制作のもの、2回目は『濡鴉ノ巫女』リリース当時のサミュエル・ハディダ製作というものだが、その後の続報は途絶えている。

### その他の関連作品
『大乱闘スマッシュブラザーズ for Nintendo 3DS / Wii U』
2014年9月13日発売のニンテンドー3DS用ゲームソフト、および2014年11月21日発売のWii U用ゲームソフト。ゲーム内の収集要素「フィギュア」として、3DS版に『紫の日記』の眞夜、Wii U版に『眞紅の蝶』の天倉澪と天倉繭が登場。
『大乱闘スマッシュブラザーズ SPECIAL』
2018年12月7日発売のNintendo Switch用ゲームソフト。アシストキャラクターである「アシスタントフィギュア」として、『濡鴉ノ巫女』の不来方夕莉が登場。また、夕莉の演出で登場する幽霊役として、黒澤密花役の田中敦子と榊一哉役の西健亮が出演。
『IdentityV 第五人格』
2018年7月5日配信開始のiOS版を初出とする非対称型対戦サバイバルホラーゲーム。2022年11月24日 - 12月23日間に、『紅い蝶』から天倉澪と「血塗れの着物の女」こと黒澤紗重などがゲームオリジナルのデフォルメ姿で様々なコラボ要素として登場。

## 開発
『刻命館』から始まったトラップシリーズ、いわゆる「テクモのダークなゲーム」を手掛けたスタッフによって誕生。企画書段階から1作目当時は「Project Ø（仮）」と総称され、欧州版の移植時にタイトル名で利用されたのち、2作目『紅い蝶』からブランド名も含めての「project zero」が確立された。「想像力に訴えかける怖さ」「みんなで怖い」をシリーズの概念としている。
中心的な人物はプロデューサーの菊池啓介とディレクターの柴田誠の2名で、劇中に地縛霊としてゲスト出演している作品もあり、女性キャラの誰かに片思いしていたというネタになっている。「特に気を付けているところは?」という質問に柴田は効果音を挙げた。1作目から参加し深紅と真冬のキャラクターデザインを務め『紅い蝶/II DIRECTOR'S CUT』ではプロジェクトマネージャーを務めた長谷川仁は退社し角川ゲームスへ移ったため、以降の続篇では参加していない。『月蝕の仮面』では他社のグラスホッパー・マニファクチュアから須田剛一が、任天堂から伊豆野敏晴と大澤徹が参加し、伊豆野と大澤は『心霊カメラ』『眞紅の蝶』『濡鴉ノ巫女』にも参加した。『心霊カメラ』からは深谷裕が携わり、自社内の零が好きだったという他スタッフやTeam NINJAなども協力した『月蝕リマスター』ではプロデューサーを務めた。
1作目『zero』では「とにかく恐いゲームにしよう」という意図から怨霊を強くしたが、結果的に戦闘が難しいのと恐すぎて途中でリタイアしたという多くの意見を受け、2作目『紅い蝶』では「とにかく最後まで見てもらおう」という意図からドラマ性を高めることを重視し、「物語の恐怖」を目指しつつも幻想的な雰囲気にして難易度も抑えるようにしたという。3作目『刺青ノ聲』では当時のシリーズ集大成としての想いと「システムで怖い」が意図され、「安全な世界＝現実がホラーの世界＝夢に侵食されていく」「こんな呪いは絶対イヤだ」などのコンセプトが設定された。4作目『月蝕の仮面』の「ゴーストハンド」と「車椅子を押す黒い女（千堂姉妹）」は、どちらも柴田が「寝ていたときに腕を掴まれ、痛いってと言って振りほどいたら離してくれた」という体験と、「包帯を巻かれていて死臭のする人を車椅子に乗せ散歩する、ひょろっとした体型の宮本さんという男性」が出てきたという夢が元になっている。5作目『濡鴉ノ巫女』の「看取り」は「幽霊に触ってみたくない?」というアイデア、舞台の日上山は「日本全国の心霊スポットの凝縮」から生まれた。
ストーリーは全作それぞれで独立しているが、『zeroシリーズ』『紅い蝶シリーズ』『刺青ノ聲』『濡鴉シリーズ』は事実上の4部作である。ただし、『月蝕シリーズ』も含めて舞台となる場所と時間（年月日）は異なり、登場人物も間接的なつながりが存在する程度なので、プレイヤー（ユーザー）に対して体験（購入）の順番を制限しておらず、どれからプレイしてもいいようにデザインされている。
副題にも表れている通り、ほぼ全作品毎にテーマカラーが設定されており（『zero』の白と黒と赤、『紅い蝶』の赤、『刺青ノ聲』の青、『月蝕の仮面』の黄、『紫の日記』の紫、『濡鴉ノ巫女』の濡烏）、それらが暖色系の場合は平仮名の「の」を、寒色系の場合は片仮名の「ノ」をタイトルの格助詞に用いている。
『紅い蝶』の製作初期に菊池から「テーマソングが欲しい」という提案がなされ、柴田が新宿にある大手CDショップのインディーズコーナーに行って、あ行から順に探していると一番上に天野月子のシングル『箱庭』があり、それを聴いて「この人しかいない」「世界観がすでに零っぽい」などと感じて菊池に推薦したことで、主題歌『蝶』がタイアップされたのを機に好評を博し、『紅い蝶シリーズ』『刺青ノ聲』『月蝕シリーズ』『濡鴉シリーズ』などで彼女の楽曲が起用されている。それらは「ハードでありながら繊細な楽曲と、世界を深く掘り下げている歌詞で、ファンから強く支持されている」と書かれるように高く評価されている。BGMは2006年からの一時期に限って運営されていた『テクモのメロディ』での配信や、『濡鴉リマスター』『月蝕リマスター』の特典サウンドトラックなどで提供されている。
また、1作目当時からヘッドフォンなどの外部音波変換装置を介してのプレイが度々推薦されており、実際に、怨霊戦などで物音による位置確認の手助けになったり、浮遊霊やデモ中のボソボソ声を聞き取り易くなったりするため、零シリーズ恒例の攻略法の一つにもなっている。
メーカー＆シリーズ公式、前述の柴田、天野、須田のほか、1作目から参加している井内毅などはTwitterを公開している。
零シリーズは操作盤振動システムを採用しているが、このシステムについて、同業のゲームソフトメーカーのカプコンがほぼ同様の内容のシステムの特許権を取得していた。カプコンは、零シリーズのシステムがカプコンの特許権を侵害しているとして、零シリーズの販売元であるコーエーテクモゲームスを相手取り、ソフトの製造・販売の差し止めと約4700万円の支払いを求め、2014年8月26日に大阪地方裁判所に特許権侵害訴訟を提起した。大阪地方裁判所は2017年12月14日に、零シリーズにおける特許権侵害訴訟において、カプコンの訴えを認め、コーエーテクモゲームスに対して約517万円の支払いを命ずる判決を下した。カプコンが2017年12月28日に『戦国無双シリーズ』の特許権侵害訴訟の判決を不服として知的財産高等裁判所へ控訴したことを受けて、コーエーテクモゲームスは2018年3月30日に、零シリーズに関する特許権侵害訴訟における第一審判決の取消を求め、知的財産高等裁判所へ付帯控訴した。

## 評価

### 業界レビュー
最も高い評価は、国内ではファミ通各誌のクロスレビューにおける『零 －刺青ノ聲－』と『心霊カメラ 〜憑いてる手帳〜』の35点。日本国外ではGameTrailersにおける『FATAL FRAME II CRIMSON BUTTERFLY DIRECTOR'S CUT』の10点満点で、他にも1作目『零 zero』の体験談で絶賛（絶叫）されてもいた。
最も低い評価は、国内ではファミ通における『zero』の32点。日本国外ではDestructoidにおける『心霊カメラ』の1点。
| レビュー媒体/数値                | タイトル/評価 |
| -------------------------------- | --- |
| ファミ通/満40                    | 『zero』32、『零SP』34、『紅い蝶』33、『2DC』33、『刺青ノ聲』35、『月蝕の仮面』34、『心霊カメラ』35、『眞紅の蝶』34、『濡鴉ノ巫女』33                                              |
| Allgame/満5                      | 『刺青ノ聲』3 |
| Cubed3/満10                      | 『心霊カメラ』8、『眞紅の蝶』9 |
| Destructoid/満10                 | 『心霊カメラ』1、『濡鴉リマ』PS5版4、『月蝕リマ』Switch版7.5 |
| エッジ/満10                      | 『月蝕の仮面』8 |
| Eurogamer/満10                   | 『眞紅の蝶』7 |
| ゲーム・インフォーマー/満10      | 『紅い蝶』9.00、『心霊カメラ』5.00 |
| ゲームマスター (雑誌)/満5        | 『2DC』4.5 |
| ゲームレーダー/満5               | 『刺青ノ聲』4 |
| GameRankings/満100               | 『zero』81.48、『零SP』79.56、『紅い蝶』82.41、『2DC』84.52、『刺青ノ聲』79.31、『眞紅の蝶』78.09                                                                                  |
| GameSpot/満10                    | 『zero』7.1、『零SP』7.7、『紅い蝶』8.2、『2DC』8.3、『刺青ノ聲』7.6、『眞紅の蝶』8.5                                                                                              |
| ゲームスパイ/満5                 | 『zero』4.5、『紅い蝶』4、『2DC』4.5、『刺青ノ聲』4 |
| Gamestats/満10                   | 『zero』8、『零SP』8、『紅い蝶』8.3、『2DC』8.5、『刺青ノ聲』8.3 |
| GameTrailers/満10                | 『zero』9.2、『紅い蝶』9.2、『2DC』10、『刺青ノ聲』9.1、『月蝕の仮面』9.5、『心霊カメラ』9.5                                                                                       |
| IGN/満10                         | 『zero』7.9、『零SP』7.7、『紅い蝶』8.5、『2DC』8.4、『刺青ノ聲』7.8、『眞紅の蝶』8.5                                                                                              |
| Metacritic/満100                 | 『zero』74、『零SP』77、『紅い蝶』81、『2DC』84、『刺青ノ聲』78、『心霊カメラ』54、『眞紅の蝶』77、『濡鴉ノ巫女』67、『濡鴉リマ』PS5版67/Steam版71/Switch版75、『月蝕リマ』PS5版68 |
| Nintendo Life/満10               | 『月蝕の仮面』7.8、『眞紅の蝶』7、『濡鴉ノ巫女』7.7、『濡鴉リマ』7.5 |
| Official Nintendo Magazine/満100 | 『眞紅の蝶』72 |
| TheSixthAxis/満10                | 『眞紅の蝶』6 |

### 関係者
2023年に「一番印象に残っているタイトルは？」という質問を受けたスタッフによる回答では、深谷裕は『零 紅い蝶』、柴田誠は『零 －刺青ノ聲－』を挙げ同作に起用された主題歌『聲』と共に天野月子も「一番良い」と即答していたと述べ、お互いに「大事な話だし曲でもある」と評した。

### 著名人
ホラー小説の『リング』などの著書で知られる鈴木光司は、
という賛辞を呈した。
芸能人の伊集院光は『ファミ通』誌上のコラムで好きなゲームとして度々取り上げており、『刺青ノ聲』プレイ当時には『紅い蝶』から導入された#霊石ラジオやホラーゲームとしての怖さについて、自身と関係深いラジオ番組や『SIREN』の「視界ジャックシステム」を挙げ比較しながら論じた。

### 受賞歴
- 零 zero
- FATAL FRAME 零 SPECIAL EDITION
- 零 紅い蝶
  - IGN Top Ten Tuesday: Scariest Games 3位
  - Top Ten Scariest Video Games Ever（最も怖いホラーゲームTOP10） 3位[122]
- FATAL FRAME II CRIMSON BUTTERFLY DIRECTOR'S CUT
- 零 －刺青ノ聲－
- 零 月蝕の仮面
- 心霊カメラ 〜憑いてる手帳〜
- 零 眞紅の蝶
- 零 濡鴉ノ巫女
- 零シリーズとして
  - Halloween Special: Ten FTW (Top 10 Scariest Games) 1位